# Geschichte Nordafrikas
Die Geschichte Nordafrikas umfasst die Entwicklung der Region Nordafrika von der Urgeschichte bis zur Gegenwart. Das nördliche oder saharische Afrika, das geographisch als der Bereich zwischen dem 19. und 38. Breitengrad und dem 13. Grad westlicher und 25. Grad östlicher Länge definiert ist (nach Encyclopedia Britannica), unterscheidet sich in seinen geschichtlichen Abläufen grundlegend vom südlichen oder subsaharischen Afrika. Ursache ist nicht zuletzt die unterschiedliche klimatische Entwicklung beider Kontinentteile, von denen der nördliche wegen der Eiszeiten in den nördlichen Breiten immer wieder Schwankungen unterworfen war, die sein Ökosystem zwischen Baumsavanne und hocharider Wüste hin und her pendeln ließen (siehe Pluvial). Noch während der Römerzeit und der islamischen Expansion wurden fruchtbare Gebiete in Wüsten verwandelt und umgekehrt.
Vor allem während der noch andauernden Wüstenphase beschränkten sich daher Kontakte zwischen Nord- und Subsahara-Afrika wegen der Schwierigkeiten, die weltweit größte Sandwüste zu durchqueren, fast ausschließlich auf den Handel entlang der Ost- und Westküste des Kontinents sowie auf bestimmte Routen, auf denen es ausreichende Wasserstellen gab. Das bedeutete gleichzeitig eine ethnische Trennung, und obwohl die nordafrikanische Kultur sowohl afrikanische als auch mittelöstliche, mit den Berbern möglicherweise sogar europäische Wurzeln hat, sind die meisten Nordafrikaner heute entweder arabisch oder berberisch sprechende Moslems mit hellerer Hautfarbe. Am Südrand der Sahara und der Sahelzone finden sich dunkelhäutige Ethnien, die im Mittelalter eigene Reiche bildeten, die unscharf umrissene Handelsreiche waren und über Karawanenstraßen mit dem Norden in einem engen ökonomischen, kulturellen und später auch religiösen Austausch standen (Islamisierung), daher kultursoziologisch ebenfalls zum erweiterten Bereich Nordafrikas zu rechnen sind. Schwierigkeiten bereitet gelegentlich der Begriff Maghreb. Man unterscheidet einen Kleinen Maghreb mit Marokko, Algerien und Tunesien und einen Großen Maghreb, der im Osten Libyen und im Westen Mauretanien mit einschließt. Ägypten war hingegen nie Teil des Maghreb, und die südlichen Staaten Sudan, Tschad, Niger, Mali (und mitunter auch Mauretanien) werden klassischerweise zur Sudanzone gerechnet.

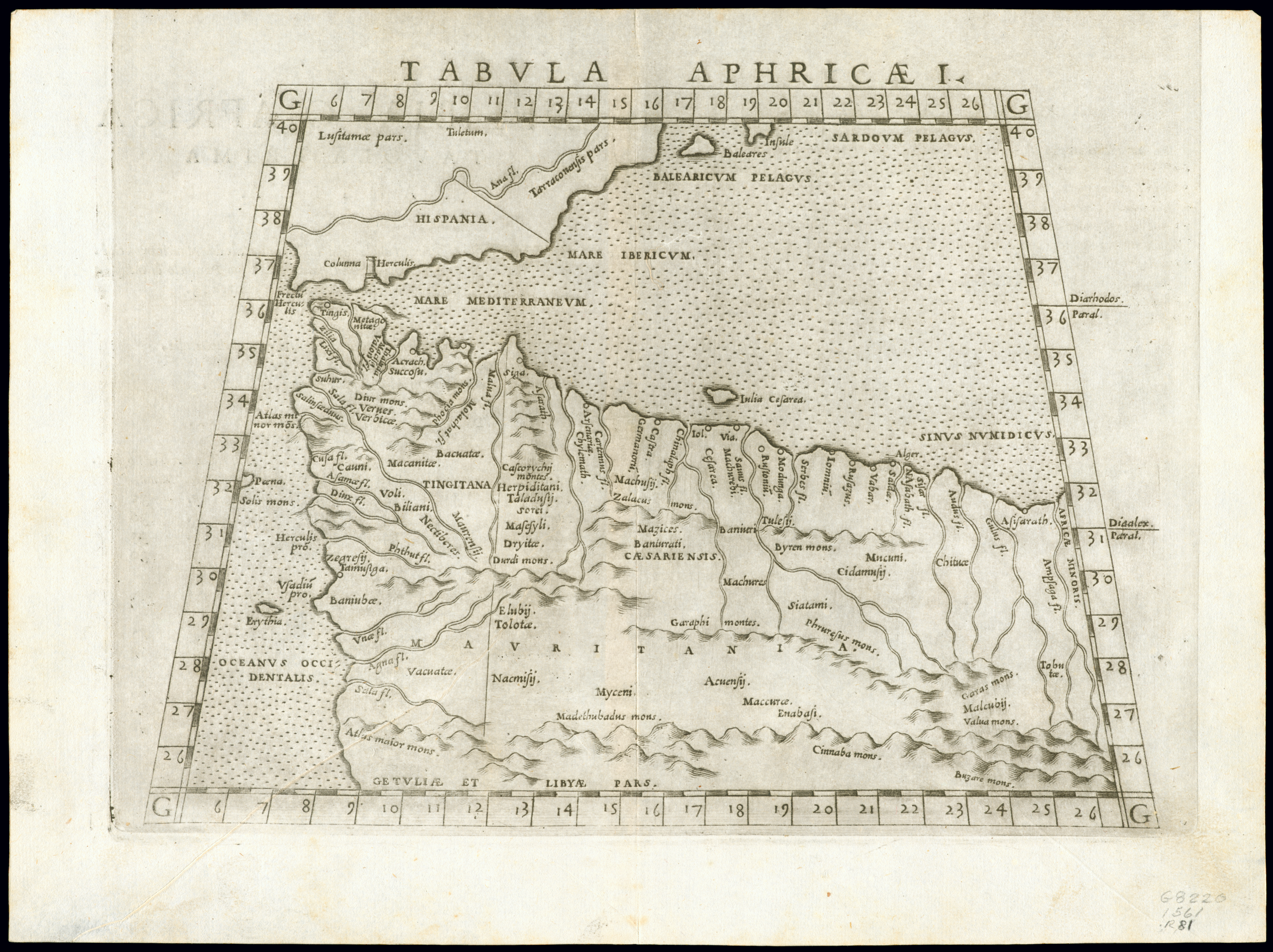
Karte Nordwestafrikas von Firolamao Ruscelli aus dem Jahre 1561.

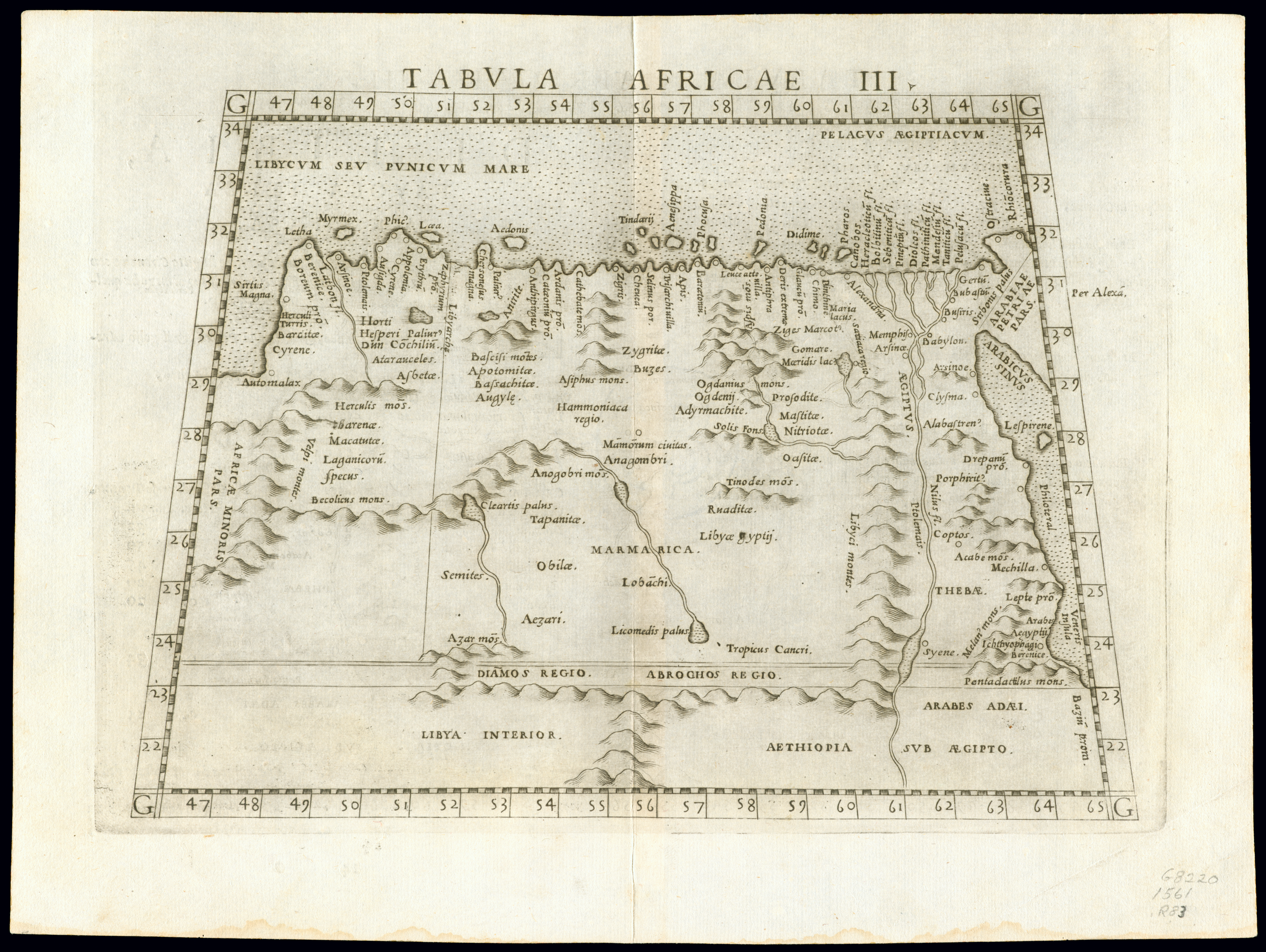
Nordostafrika, gleicher Autor, 1561.

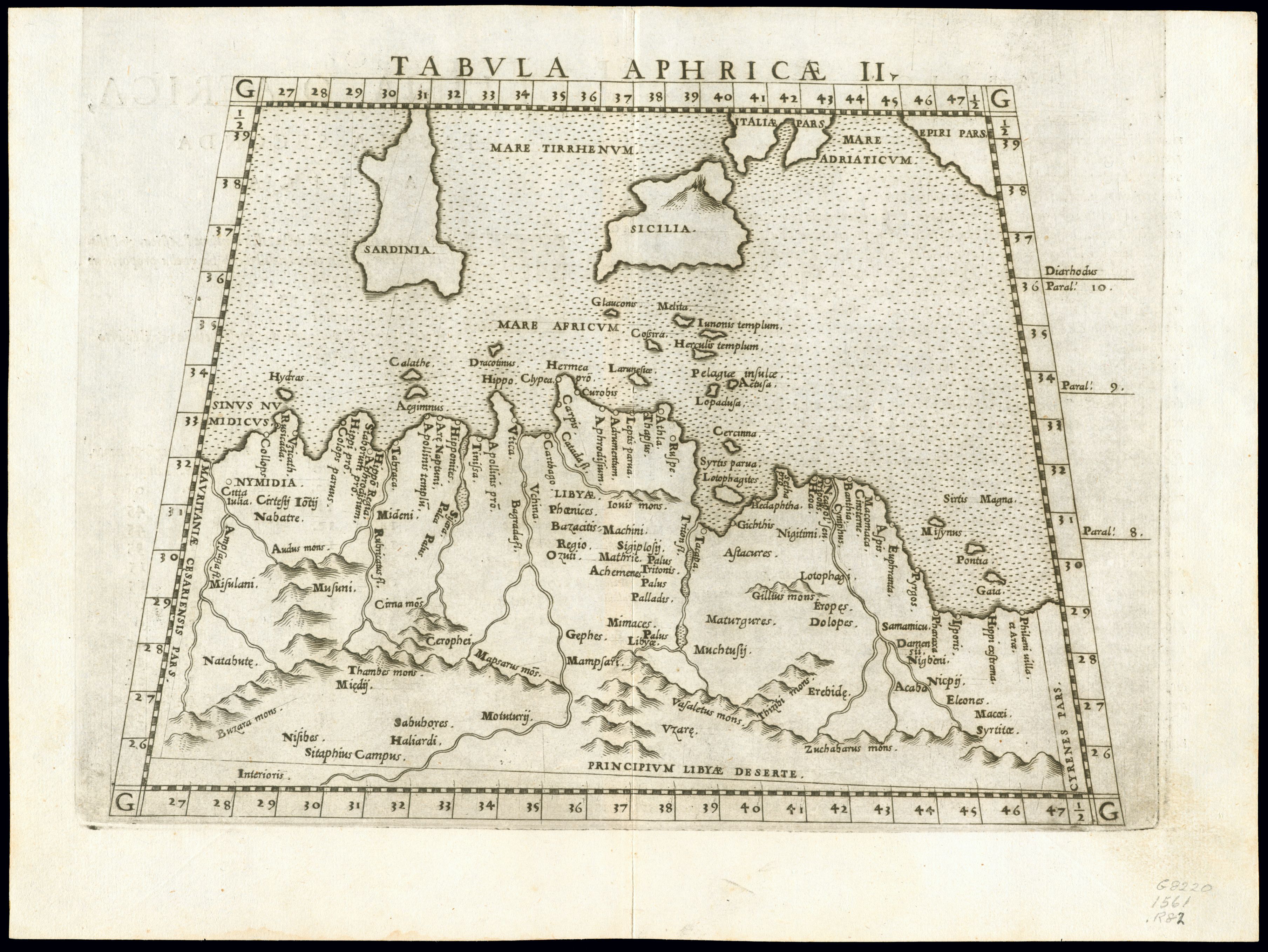
Zentrales Nordafrika, gleicher Autor, 1561.

## Vor- und Frühgeschichte

### Paläolithikum

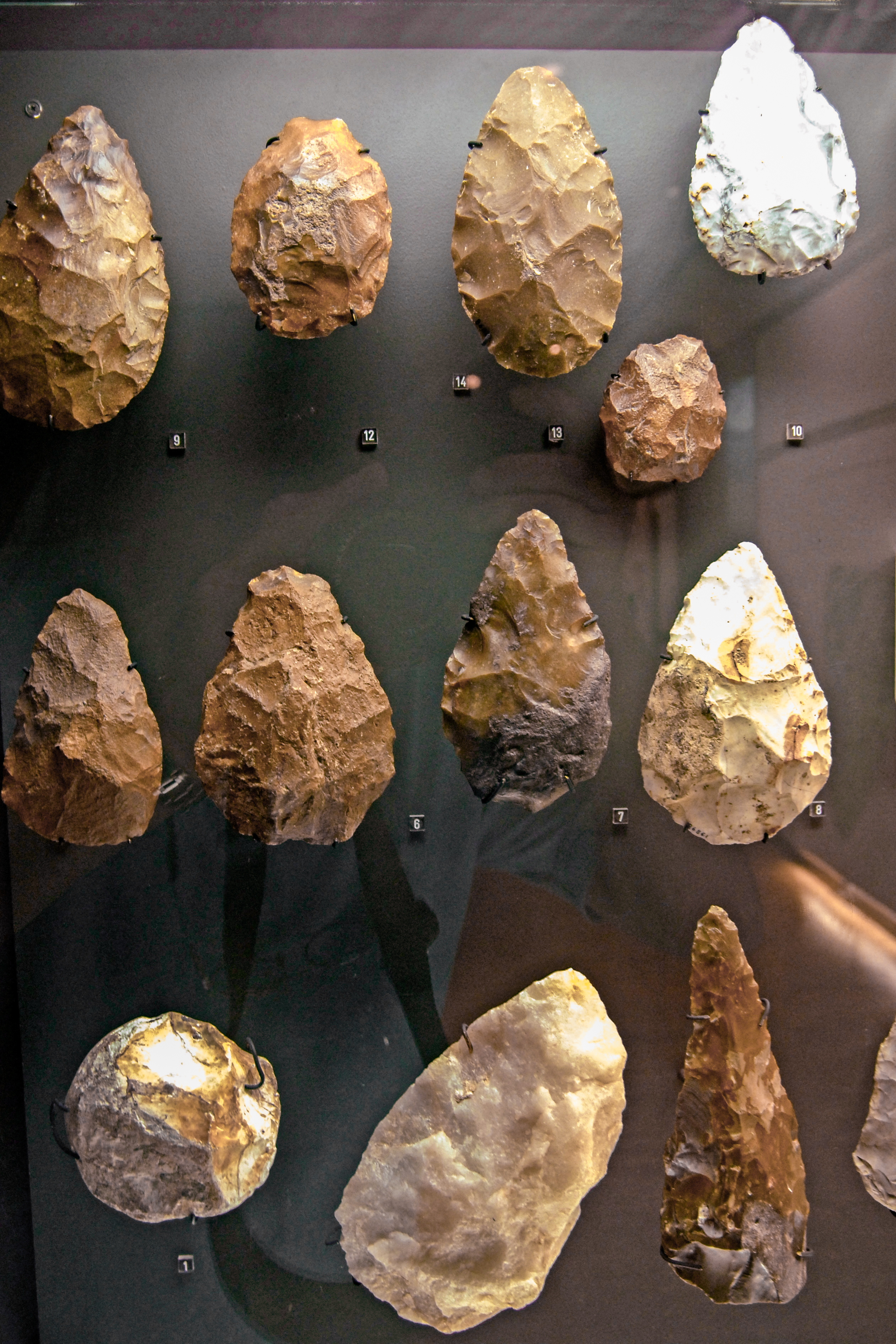
Verschiedene alt- und mittelpaläolithische Faustkeilformen, wie sie in Afrika, Eurasien und Europa typisch waren, ohne dass man aus ihrer Form auf ihre Herkunft schließen kann.

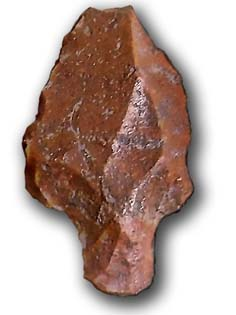
Typische gestielte Atérien-Spitze.

Ausbreitungsgebiet des Ibéromaurusien (grün), Kerngebiet des Capsien (blau).

Die Phasen des alten und mittleren Paläolithikums (nach internationalem Brauch besser als Lower und Middle Palaeolithic zu bezeichnen, da sich die afrikanischen und europäischen bzw. asiatischen Phasen zeitlich nicht decken) ähneln sich in Europa, Asien und Afrika stark mit ihren Acheuléen-Werkzeugkomplexen (vor allem Faustkeile, die man auch überall in Nordafrika, insbesondere in der Sahara findet). In Ost- und Südafrika hatten sie sich aus den frühen Geröllwerkzeugen des Oldowan entwickelt und waren dann von ihren Trägern, den entwickelten Formen des Homo erectus, später dem Homo sapiens, nach Europa und Asien, dann viel später nach Australien (ca. 38.000 v. Chr., das Alter der ersten Menschenfunde) und zuletzt in ihren bereits jungpaläolithischen Ausformungen nach Amerika gebracht worden (Zeitpunkt und Weg stark umstritten, vermutlich frühestens um 13.000 v. Chr.). Auch die mittelpaläolithische Levallois-Abschlagtechnik des Moustérien weicht nur in lokalen Formen und Technokomplexen von der europäischen ab.
Jungpaläolithikum (Upper und Late Palaeolithic): Diese Parallelität der Entwicklung änderte sich allerdings langsam ab dem letzten Drittel des mittleren Paläolithikums, denn ab 108.000 v. Chr. begann eine kalte trockene Phase, die Würm-Kaltzeit in Europa, die sich nach zunächst mehreren wärmeren und feuchteren Zwischenphasen, ab 66.000 B. P. im Grunde bis 11.500 v. Chr. verstärkte, allerdings mit zwei feuchteren und wärmeren Unterbrechungen zwischen 45.000 bis 35.000 v. Chr. und 26.000 bis 21.000 v. Chr., die zwischen 21.000 bis 11.500 v. Chr. wiederum von zwei durch ein kurzes, wärmeres Interstadial unterbrochene extreme Abkühlungsperioden abgelöst wurden. Dadurch wichen die umweltbedingten Lebensmöglichkeiten auf beiden Kontinenten immer stärker voneinander ab, von denen der eine zeitweise bis fast an die Alpen mit einem Eispanzer bedeckt war, Nordafrika hingegen eine längere Periode der Aridisierung durchmachte.
Kennzeichnend für diese jungpaläolithischen Phasen ist die Klingenabschlagtechnik, die neben Messerklingen zahlreiche neue, kleinere und effektivere Werkzeuge wie Stichel, Zinken, Bohrer, Nadeln, Spitzen usw. hervorbrachte. Von besonderem Interesse in Nordafrika ist dabei aber das technologisch anderen Regionen weit überlegene Atérien, dessen Verbreitung von Libyen im Osten bis zur Atlantikküste im Westen reichte, südlich bis zum damals noch viel größeren Tschad-See, sporadisch auch in Ägypten sowie im Sudan westlich des Nils auftritt, und für das gestielte Werkzeuge typisch sind. Das Atérien gilt zudem als erste speziell nordafrikanische Kulturform, die man so anderswo nicht findet, und die nun die europäische Gliederung in mittleres und Jungpaläolithikum durch eine spezifisch afrikanische Phase ersetzt, zumal das Atérien im Gebiet des Tschad-Sees noch bis weit ins Neolithikum andauerte. Träger waren vermutlich Menschen vom Typ Cro-Magnon oder möglicherweise sogar Neandertaler. Es sind dies wohl die ersten, kulturell einheitlichen Spuren, die der Mensch in der Sahara hinterlassen hat und zwar nur dort.
Die beiden bereits ins Epipaläolithikum überleitenden Nachfolgekulturen – das aus Kleinasien stammende, von 17.000 bis 8.000 v. Chr. währende, vor allem in der nordwestlichen Sahara überlieferte Ibéromaurusien und das es ablösende Capsien (etwa 9000–3000 v. Chr.) – sind dann ebenfalls typisch nordafrikanisch. Ihre Inventare sind vorwiegend durch Kleingeräte gekennzeichnet (sogenannte Mikrolithen, insbesondere für Kombinationsgeräte wie Harpunen und Sägen) und finden sich heute oft noch an alten, ausgetrockneten Seen (sogenannte Mudpans mit ihren typischen trockenen Schlammkegeln). In die Zeit des Capsien fällt auch die Felsbildperiode der Sahara.
Epipaläolitische Fundstellen in situ sind in Nordafrika allerdings selten, viele wurden wahrscheinlich durch den im Holozän um über 100 m steigenden Meeresspiegel überflutet, wie korrespondierende Funde an der Küste Südfrankreichs (Cosquer-Höhle) zeigen. In der Höhle von Haua Fteah (Libyen, Kyrenaika), einer der bedeutendsten vorgeschichtlichen Fundstätten Nordafrikas überhaupt, fanden sich in den Straten dieser Zeit die Reste von wilden Schafen, Auerochsen und Gazellen. Schafknochen stammen auch aus der Höhle von Hagfet ed-Dabba. Streufunde sind hingegen auch aus dieser Epoche recht häufig, und zwar auch mitten in der Wüste und dienen als Nachweis einer zu ihrer Entstehungszeit in der ersten Hälfte des Holozäns erheblich anderen, das heißt feuchteren und menschenfreundlicheren klimatischen Situation Nordafrikas. Solche Funde gibt es über die gesamte Breite der Sahara; aus Fundorten im Maghreb stammen etwa Mahlsteine und Klingen mit sog. Sichelglanz, der durch Pflanzenschnitt an der Schneidekante von Feuersteinklingen entsteht und als Gebrauchsnachweis dient.
Paläoanthropologie
In Nordafrika wurden vor allem im Küstenbereich und im Umfeld des Niltales und der Oasen folgende Fossilien gefunden:
- Frühe Menschenaffen: Oase Fayum: Aegyptopithecus und Propliopithecus (Primatenfossilien aus dem Oligozän, ca. 30 bis 35 Mio. Jahre alt). Dies ist für diese Periode die einzige Fundstelle in ganz Afrika.
- Sahelanthropus tchadensis aus der Fundstelle TM 266 im Norden des Tschad (7–6 Mio. Jahre alt);
- Australopithecus bahrelghazali aus der Fundstelle KT 12 im Norden des Tschad (3,5–3,0 Mio. Jahre alt);
- klassischer afrikanischer Homo erectus (zunächst benannt als „Tchadanthropus uxoris“): Yayo (Tschad) (800.000 bis 700.000 Jahre alt), Ternifine (Unterkiefer von Ternifine) in der Nähe von Muaskar, Algerien (700.000 Jahre alt), Sidi Abderrahman, Rabat. Der Fund Tighenif 1 wurde zunächst Atlanthropus mauritanicus benannt, gilt heute aber als lokale Variante von Homo erectus
- Übergangsformen bzw. Mosaike von Homo erectus und archaischem Homo sapiens: Jebel Irhoud und Rabat (He/aHs, 250.000 und ca. 75.000 Jahre alt); Thomas Quarries, Salé (400.000 Jahre alt). Alle NW-Afrika. Sudan: Singa (70.000/90.000 Jahre alt).
- Früher bzw. anatomisch moderner Homo sapiens: Témara, Taforalt, Mugharet el Alija, Dar-es-Soltane, alle um 40.000 v. Chr. (NW-Afrika); Haua Fteah (Libyen), Nazlet Khater, Jebel Sababa, Wadi Halfa (Ägypten): alle um 30.000 v. Chr. oder jünger, teils sogar zum Iberomaurusien (17.000–8.000 v. Chr.).

### Neolithikum

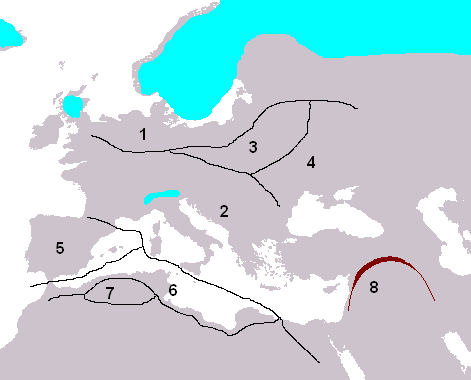
Europa und Nordafrika um 8500 v. Chr. zur Zeit des Übergangs vom Epipaläolithikum zum frühen Neolithikum. (Blau: Vereiste Zonen). 1: Endpaläolithische Kulturen. 2: Mesolithikum. 3: Swidérien in Polen und Ungarn (Form des Magdalénien). 4: Tardenoisien des Schwarzmeerbereichs. 5. Iberisches Capsien. 6: Oranien, eine lokale Variante des Ibéromaurusien. 7: Spätes Capsien. 8: Fruchtbarer Halbmond.

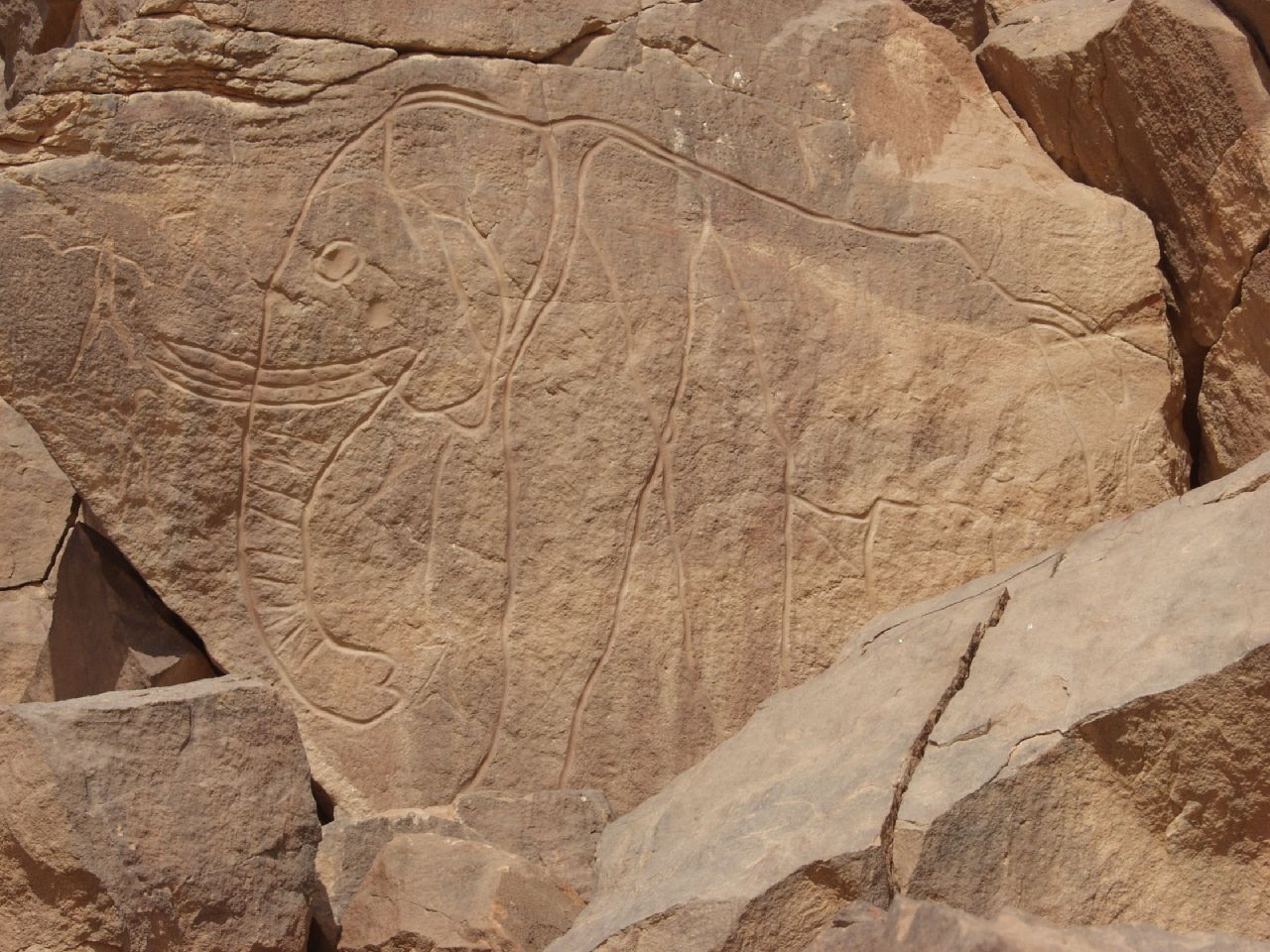
Felsgravur aus dem Wadi Mathendous. SW-Libyen, Wildtier- bzw. Jägerperiode.

Bis zum Ende der Eiszeit gab es noch mehrere immer kürzere Kalt- und Warmluftvorstöße bis hin zur extremen, von 10.900–9.500 v. Chr. dauernden Jüngeren Dryas, und diese hatten allesamt Auswirkungen auf das Klima und die Feuchtigkeit der Sahara. Entscheidend für die Besiedelung Nordafrikas waren die holozänen Klimaphasen sowie die Klimaperioden direkt davor, die mit ihrer starken Aridisierung zunächst wieder dazu geführt hatten, dass die Menschen sich in feuchtere Gebiete, also die Küsten, die Oasen und in das Niltal zurückzogen. Als das Meer dann nach Ende dieser Trockenheit während des nun einsetzenden holozänen Wärmeintervalls zudem wieder anstieg, kam es unter den Jäger-und-Sammler-Bevölkerungen zu einer Ernährungskrise, die man in Europa kurz mit dem Begriff Mesolithikum zusammenfasst und die im Verein mit regionaler Überjagung vor allem in Vorderasien und im östlichen Nordafrika schließlich einen Wandel der Ernährung erzwang, der dann die Jungsteinzeit einleitete. Bezeichnend ist dabei, dass es außerhalb Europas ein Mesolithikum (in Nordafrika und Vorderasien als Epipaläolithikum bezeichnet) mit seinen typischen großen Muschelhaufen als Zeichen der Mangelernährung nur in Nordafrika, und hier vor allem des östlichen Teils gegeben hat, nicht jedoch in den übrigen Teilen des Kontinents. Und nur hier entwickelte sich dann auch ein Neolithikum.
Bezeugt wird die neolithische Lebensweise nicht nur durch die Felsbilder, sondern auch durch zahlreiche Werkzeugtypen, die man bis heute findet. Besonders eindrucksvoll sind dabei die Reibschalen und Reibsteine. Aber auch Sicheln, Pfeilschaftglätter, gelegentliche sogar aufwendig hergestellte Geräte mit Steinschliff und Bohrungen, Tonscherben usw. sind reichlich vorhanden und zeigen, dass das heutige Wüstengebiet einst eine durchaus lebenswerte Umgebung bot, die teils jahrtausendelang beständig war, während ihrer Wechsel aber zweifellos auch Krisensituationen schuf, die sowohl die Entwicklung der neolithischen Techniken vorantrieb wie auch die Entstehung des Nilstaats Ägypten aus dem organisatorisch wie ökonomisch (zum Beispiel Regelung der Bewässerung), aber auch verteidigungstechnisch nützlichen Zusammenschluss mehrerer kleinerer regionaler Kulturkomplexe und schließlich Ober- und Unterägyptens. Die Felsbilder sind dabei ein Abbild dieser Entwicklung. Entscheidend dafür waren die Klimaphasen des ausgehenden Pleistozäns und des Holozäns (Einzelheiten zum Ablauf dieser Phasen s. Libysche Wüste).
Aus der Zeit des klimatischen Optimums im frühen Holozän stammen mesolithische Fundstellen mit Knochenharpunen, Mikrolithen und Mahlsteinen. Fische, Muscheln und Schnecken, Krokodile, Süßwasserschildkröten und Flusspferde wurden zur Ernährung genutzt, Knochen von Antilopen und Wildrindern zeigen, dass man auch in der Savanne jagte. In der Sahara wurden wilde Gräser wie Hirse gesammelt, in Nordafrika auch Früchte und Wurzelknollen. Keramik tritt hier sehr früh auf und ist nicht an eine voll neolithische Wirtschaftsweise gebunden.
Fundstellen im östlichen Hoggar in Libyen belegen die Jagd vor allem auf Wildschafe. Ab dem 7. Jahrtausend sind Strukturen wie Pferche und Windschirme belegt, zum Beispiel aus der Höhle von Uan Afuda. Hier fand sich auch mit Wellenlinien verzierte Keramik. Schafkoprolithen mit zerquetschen Samen belegen eine absichtliche Fütterung und daher wohl auch Stallhaltung morphologisch wilder Schafe. Auch wilde Hirse (Panicum und Setaria) wurde nachgewiesen. Aus dem 5. Jahrtausend sind eindeutige Belege domestizierter Rinder bekannt (Ti-n-Torha, Uan Muhuggiag, Aures, Amekni und Meniet in Algerien, Adrar Bous und Arlit in Niger), daneben wurde auch noch gejagt und Gräser und Wurzelknollen gesammelt. Auch Felsbilder stellen solche domestizierten Tiere dar. Sie stammen vor allem aus dem mittleren Holozän, als die Viehzucht immer bedeutender wurde. Felsbilder in der Sahara zeigen möglicherweise auch Menschen vom „negroiden“ Typ (sog. Rundköpfe). Ob es sich dabei um die „Urbevölkerung“ der Sahara handelt, ist unklar.
Der große Archäologe und Paläoanthropologe John Desmond Clark (1962, 1964) brachte den Anfang des Ackerbaus in Nordafrika mit einer Einwanderung relativ weniger Menschen aus dem Vorderen Orient über das Niltal ca. 4000 v. Chr. in Verbindung, da sich etwa Knochen von im Vorderen Orient domestizierter Tiere um diese Zeit erstmals in den lokalen Kulturen des Deltas wie zum Beispiel der Merimde-Kultur nachweisen lassen (Einzelheiten vgl. Domestizierung in Nordafrika). Die Ausbreitung ins Sahel, ausgelöst durch die zunehmende Austrocknung der Sahara, setzte er um 2000 v. Chr. an. Allerdings gab es schon lange vor diesem Zeitpunkt bereits ein eigenständiges Sudan-Neolithikum, und zahlreiche archäologische Funde, die eher auf eine parallele Entwicklung des Neolithikums im Sahara-Sudan-Bereich hindeuten, waren damals noch nicht bekannt.
Aus Marokko sind Funde der neolithischen Cardial- oder Impressokultur bekannt, die auch an den Küsten Italiens, Frankreichs und Spaniens nachgewiesen wurde. Intensiver Ackerbau mit Bewässerungskultur ist aber außerhalb des Niltales erst seit dem ersten vorchristlichen Jahrtausend bekannt, als in den Oasen des südwestlichen Libyens eine dichtere Besiedlung bestand, und Ackerbau mit unterirdischen Bewässerungskanälen (Foggara) betrieben wurde.
Ob es hier einen Zusammenhang mit dem Eindringen der Garamanten gibt (sie sollen blond gewesen sein) und wenn ja, welchen, muss offenbleiben, auch woher sie kamen, zumal ihre Existenz abgesehen von einigen aktuellen Ausgrabungen um ihren alten Hauptort Garama in Südlibyen vor allem aus den Werken Strabons und Herodots überliefert ist. Es wird gelegentlich vermutet, sie könnten Alt-Berber gewesen sein. Weiter weiß man, dass sie Ackerbauer und Viehzüchter waren, sich mit künstlicher Bewässerung auskannten, intensive Handelsbeziehungen mit Nubien unterhielten, vor allem im Fessan siedelten und 19 v. Chr. nach mehreren Scharmützeln von den Römern besiegt wurden, die ihr Gebiet annektierten und es Phazania nannten, das 666 wiederum von den Arabern erobert und in ihr islamisches Reich integriert wurde, wobei sie ihren wenige Jahrhunderte zuvor angenommenen christlichen Glauben aus wohl eher praktischen Gründen (siehe unten) wieder ablegten. Ob die Tuareg ihre Nachkommen sind, ist eine bisher ungelöste Streitfrage. Ihre Spur verliert sich seitdem.
Siehe auch: Capsien, Atérien, Ibéromaurusien, Libysche Wüste, Domestizierung in Nordafrika, Punische Felsgräber in Nordafrika, Bazina, Megalithanlagen von Makthar

## Erste Hochkulturen, Antike und Spätantike

### Übersicht
Dieser erste historische Abschnitt der Geschichte Nordafrikas im Altertum umspannt gut dreieinhalbtausend Jahre und ist somit der weitaus längste. Dabei lassen sich mehrere Phasen unterscheiden. Sie beginnen mit der Geschichte des Alten Ägypten, im Sudan mit dem nubischen Reich von Kusch und Meroe, wobei sich vor allem Ägypten kaum nach Westen orientierte außer zur Abwehr von Nomadeneinfällen, sondern fast nur östlich, gelegentlich südlich, vor allem, wenn es um die dortigen Schätze wie Gold, Elfenbein, Weihrauch, Edelsteine, Edelhölzern und Sklaven im legendären Lande Punt ging.
Im ersten Drittel des letzten vorchristlichen Jahrtausends übernahm Karthago (gegr. 814 v. Chr. von Phöniziern) zeitweilig eine machtpolitische Hauptrolle in Nordafrika. Die Phönizier beherrschten schon bald den Handel im Mittelmeer und gründeten zwischen Spanien und Palästina überall Handelsniederlassungen, ohne dass daraus, abgesehen von Stadtstaaten, aber ein eigentlicher Flächenstaat entstanden wäre. Selbst Karthago kann man nur bedingt als Flächenstaat ansehen, da es zwar über große Einflussbereiche verfügte und längere Zeit das Zentrum der phönizischen Handelsstädte war, aber nur wenige der für einen Flächenstaat notwendigen organisatorischen Strukturen ausbildete, ganz ähnlich der Situation der Polis-Stadtstaaten in Griechenland. Das hatte den Vorteil, dass die Phönizier den etablierten Mächten nicht in die Quere kamen, sich ihnen als reine Handelsorganisation sogar nützlich machen konnten, da sie stets bestrebt waren, ihre Handelsstädte den machtpolitischen Gegebenheiten des lokalen Umfeldes anzupassen.
Als Palästina allerdings an das Neubabylonische Reich fiel, stieg Karthago ab 586 v. Chr. endgültig zur Hegemonialmacht im westlichen Mittelmeer auf, geriet dabei aber alsbald und beinahe automatisch in Konflikt mit einer anderen Macht, die sich im Zentrum des Mittelmeeres zu entwickeln begann: Rom als Mittelpunkt eines nun immer stärker expandierenden Römischen Reiches, das Karthago schließlich auch in den Punischen Kriegen schlug und 146 v. Chr. so vernichtete, dass bis heute kaum archäologische Spuren der einstigen Großmacht zu finden sind. Nach einer kurzen Zwischenepoche, in der lokale Fürstentümer die politische Szene Nordafrikas bestimmten, beherrschte Rom den Mittelmeerraum und damit auch Nordafrika, das heißt dessen Mittelmeerküste sowie natürlich Ägypten, wo die Römer schließlich die Ptolemäer ablösten und die Cäsaren gleichzeitig als Pharaonen fungierten, ein Trick, den schon Alexander der Große mehrere Jahrhunderte zuvor genutzt hatte (und dabei fast umgekommen wäre, als er mit seiner Truppe 331 auf dem Weg nach Siwa nur halb so viel Wasser mitnahm wie erforderlich, wie die Armee des Kambyses II. fast zweihundert Jahre zuvor, die damals spurlos in der Wüste verschwand).
Mit dem Niedergang Roms in der Spätantike gegen Ende des dritten nachchristlichen Jahrhunderts sind zwei Entwicklungen verbunden, die sich auch massiv auf Nordafrika auswirkten: der auch machtpolitische Aufstieg des Christentums und die Reichsspaltung in ein östliches und westliches Rom, damit auch der Aufstieg des Byzantinischen Reichs, das nun auch religiös eine immer stärkere Vormachtstellung gewann, indes Rom sich nach und nach aus Nordafrika zurückzog, so dass andere Mächte wie die dort eindringenden Vandalen kurzfristig eigene kleine Reiche errichten konnten. Auch auf der Kyrenaika gab es ähnliche Entwicklungen zu einem lokalen Fürstentum. Eine machtpolitisch völlig neue Situation ergab sich dann mit dem Aufkommen und der arabisch bestimmten Expansion des Islam. Bei der Frontstellung Islam contra Byzanz unterlag Byzanz letztlich.

### Die ersten Hochkulturen

#### Ägypten

Ägypten um 1450 v. Chr.

Die machtpolitischen Interessen des Alten Ägypten richteten sich bis zu dessen Niedergang zur Zeit des Hellenismus fast stets nach Osten, wo es immer wieder mit den Assyrer, Babyloniern, Persern, den Hyksos und Hethitern Konkurrenten oder auch Invasoren gab und mit Palästina ein wichtiges Durchgangsland für Handelsstraßen aller Art, ein Gebiet zudem, von dem aus schon seit dem Neolithikum wesentliche, vielleicht entscheidende Impulse ausgegangen waren und das zu besetzen sich lohnte. Der Westen hingegen, Nordafrika, war nach den klimatischen Veränderungen seit 2800 v. Chr. abgesehen von einem schmalen Küstenstreifen und wenigen, oft nur mühsam zu erreichenden Oasen unzugängliche Wüste. Es war das Land, das die Mythologie der Ägypter als Reich des Todes ansah. Lediglich der Süden, wo das oft aufsässige Volk der Nubier lebte, war von einem gewissen Interesse, das letztlich bis an die Grenzen Nordäthiopiens reichte, wobei die Ägypter die Nubier gerne in einen Topf mit den Äthiopiern warfen und sie als solche bezeichneten, eine geographische Unschärfe, die zeigt, wie wenig man auch über die südlichen Gebiete wusste, außer dass dort irgendwo das Goldland Punt lag.
Historisch von besonderem Interesse sind im Zusammenhang mit der Geschichte des Alten Ägypten aber auf nordafrikanischem Gebiet nicht nur die südlichen, relativ gut belegten Regionen von Kusch, Meroe und Äthiopien, sondern das Gebiet westlich von Ägypten, über das es nur wenige Berichte gibt. Was man weiß ist, dass sich Libyer und Ägypter im Laufe der Geschichte immer wieder feindlich gegenüberstanden (das tun sie bis heute). Hauptgrund für die Feindschaft war wohl die Tatsache, dass die Libyer als Nomaden von alters her immer wieder über die Wüstengrenzen in Ägypten, insbesondere in seine westlichen Oasen und ins Delta eingefallen sind. Die Pharaonen, vor allem Ramses II., den eine Stele über gefallenen Libyern zeigt, sowie Ramses III. und Merenptah, zu dessen Zeit der Stamm der Libu (unvokalisiert: Lbw), von deren Name sich „Libyer“ ableitet, um 1220 v. Chr. erstmals erwähnt wird, führten sogar Kriege gegen sie. Diese Libu sind aber wohl nur ein Stamm unter mehreren gewesen. Sir Alan Gardiner weist in seiner Geschichte des Alten Ägypten denn auch darauf hin, dass es in der frühen ägyptischen Geschichte und Vorgeschichte mindestens zwei aus dem Westen kommende Stämme gab, die Tjehnyu (unvokalisiert: Thnw), und die seit der 6. Dynastie auftretenden Tjemhu (Tmhw), von denen die ersteren möglicherweise der Rasse und Kultur nach mit den frühen Ägyptern des westlichen Deltas, den Leuten der Naqada-II-Kultur identisch oder doch zumindest mit ihnen verwandt waren, wenn sie auch zu allen Zeiten als Fremde angesehen worden seien. Nur die Tjemhu haben aber wohl als eigentlich ethnische Libyer zu gelten. Vor allem betraf diese nahe Verwandtschaft wohl die Ägypter der herrschenden Schicht, die die ansässige Bauernbevölkerung unterworfen hatten.

Gegen Ende der 18. Dynastie trat zudem ein weiterer libyscher Stamm auf, die Meschwesch (Mšwš), die offenbar zunächst ganz friedlich als kompetente Viehzüchter geschätzt waren, sich aber später als nun sogenannten Lbw gegen die Ägypter erhoben, von Ramses III. unterworfen wurden und darauf zunächst als Söldner für die Ägypter arbeiteten, in der 20. Dynastie geschlossen dort angesiedelt wurden, wie es ägyptischer Brauch war bei unterworfenen oder gefangenen Völkern. Schließlich errangen die libyschen Meschwesch nach einem „Marsch durch die Institutionen“ als Priester und hohe Beamte sogar die Macht, denn ab 945 v. Chr. saß mit Scheschonq I. der erste Libyer in Bubastis auf dem Thron der Pharaonen, und insgesamt regierten 9 libysche Pharaonen als auch Bubastiden genannte 22. Dynastie bis 712 v. Chr. ganz Ägypten. Inwieweit all dies im Zusammenhang mit den Garamanten steht, ist unklar, doch gibt es inzwischen über sie einige archäologisch abgesicherte weiterführende Befunde.

#### Die ostsudanesischen Reiche Kusch und Meroe, das äthiopische Aksum
Nubien war lange Zeit von Ägypten beherrscht worden, wurde aber in der 21. Dynastie selbständig. Die Vorgänge sind unklar, möglicherweise waren die Könige Libyer. Die Hauptstadt lag bei Napata, und die Nubier beherrschten in der 25. Dynastie als Pharaonen sogar ganz Ägypten bis 656 v. Chr. Danach blieben sie auf Nubien beschränkt und legten die ägyptische Kultur immer mehr ab. Die Hauptstadt wurde nach Meroe verlegt. Es entstand das gleichnamige Reich, das als Spätphase des Reiches von Kusch angesehen wird, dessen Ausdehnung vor allem nach Süden und Westen jedoch unklar ist und dessen Ende im Dunkel der Geschichte versinkt. Man weiß lediglich, dass es um 25 v. Chr. von den Römern erobert wurde und noch während der byzantinischen Periode belegt ist. Hier und in Äthiopien, von dem es zwischenzeitlich auch erobert worden zu sein scheint, fasste das Christentum zudem im östlichen Afrika Fuß, und zwar auf dem Gebiet des nordostäthiopischen Reiches Aksum, das seit dem dritten vorchristlichen Jahrhundert bestand und durch König Ezana im vierten nachchristlichen Jahrhundert christianisiert wurde. Die heutige äthiopische Kirche geht auf diese Ursprünge zurück.

### Antike
Mit der Antike im engeren Sinne wandelt sich das machtpolitisch bisher vor allem auf Ägypten und den Vorderen Orient ausgerichtete Interesse der Mittelmeervölker allmählich. Wie so oft in der Geschichte war es auch hier der Handel, der neue Wege bahnte; und das erste Volk, das sich vollständig dem Mittelmeerhandel verschrieb, und zwar sogar unter Vernachlässigung eigener staatlicher Strukturen, waren die Phönizier, der Ort in Nordafrika, an dem sich dann aber doch flächenstaatliche Strukturen zumindest in Ansätzen ausbildeten, war Karthago.

#### Phönizier und Karthago

Haupthandelsrouten der Phönizier.

Die Phönizier suchten nicht Land, um sich niederzulassen, sie suchten Buchten, in denen ihre Schiffe ankern und wo sie daher günstig Handelskontore errichten konnten. Sie wären überdies aufgrund ihrer relativ geringen Zahl gar nicht in der Lage gewesen wie die Griechen etwa in Unteritalien, auf Sizilien oder in Kleinasien regelrechte Kolonien zu gründen. Der älteste derartige Posten war wohl Gades, das heutige Cádiz, das um 1110 v. Chr. gegründet wurde. Zahlreiche weitere derartige Niederlassungen folgten, darunter auch Karthago 814 v. Chr. Nach und nach wurde so das phönizische Handelsnetz im Mittelmeerraum immer enger geknüpft, und Nordafrika, das heißt hier seine Küste, erhielt so Anschluss an die anderen Kulturräume des Bereichs. Anders allerdings als die griechischen Kolonien blieben die phönizischen Handelsniederlassungen lange abhängig von den jeweiligen Heimatorten ihrer Gründer, meist von Tyros, Sidon und Byblos.
Die Entstehung Karthagos als unabhängige Macht der nordafrikanischen Küste beruhte denn auch weniger auf der Schwächung des phönizischen Hauptortes Tyros als vielmehr auf dem Konkurrenzdruck, den die Koloniegriechen vor allem auf Sizilien im westlichen Mittelmeer auszuüben begannen. Im Bündnis mit den Etruskern gelang es Karthago schließlich, diesen griechischen Einfluss, der vor allem auf die Silberminen Spaniens zielte, zurückzudrängen und den Versuch der Griechen, ganz Sizilien einzunehmen zu vereiteln. Mit diesem Erfolg war Karthago aber ab 540 v. Chr. sowohl als militärische wie politische Macht nicht nur in Nordafrika, sondern auch im westlichen Mittelmeerraum etabliert, vor allem als Tyros endgültig in der zweiten Hälfte des sechsten Jahrhunderts unter persische Fremdherrschaft geriet, so dass Karthago die Rolle der phönizischen Führungsstadt zufiel, sie selbst Städte zu gründen begann und ihren Herrschaftsbereich nach und nach auf das Gebiet des heutigen Tunesien ausdehnte, vor allem auf die fruchtbaren Bereiche. Zugleich festigte die von einem König und einer Aristokratenschicht regierte Stadt ihren Griff auf praktisch die gesamte Küste vom Golf von Sidra bis zum Atlantik. Seine Armee allerdings bestand zum größten Teil aus libyschen, iberischen, numidischen, keltischen, sogar griechischen Söldnern. Gustave Flaubert schildert in seinem nach den Berichten des Polybios recherchierten Roman Salambo die Situation nach dem ersten Punischen Krieg, als Karthago sich einem Aufstand seiner Söldnerarmee gegenübersieht.

Rom und Karthage zu Beginn des 2. Punischen Kriegs, 218 v. Chr.

Konflikt mit Rom: Es war praktisch unvermeidlich, dass Karthago, die Großmacht der afrikanischen Küste und des westlichen Mittelmeers irgendwann mit Rom zusammenstoßen würde, der neuen italischen Großmacht. In den drei Punischen Kriegen (die Römer nannten die Karthager poeni, also Punier) des 3. und 2. Jahrhunderts unterlag Karthago schließlich trotz der Verträge, die es immer wieder mit Rom geschlossen hatte (508, 348 und 279), der neuen Macht, wurde von ihr schließlich regelrecht ausradiert, denn die militärischen wie geographischen Voraussetzungen eines zentral gelenkten Militärstaates mit absolutem Machtwillen auf der einen – das berühmte Ceterum censeo des alten Cato ist symptomatisch – und eines eher locker konstituierten Städtebundes auf der anderen Seite waren letztlich zu ungleich verteilt. Philosophisch-politisch kongenial verarbeitet hat Cicero die Vernichtung Karthagos in seinem Somnium Scipionis (Traum des Scipio).
Übersicht:
- Erster Punischer Krieg: Zwischen 264 und 241 v. Chr. hauptsächlich mit Seestreitkräften und auf Sizilien.
- Zweiter Punischer Krieg: Zwischen 218 und 201 v. Chr. Hannibals Überquerung der Alpen. Schwerste römische Niederlage in der Schlacht von Cannae 216 v. Chr.
- Dritter Punischer Krieg: Zwischen 149 und 146 v. Chr. Vollständige Zerstörung Karthagos.

#### Lokale Königreiche: Numidien und Mauretanien
In der Periode zwischen der Zerstörung Karthagos und der Übernahme der Kontrolle über den Maghreb durch Rom kam es zu einem kurzen Aufblühen lokaler Königreiche. Vor allem zwei weitgehend sesshafte Volksgruppen sind dabei von Bedeutung:
- die Mauren (aus lat. Mauri, deutsch Mohren) genannte berberische Bevölkerung zwischen der Atlantikküste und in etwa dem Moulouya-Fluss, nach denen das Land Mauretanien hieß,
- die Numider, nach denen Numidien benannt wurde. Machtpolitisch spielten sie die wichtigste Rolle, zumal sie das Hinterland Karthagos besetzt hielten.
- die dritte Gruppe, die hier von geringer Bedeutung ist, waren die nomadischen Gaetuler.

In Erscheinung traten diese Gruppen ab dem späten dritten vorchristlichen Jahrhundert, als der Kontakt mit der karthagischen Kultur bei ihnen zu sozialen Umwälzungen führte. Die bekannteste Erscheinung in diesem Zusammenhang ist der numidische Feldherr Massinissa und König Jugurtha, die beide in Sallusts philosophisch-historischer Beschreibung De bello Iugurthino (Der Krieg des Iugurtha) eine zentrale Rolle spielen. Beide Königreiche nutzten die Situation zunächst zu einer Art Schaukelpolitik zwischen den beiden Mächten, schlugen sich aber schließlich auf die Seite Roms und fanden sich letztlich auch aufgrund innerer Zwistigkeiten und politischer Fehleinschätzungen – Numidien hatte Pompeius gegen Caesar unterstützt – als Provinzen des Römischen Reiches wieder. Das alte numidische Königreich hieß ab 46 v. Chr. Africa Nova, später Africa proconsularis, aus dem einstigen mauretanischen Königreich wurden ab 40 n. Chr. die Provinzen Mauretania Caesariensis und Mauretania Tingitania (Hauptstadt Tingis, heute Tanger).

#### Griechen und Hellenismus in Nordafrika

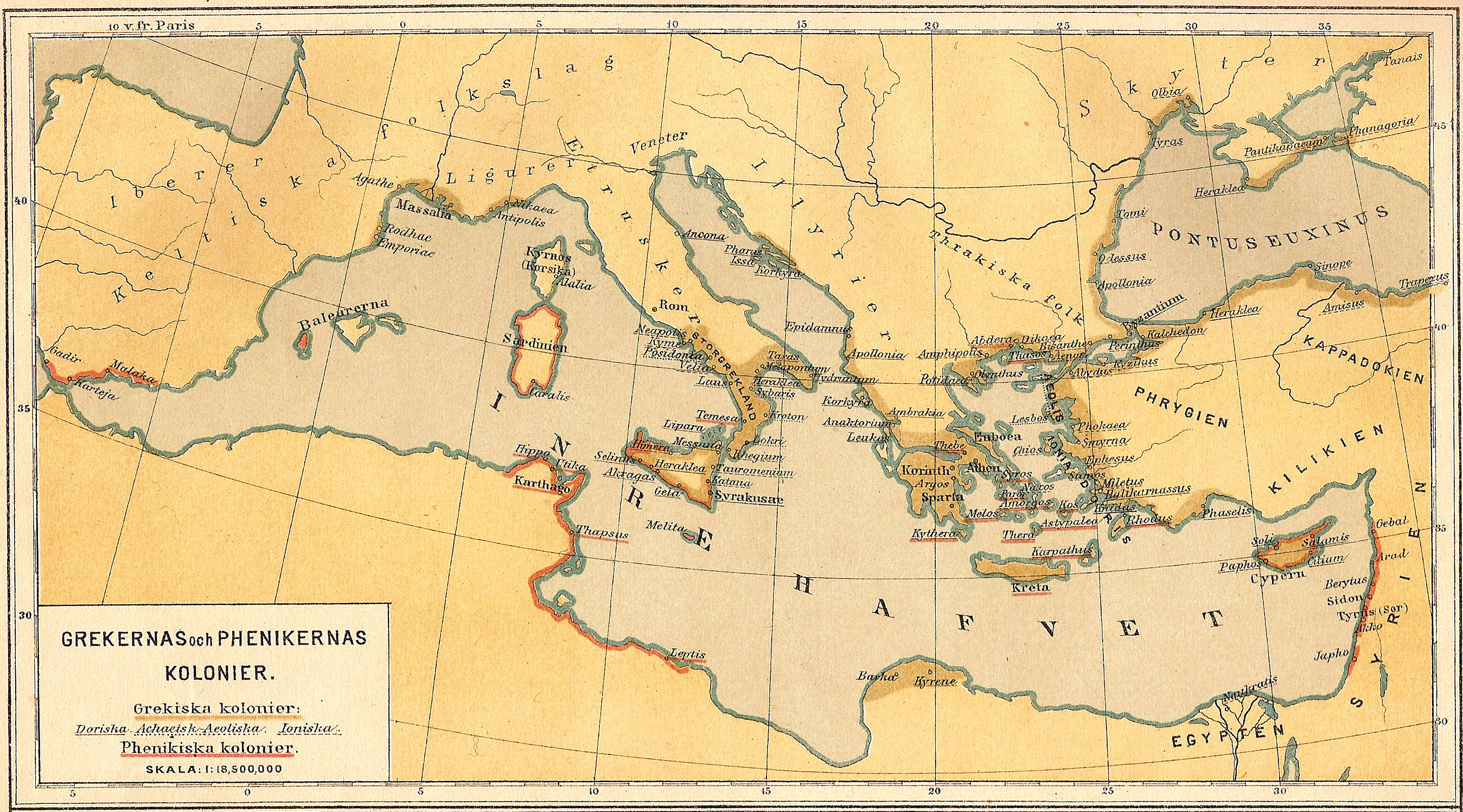
Griechische (dunkelgelb) und phönizisch-karthagische (orange) Kolonien im Mittelmeer- und Schwarzmeerbereich ca. 6./5. Jh., vor dem Aufstieg Roms.

Der griechische Einfluss auf das antike Nordafrika ist insgesamt eher gering gewesen, vergleicht man ihn mit dem phönizisch-karthagischen und römischen, denn die Griechen orientierten sich im Osten nach Kleinasien und zum Schwarzen Meer, im Westen nach Italien und Sizilien, weit weniger nach Süden, wo mit Ägypten und den Karthagern mächtige Konkurrenten saßen. Die Karte der griechischen Kolonien zeigt diese Verteilung deutlich. Davon gibt es zwei Ausnahmen: die Halbinsel Kyrenaika mit Kyrene und das ptolemäische Ägypten.
Die Kyrenaika
Durch die Nachbarschaft mit Kreta und zur Ägäis begünstigt kamen bereits im 12. Jahrhundert v. Chr. griechische Siedler aus Mykene auf die Halbinsel Kyrenaika, verbündeten sich dort mit den Libyern und unternahmen einen allerdings vergeblichen Angriffsversuch auf Ägypten. Auch in den folgenden Jahrhunderten kamen immer wieder kretische Fischer hierher. Die Griechen bemerkten schließlich im 7. Jahrhundert, dass die Halbinsel der einzige Ort in Nordafrika war, der noch kolonisiert werden konnte, und um 630 v. Chr. gründeten sie schließlich Kyrene. Der wachsende Reichtum des Ortes führte allerdings bald zu Spannungen mit der bisher friedlichen einheimischen Bevölkerung, aber auch mit Ägypten, das 570 v. Chr. vergeblich versuchte, Kyrene zu erobern, das dann aber 525 v. Chr. vorübergehend unter persische Herrschaft geriet. Kyrene hatte unterdessen in der Region weitere Tochterkolonien gegründet, darunter Euhesperides (später Berenike, heute Bengasi). Um 440 kam es zum Sturz der bisherigen Monarchie, an deren Stelle eine demokratische Polis-Verfassung trat. Im späteren vierten Jahrhundert unterwarf Kyrene sich Alexander dem Großen (der nie dorthin kam). Nach dessen Tod geriet das Gebiet unter die Herrschaft der Ptolemäer, die der Stadt wie auch den anderen griechischen Orten der Cyreanica allerdings große Freiheiten ließen. Um 96 v. Chr. überließen die Ptolemäer die Kyrenaika Rom, das nach Spannungen daraus 74 v. Chr. die gleichnamige Provinz machte, der sieben Jahre später Kreta zugeschlagen wurde. Marcus Antonius überließ die Provinz zeitweise seiner Tochter Cleopatra Selene, Augustus stellte jedoch den ursprünglichen Status als Senatsprovinz wieder her.
Die Ptolemäer in Ägypten
Das von 332–30 v. Chr. dauernde ptolemäische Ägypten gilt als Endphase des Alten Ägypten, obwohl es nicht mehr Ägypter gewesen sind, sondern die hellenischen Ptolemäer, die das Land nun von der neuen Hauptstadt Alexandria aus regierten und großen Wert auf ihre nichtägyptische, also makedonisch-griechische Herkunft legten. Ptolemaios I. war einer der Diadochen gewesen, die das Reich Alexanders nach dessen Tod 323 v. Chr. als Satrapien unter sich aufteilten. Obwohl er in der Titulatur „Pharao“ die ägyptische Tradition formal fortsetzte, gilt seine Herrschaft doch als Ende der eigentlichen ägyptischen Zeit und als Beginn der makedonischen Epoche. Auf die Geschichte Nordafrikas hatten die Ptolemäer außerhalb Ägyptens und der Kyrenaika jedoch nur geringen Einfluss, und ihre außenpolitischen Interessen waren hauptsächlich nach Osten gerichtet. Die letzte ptolemäische Herrscherin war Kleopatra VII., vor allem bekannt durch ihre machtpolitisch inszenierten Liebschaften mit Iulius Caesar und Marcus Antonius sowie durch das Shakespeare-Drama Antonius und Cleopatra.

#### Das Römische Reich in Nordafrika

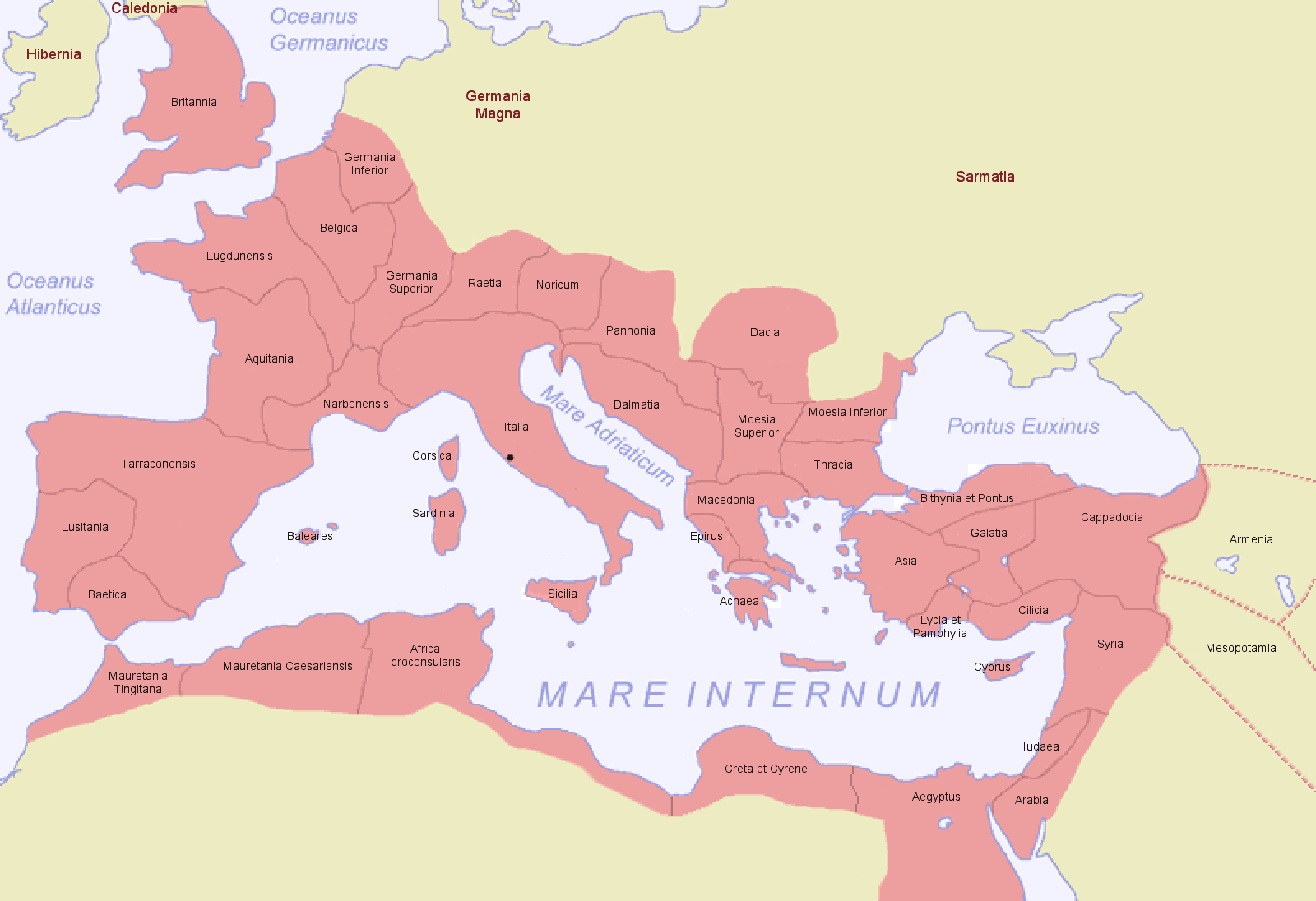
Größte Ausdehnung des Römischen Reiches um 116 n. Chr.

Nach dem Sieg über Karthago war die ursprünglich kleine römische Provinz in Nordafrika, etwa entsprechend dem Staatsgebiet von Tunesien, von Utica aus von einem eher subalternen Beamten verwaltet worden. Kaiser Augustus erkannte jedoch schnell das dortige Potential und unterstellte die nun Africa Proconsularis genannte Provinz einem Prokonsul. So breitete sich die römische Kultur, vor allem aber die römische Verwaltung relativ rasch von Osten nach Westen entlang der Bergketten des Atlas über die neuen Gebiete in Nordafrika aus. Es kam zu einer regelrechten Urbanisierung. Zahlreiche Ruinenstädte wie Leptis Magna, Sabratha, Thugga, Cuicul (heute Djémila), Thamugadi (heute Timgad), Kyrene, Thapsus, Hadrumetum, Capsa (heute Gafsa), Caesarea oder Tingis (heute Tanger) zeugen noch heute davon. Viele dieser Städte hatten mehrere zehntausend Einwohner, die größte unter ihnen, das von Augustus als römische Kolonie neu gegründete Karthago (Colonia Iulia Concordia Carthago) 250.000, Leptis Magna 80.000, Hippo Regius und Cirta um die 30.000. Das hatte seinen Grund, denn die nordafrikanischen Provinzen waren schnell wirtschaftlich zentral für das Römische Reich geworden, und zwischen dem 1. und 4. nachchristlichen Jahrhundert hing das Überleben Roms tatsächlich von den Getreide- und Olivenlieferungen von dort ab, denn das damalige Klima Nordafrikas war feuchter als heute und schuf auf den dortigen alluvialen Schwemmlandböden die Grundlagen für eine langdauernde Nutzung der agrarischen Nutzflächen, der „Kornkammer“ des Römischen Reichs mit blühenden Siedlungen in Gegenden, die heute längst wieder Wüste sind. Im damaligen Ägypten regnete es zum Beispiel, wie wir von Claudius Ptolemäus wissen, in jedem Monat außer im August, und nächtlicher Frost kam im Gegensatz zu heute nicht vor. Gleichzeitig vermieden es die Römer, die einheimische Bevölkerung gegen sich aufzubringen und beließen ihnen ihre Identität, so dass es nur wenige Scharmützel gab und die militärische Präsenz geringgehalten werden konnte. Entsprechend traten die römischen Provinzen Afrikas auch bald kulturell in Erscheinung, brachten viele Senatoren, Ritter, bedeutende Juristen und Literaten hervor. Auch das frühe Christentum fand dort bald eine Basis, und entscheidende christliche Entwicklungen gingen von Afrika aus. Entsprechend war das römische Straßensystem in Nordafrika das am besten ausgebaute des gesamten Römischen Reiches. Angesichts der Schwierigkeiten des Überlandtransportes durch die Gebirge im Inland blieben aber die einst ja bereits von Phöniziern und Karthagern gegründeten Häfen zentrale Verkehrsknotenpunkte.
In den beiden mauretanischen Provinzen verlief die Entwicklung jedoch nicht so störungsfrei. Das war vor allem der größeren Unwegsamkeit des Landes, aber auch der stärkeren Aufsässigkeit seiner meist nomadisierenden Bewohner geschuldet. Das galt vor allem für die Stämme im Rif-Gebirge, mit denen es bis ins 3. Jahrhundert mehrere Kriege gab. Dennoch war die Verteidigung der nordafrikanischen Provinzen für die Römer weit weniger problematisch als die der im Norden des Reiches liegenden, wo etwa allein für das viel kleinere Britannien drei Legionen benötigt wurden. Für Numidien, Südtunesien und Libyen genügten hingegen Truppen plus Hilfstruppen im Umfang von 13.000 Mann. In Mauretanien waren lediglich 15.000 Hilfstruppen stationiert, die zudem meist lokal rekrutiert wurden.
Mit der Übernahme der Macht im Mittelmeer durch die Römer fand eine Entwicklung ihren Abschluss, in deren Verlauf vor allem Nordafrika endgültig Teil der mediterranen Welt wurde. Den Ägyptern waren die westlichen Gebiete schon immer eher gleichgültig, ja sogar unheimlich gewesen und hatten keine sonderlichen Eroberungs- oder Herrschaftsgelüste bei ihnen erweckt. Sie lokalisierten dort vielmehr ihr Totenreich und hatten immer wieder einmal Ärger mit den libyschen Nomaden. Auch war die Seefahrt, abgesehen von der Küstenschifffahrt nie ihre Stärke, so dass es den Seevölkern im 14. Jahrhundert v. Chr. nicht schwerfiel, Ägypten in Schwierigkeiten zu bringen. Die Phönizier und Karthager wiederum hatten Nordafrika zunächst vorwiegend vom Meer aus für den Handel erschlossen, die Griechen sich mit Ausnahme von Kyrene erst gar nicht dafür interessiert – selbst Alexander der Große kam nur bis zur Oase Siwa. Erst die Römer hatten dort flächendeckend staatliche Strukturen etabliert, auch im Inland mit Straßen und Städten überzogen und „zivilisiert“ und schließlich sogar mit einem gewissen Selbstbewusstsein ausgestattet.

### Spätantike: Spätes Rom, Christianisierung und Byzanz
Mit Diokletian vollzog sich 284 der Übergang in die Spätantike, in deren Verlauf drei Entwicklungen von Bedeutung sein werden:
- der Zerfall des Reiches in einen westlichen und einen östlichen Teil,
- der Zerfall der Zentralgewalt und das Eindringen fremder Völker,
- das Auftreten des Christentums.

#### Spätes Rom
Nach einigen Revolten lokaler Stämme vor allem in Mauretanien, die die Städte zwar kaum betroffen aber die Wirtschaft geschädigt hatten, stabilisierten sich die afrikanischen Provinzen wieder. Unter Diokletian und Konstantin dem Großen wurden die afrikanischen Provinzen zudem neu eingeteilt in Tripolitanien für das westliche Libyen, Byzacena für Südtunesien und Africa für Nordtunesien. Mauretania Caesariensis wurde eine separate Provinz, das Gebiet westlich davon, das ehemalige Mauretania Tingitana wurde weitgehend aufgegeben. Die nordafrikanischen Provinzen prosperierten in der Spätantike, besonders Africa gehörte zu den am stärksten urbanisierten und wohlhabendsten Provinzen im Westen; es war zugleich die Kornkammer für die späteren weströmischen Provinzen, vor allem Italien.

#### Christianisierung

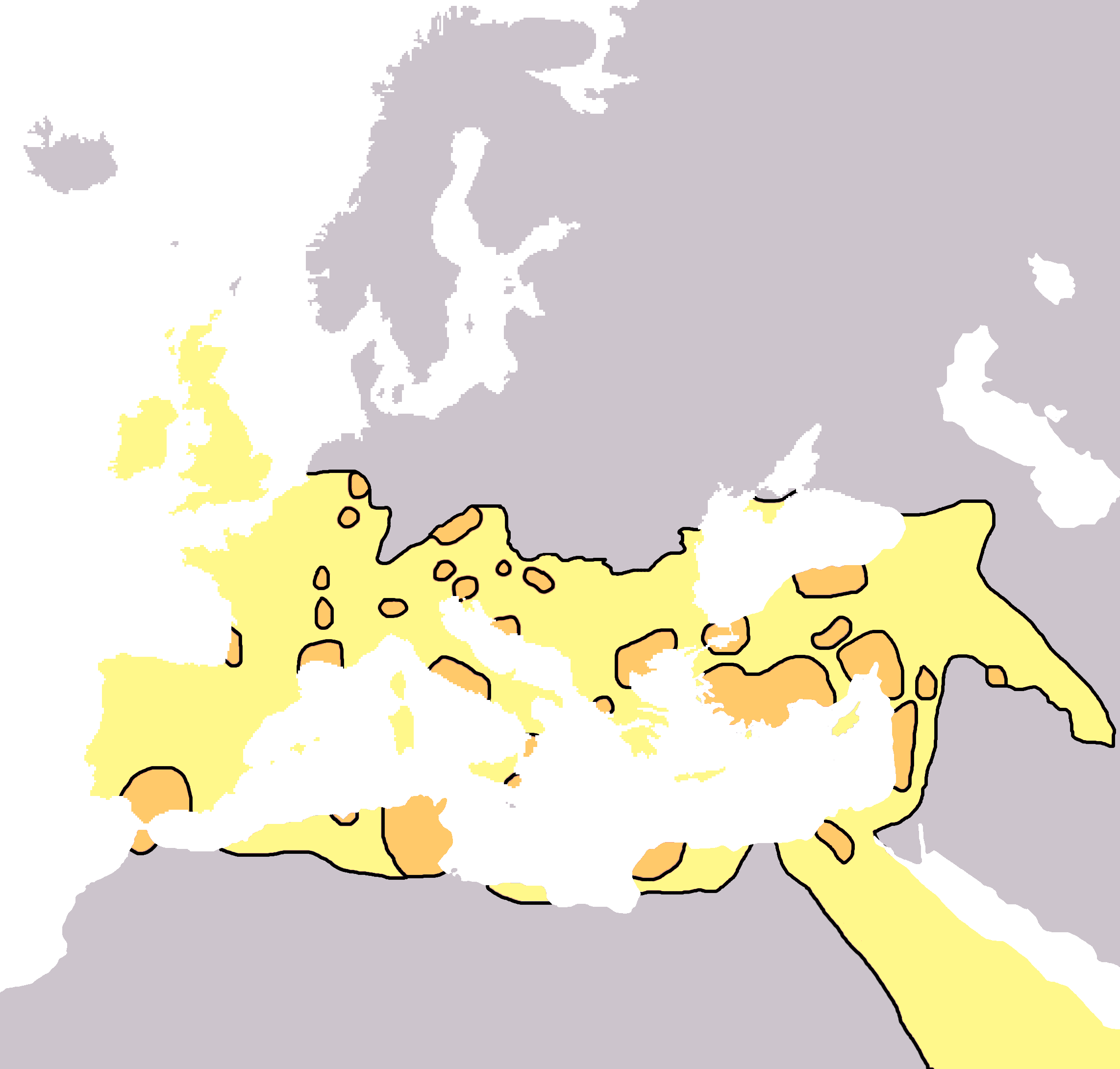
Ausbreitung des Christentums: 325 orange, 600 gelb.

In Nordafrika gedieh das Christentum wesentlich besser und schneller als in den anderen Reichsteilen. Im 3. Jahrhundert war es bereits in Karthago und anderen Städten des tunesischen Bereichs fest etabliert und hatte hier sogar schon seine eigenen Märtyrer hervorgebracht, dazu bedeutende Kirchenlehrer wie Cyprian von Karthago und Tertullian. Der Grund für die überaus rasche Ausbreitung des Christentums im Maghreb wird in den ähnlichen sozialökonomischen Bedingungen gesehen, wie sie bereits während der ersten Expansionswelle in Anatolien und Syrien geherrscht hatten. Das afrikanische Christentum scheint überdies immer auch fanatische und gewalttätige Elemente enthalten zu haben, die seine Ausbreitung förderten, obwohl es wenig missionarische Bemühungen gegeben zu haben scheint. Aber in diese Zeit fällt auch bereits der Beginn des Schismas, das hier im Donatismus seinen Ausgang nahm und repressive Maßnahmen auf Seiten des römischen Staates zur Folge hatte, dazu in den afrikanischen Provinzen erhebliche Unruhen auslöste, zumal die Donatisten der bestehenden Gesellschaftsordnung feindlich gegenüberstanden und regelrecht nationalistische Eigenschaften annahmen. In Ägypten und Syrien kam es zudem parallel zu weiteren religiösen Bewegungen, insbesondere durch den Monophysitismus. Noch Augustinus von Hippo, auch er wie andere Kirchenväter ein Nordafrikaner, setzte sich als Bischof um 400 mit dem Donatismus auseinander, dessen kompromisslosen Rigorismus er verurteilte, der allerdings für die spezifisch afrikanische Variante des Christentums typisch gewesen zu sein scheint. Die Wirkung des Donatismus mit seiner Staatsfeindlichkeit auf die nordafrikanische Gesellschaft kann nicht genau abgeschätzt werden, war jedoch sicherlich tief, auch wenn er mit der Zeit spurlos verschwand. Die Frage indes, wie tief die Romanisierung des Maghreb damals reicht, ob sie nur ein Oberflächenphänomen war oder tiefer reicht, kann bis heute nicht abschließend beantwortet werden.
Die komplexen kirchlichen und theologischen Vorgänge und Debatten (zum Beispiel Arianismus, Monophysitismus, Nestorianismus), die sich bei der Entwicklung des Christentums in Ägypten, vor allem in Alexandria abspielten und unter anderem zur Entstehung und Ausbreitung sowohl der Koptischen Kirche wie des Mönchtums und der Klöster führten, sollen hier, obwohl teilweise später politisch von großer Bedeutung, nicht näher diskutiert werden. Sie sind unter den angegebenen Stichworten ausführlich dargestellt, zeigen jedoch nachdrücklich, wie groß inzwischen nicht nur die politische, sondern auch die geistige Bedeutung Nordafrikas für die gesamte Alte Welt gewesen ist.

#### Das Reich der Vandalen

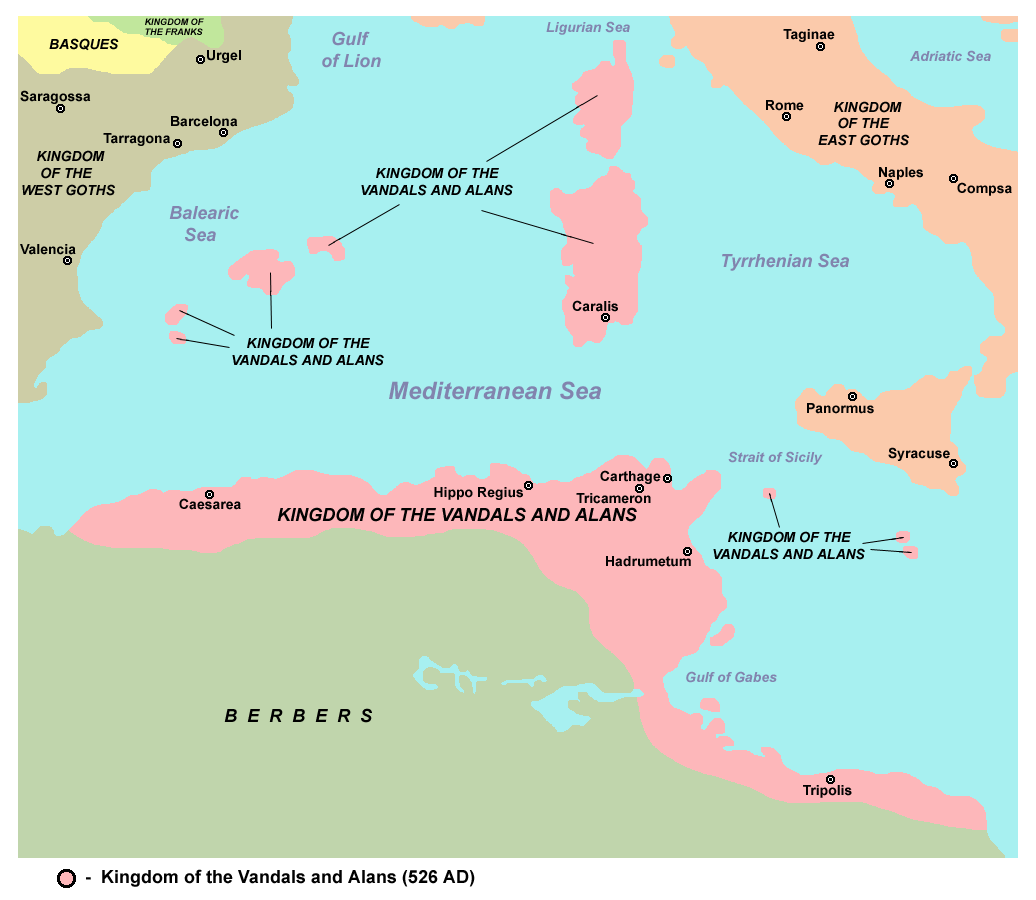
Reich der Vandalen und Alanen um 526.

Das Eindringen der Vandalen in Nordafrika war nicht zuletzt ein Ergebnis des Niedergangs vor allem der weströmischen Macht und ihrer Kontrolle in den Provinzen. Seit dem frühen 5. Jahrhunderten kontrollierten im Westen die hohen Militär faktisch alle Regierungsgeschäfte der schwachen Westkaiser, Westrom versank in internen Machtkämpfen und externen Abwehrkämpfen (siehe Völkerwanderung). Die Vandalen hatten 406 den Rhein zusammen mit anderen germanischen Stämmen überschritten (siehe Rheinübergang von 406) und den größten Teil Galliens und Spaniens überrannt, wo sie teils wie die Goten Königreiche errichteten, teils weiterzogen und nur (das ist aber heftig umstritten) im Namen Andalusien ihre Spuren hinterlassen haben. Der Reichtum der nordafrikanischen Provinzen wirkte jedoch anziehend, auch hatte sie dazu möglicherweise der lokale Militärbefehlshaber der Comes Africae Bonifatius eingeladen, der sich davon einen Vorteil versprach. So überquerten 80.000 von ihnen 429 die Straße von Gibraltar unter ihrem König Geiserich und ließen sich bei Hippo Regius nieder (Augustinus starb während der Belagerung der Stadt). Die kaiserlichen Streitkräfte leisteten nur geringen Widerstand, und man einigte sich zunächst darauf, Numidien und Mauretanien den Vandalen zu überlassen, die jedoch bald den Rest der Provinz Africa besetzten. 442 besiegelte ein Vertrag die Vandalenherrschaft in Afrika, die sich nun auf einen großen Bereich zwischen Mauretanien und Numidien erstreckte.
Die Herrschaft der Vandalen, die im Gegensatz zu den Völkern, die sie nun beherrschten, zudem wie die anderen germanischen Völker außer den Franken Arianer waren, zeigte jedoch bald in ökonomischer wie gesellschaftlicher Hinsicht negative Folgen. Die Gewalt, mit der sie ihre Herrschaft ausübten, scheint nicht zuletzt auch auf diesen religiösen Unterschieden beruht zu haben. Geiserich hielt zudem nicht viel von Verträgen, plünderte ab 455 mit seiner großen Handelsflotte Rom – der erst im 18. Jahrhundert daraus abgeleitete Begriff des Vandalismus ist allerdings sachlich nicht korrekt, denn die Plünderung verlief vergleichsweise zivilisiert –, besetzte die Balearen, Korsika und Teile Siziliens, plünderte die Küste Dalmatiens und Griechenlands. All dies führte dazu, dass der Mittelmeerhandel stark beeinträchtigt wurde. Geiserichs Nachfolger Hunerich (477–484) begann sogar mit einer Verfolgung der nichtarianischen Christen. Erst unter Thrasamund (496–523) begannen die Vandalen, die römische Kultur anzunehmen, ohne jedoch ihre Stammesidentität aufzugeben. Allerdings wird in der modernen Geschichtsforschung die Rolle der Vandalen differenzierter und kontrovers gesehen.
Als Folge dieses suppressiven Herrschaftssystems entstanden aber nach und nach in abgelegeneren Wüstengebieten und Bergregionen zunehmend auch unabhängige, offenbar libysche Herrschaften, zuerst in Mauretanien, und dieser Vorgang läutete letztlich auch das Ende der Vandalenherrschaft ein, denn solche unabhängigen Nomadenstämme verursachten nun immer größere Schäden bis an die Grenze der Kyrenaika und wurden zu einer generellen Bedrohung, so dass es dem byzantinischen General Belisar 533 nicht schwerfiel, auf Befehl von Kaiser Justinian I., der darin auch ein Modell für die Beseitigung anderer Germanenherrschaften und der Reichseinigung sah, mit einer relativ geringen Streitmacht die Vandalenherrschaft zu beenden.

#### Byzanz und Nordafrika

Das Byzantinische Reich des Kaisers Justinian I. zur Zeit seiner Thronbesteigung 527 (dunkel) und seines Todes 565 (hell)

Wie der Einfluss der Vandalen war auch der Einfluss des Byzantinischen Reiches in und auf Nordafrika relativ kurz und dauerte ebenfalls nur etwa 100 Jahre bis zur Eroberung Ägyptens 642 durch die Araber. Zunächst gelang es den Byzantiner jedoch innerhalb von 12 Jahren, Nordafrika trotz des Widerstandes lokaler Stämme vor allem in Mauretanien einigermaßen zu befrieden, auch indem ein Netz von Forts im Lande und Befestigungen um die Städte angelegt wurde, obwohl diese die räuberischen Vorstöße aus der Wüste Libyens nicht völlig unterbinden konnten. Gleichzeitig begann aber auch eine neue Verfolgung der unter den Vandalen bereits stark geschwächten Donatisten. Religiöser und durchaus gewaltbereiter Widerstand der hier westlich orientierten Glaubensgemeinschaften gegen die Staatskirche von Konstantinopel blieb denn auch bis zur Eroberung durch die Araber ein beständiges Merkmal dieser unruhigen Region.
Was nach dem Tode Justinians 565 in der Region weiter geschah, darüber weiß man wenig, denn sie scheint etwas aus dem Gesichtskreis des Hofes in Konstantinopel gewandert zu sein, der seine Aufmerksamkeit nun vermehrt auf die Bedrohungen aus dem Osten richtete. Das militärische Moment blieb jedoch bestimmend, indes sich die wirtschaftliche Situation verschlechterte, während in der Verwaltung Korruption und Wucher überhandnahmen, vermutlich aber nicht mehr als in anderen Teilen des Reiches auch. Die Bevölkerungszahl nahm in den Städten jedenfalls stark ab. Gelegentlich hat es offenbar auch lokale Aufstände gegeben. Dennoch war Nordafrika auch außenpolitisch von Nutzen, als es 619 nach der Eroberung des Ostens einschließlich Ägyptens durch die Perser Kaiser Herakleios, der vorübergehend sogar mit dem Gedanken spielte, seine Hauptstadt deshalb von Konstantinopel nach Karthago zu verlegen, genügend Mittel zur Verfügung stellen konnte, um die Bedrohung abzuwehren.
Wegen der schlechten Quellenlage ist es allerdings schwierig, im maghrebinischen Nordafrika die Periode zwischen 649 und der endgültigen arabischen Eroberung 698 hinreichend zu beurteilen. Doch scheint es eine sehr unruhige Zeit gewesen zu sein mit Aufständen und Nomadeneinfällen, die nun Teile des Landes dauerhaft in die Hand bekamen, wobei die überkommene römische Kultur, ja sogar das Lateinische immer mehr verschwanden, obwohl einige dieser Stämme Christen waren. Gleichzeitig erlitt die Wirtschaft des Landes dadurch immer größere Schäden, und ein geregeltes Leben in den Städten oder auch nur landwirtschaftliche Produktion waren schließlich immer weniger möglich, zumal das feuchte und fruchtbare Klima der Römerzeit um 250–500 einem weit trockeneren, wüstenhafteren Platz gemacht hatte mit einem ariden Höhepunkt zwischen 300 und 400. Auch die militärische Präsenz der Byzantiner nahm kontinuierlich ab, so dass der stärkste Widerstand gegen die eindringenden Araber schließlich sogar von den libyschen Stämmen ausging. Einige christliche Bräuche scheinen sich jedoch bis ins 11. Jahrhundert gehalten zu haben, doch führte die schnelle Islamisierung des Maghreb schließlich auch zu einer Arabisierung. Der entscheidende Bruch zwischen der antiken und mittelalterlichen Welt scheint demnach, folgt man den Theorien des Historikers Henri Pirenne, nicht auf der germanischen Invasion Nordafrikas zu beruhen, sondern auf der arabischen. Die Geschichte des Maghreb ist so gesehen ein zentrales Element, denn in ihr sieht man die komplette Ersetzung eines jahrhundertealten politischen, sozialen, religiösen und kulturellen Systems durch ein anderes innerhalb eines relativ kurzen Zeitraumes.

## Mittelalter

### Übersicht
Das Mittelalter, um diesen an sich europäisch determinierten Begriff hier in Ermangelung besserer als reinen Zeitrahmen zu verwenden, ist in Nordafrika historisch von zwei Erscheinungen geprägt:
- der Islamisierung. Die islamische Herrschaft erstreckte sich schließlich zur Zeit ihrer größten Ausdehnung von den Pyrenäen bis zum Senegal, vom Atlantik bis zum Iran
- der Entstehung neuer vorzüglich als Handelsreiche imponierender Staaten an der Südgrenze der Sahara in der sogenannten Sudanzone, die allerdings nicht mehr vollständig zum Bereich Nordafrikas zu rechnen sind, vor allem was die Reiche im Niger-Benue-Becken und im Bereich des Senegal-Flusses angeht, sich jedoch durchweg kulturell wie ökonomisch auf den islamischen Norden beziehen und nicht auf die südlicheren Kulturzonen Schwarzafrikas mit ihren meist noch unterentwickelten, meist auf einer einfachen agrarischen Subsistenzbasis ruhenden Bevölkerungen, wo sich nun allerdings ebenfalls Reiche wie die von Simbabwe oder Benin, oder das der Yoruba und Aschanti sowie verschiedene Waldkönigreiche zu entwickeln begannen. Allerdings lag der Höhepunkt dieser Entwicklung im 18. und 19. Jahrhundert.[20]

Die Islamisierung, obwohl sie schon aufgrund der enormen Ausdehnung nie homogen und häufig von inneren Streitigkeiten zerrissen war, ist jedoch vor allem in Nordafrika der Primärfaktor gewesen, denn sie erfasste nach und nach auch die südlicheren Bereiche. Gleichzeitig nahm der Karawanenhandel und allgemein der Transsaharahandel, der dank der Einführung des Kamels in der zweiten Hälfte des letzten vorchristlichen Jahrtausends nun viel effektiver und vor allem weiträumiger durchgeführt werden konnte, einen großen Aufschwung und führte nach und nach auch im bisher durch die Sahara wirkungsvoll abgeriegelten Süden zur kulturellen Assimilation. Karawanenstraßen und Handelsstützpunkte wurden nun auch machtpolitisch zu wichtigen Faktoren. Bindeglieder des sich nun immer stärker auch nach Süden ausdehnenden islamischen Bereichs waren Religion und die arabische Sprache (in der der Koran bis heute nur gültig ist) sowie die dazugehörige Schrift. Die moderne Ausbreitung des Arabischen in Afrika ist Folge dieser Entwicklung.

### Nordafrika unter muslimischer Herrschaft

Karte der Ausbreitung des Islam 620–750:
Ausbreitung unter dem Propheten Mohammed, 622-632
Ausbreitung unter den vier „rechtgeleiteten Kalifen“, 632-661
Ausbreitung unter den Umayyaden, 661-750

| Die wichtigsten Dynastien (Als Herrschaftsgebiet ist die jeweilige Machtzentrale angegeben) Kalifat von Damaskus bzw. Bagdad Die beiden klassischen Kalifendynastien nach den vier „rechtgeleiteten“ Kalifen: - die Umayyaden 661–749/50 - die Abbassiden 750–1258 Ägypten und Libyen (Kyrenaika und Tripolitanien) In Ägypten und teilweise auch im Maghreb - die Umayyaden 661–750 - die Abbasiden 750–868 - die Tuluniden 868–905 - die Ichschididen 939–969 - die Fatimiden 909–1171 - die Ayyubiden 1171–1259 - die Mamluken 1259–1517 - die Osmanen 1571–1801 - die Dynastie des Muhammad Ali 1805–1953 Libyen - die Kyrenaika war fast stets unter ägyptischer Herrschaft - 650 von Arabern erobert; arabische Dynastien der Aghlabiden, Fatimiden, Almohaden, Ziriden und Hafsiden - 1551–1811 Osmanisches Reich, danach 1811–1835 Karamanlı und Senussi - 1835–1911 wieder Osmanisches Reich bis zur Übernahme durch Italien Kleiner Maghreb Tunesien: - die Aghlabiden 800–909 - die Fatimiden 909–969 - die Ziriden 969–1160 - die Almohaden 1160–1235 - die Hafsiden 1228–1574 - Osmanisches Reich 1574–1918 - Muraditen 1612–1705 (formelle osmanische Oberhoheit) - Husainiden 1705–1883 (formelle osmanische Oberhoheit, de facto unabhängig seit 1790) Algerien: - die Rustamiden 778–909 - weitere Emirate der Charidschiten 8.–11. Jh. (Reste sind bis heute die Mozabiten) - die Fatimiden 910–973 - die Ziriden 973–1060 - die Almoraviden (nur Teile Algeriens) 1060–1146 - die Almohaden 1146–1269 (nur Teile) - die Hammadiden 1015–1052 - die Abdalwadiden 1235–1555 - seither bis Kolonialisierung durch Frankreich Osmanisches Reich Marokko: - die Bargawata 741–1058 - Charidschiten-Emirat von Sidschilmasa (unter Miknasa und Magrawa) 8.–11. Jh. - die Idrisiden 788–985 - das Kalifat von Córdoba 912–1031 - die Hammudiden 1031–1058, in Algier 1015–1152 - die Magrawa von Fes 987–1070 - die Almoraviden 1052–1147 - die Almohaden 1125–1269 - die Meriniden 1215–1465 - die Wattasiden 1472–1554 - die Saadier 1509–1660 - die Alawiden 1664–heute Maghreb und Spanien: - die Almoraviden (Murabitun) 1061–1147 - die Almohaden (Muwahhidun) 1147–1574 |

Die unglaubliche Schnelligkeit der arabisch-islamischen Expansion wirft bis heute Fragen auf, denn Ägypten wurde in nur 3 Jahren erobert, und bis 642 Syrien, der Iran, fast das gesamte das byzantinische und sassanidische Reich. Bereits 656 standen die islamischen Truppen im Westen in der Kyrenaika, im Norden im Kaukasus, im Osten am Oxus und Hindukusch. Die Wissenschaft hat darauf aktuell mehrere Antworten parat.
- Die Schwäche der Gegner Byzanz und Persien (Reich des Sassaniden), die Folge eines jahrzehntelangen Revanchekampfes war, der beide Reiche auch innenpolitisch destabilisiert hatte. Dieser lange in der Geschichtsforschung als entscheidend angesehene Faktor war offenbar aber nicht ausschlaggebend.
- Ein wesentlicher Faktor war hingegen, dass hinter dieser Expansion eine gezielte Eroberungs- und Ansiedelungspolitik der herrschenden islamischen Eliten in Mekka und Medina stand, vor allem, um die beduinischen Stämme unter Kontrolle zu halten, die nach dem Tod Mohammeds teilweise von seiner Lehre abzufallen drohten und durch Aussicht auf Kampf und reiche Beute bei Laune gehalten werden mussten. Für den Erfolg genügte diese Absicht jedoch nicht.
- Entscheidend für die Durchschlagskraft war jedoch die Integration des neuen islamischen Staates und die geistige Macht der neuen Religion, welche die ideologische Abstützung für eine effiziente Eroberungspolitik im Sinne eines göttlichen Auftrages lieferte mit der Vorstellung, es sei eine absolute, im Koran enthaltene religiöse Pflicht, diese Religion nicht nur geistig auszubreiten, sondern auch machtpolitisch räumlich. Dabei gab es drei konkrete Ursachen für die Gefährlichkeit dieser Expansion für die Gegner:
  - Die religiöse Kriegsmotivation. Es geht um den Kampf gegen Ungläubige und für die Sache Gottes. Es lockte daher nicht nur irdischer Lohn (Beute, Macht), sondern auch himmlischer (Paradies).
  - Die Truppen bestanden aus oft todesmutigen Freiwilligen, die nicht durch Sold motiviert waren, sondern durch Ideale. Diese oft kleinen Truppen waren hochmobil und wurden ständig aus ihrer Heimat zuverlässig und aus den gleichen Motiven versorgt.
  - Die Taktik war überlegen, beruhte auf schnellen Kamelen, auf denen die durchweg kampferprobten Truppen flexibel agierten, so von den oft massiven, aber unbeweglichen gegnerischen Truppen aus Söldnern und zum Kriegsdienst Gepressten kaum besiegt werden konnten.
- Welche Rolle klimatische Faktoren spielten, vor allem die Tatsache, dass es in Nordafrika zwischen 650 und 850 wie schon zwischen 300 und 400 zu einer neuen Trockenperiode kam, ist eine offene Frage. So wurden in Arabien bereits um 600 Gebiete aufgegeben, die jetzt nicht einmal mehr durch künstliche Bewässerung nutzbar gemacht werden konnten, und die schnelle Ausbreitung des Islam hat sich offenbar zu einer Zeit vollzogen, als in den islamisierten Gebieten eine durch Dürre verursachte Ernährungskrise herrschte und diese dadurch ohnehin geschwächt waren. Auch beginnt um die Mitte des 8. Jahrhunderts die Zersplitterung des inzwischen etablierten nordafrikanischen Islamreiches, die allerdings vor allem durch innerislamische Zwistigkeiten theologischer wie machtpolitischer und wohl auch ethnischer Natur (Araber gegen Berber,[24] Eindringen von Nomaden) befördert wurde.[25][26]

Im Einzelnen stellen sich die Abläufe der islamischen Expansion in Nordafrika wie folgt dar:

Nach 632, dem Tod Mohammeds, geriet Nordafrika sehr schnell unter islamischen Einfluss. Bereits 640 besiegten die Muslime unter der Führung von Amr ibn al-As in der entscheidenden Schlacht von Heliopolis eine byzantinische Armee. Die Entstehung der Glaubensrichtung der Schiiten 660 nach der Ermordung des 4. Kalifen ʿAlī ibn Abī Tālib 660 hatte zunächst keine Auswirkungen auf Nordafrika. 670 begannen die muslimischen Armeen der Umayyaden mit der Eroberung des heutigen Tunesien, damals neben Ägypten der ökonomisch und kulturell bedeutendste Teil Nordafrikas. Hier wurde die Stadt Kairouan gegründet, die erste arabische Stadt dort. Von Kairouan aus nahm die weitere Eroberung des von den Arabern Ifrīqiya genannt Nordafrika (genauer: Tunesien, Ost-Algerien und Tripolitanien) ihren Ausgang. Während indes in Ägypten die christlichen Gemeinschaften vor allem der Kopten unter der muslimischen Herrschaft überlebten, verschwanden jene im westlichen Nordafrika, die immerhin Persönlichkeiten von kirchen- und philosophiegeschichtlich großer Tragweite wie Augustinus hervorgebracht hatten, relativ rasch. Der Grund ist wohl darin zu suchen, dass die vorwiegend berberische Bevölkerung sich nicht weiterhin einer fremden Oberhoheit unterwerfen wollte. Als Muslime galten sie als gleichberechtigt mit den Eroberern, als Christen waren sie hingegen zwar wie auch die Juden als Religion des Buches respektiert, jedoch mit minderen Rechten und waren häufig mit einer Kopfsteuer belegt. Vereinzelte christliche Gemeinden hielten sich in abgelegenen Oasen jedoch bis in das 18. Jahrhundert. Das Judentum war sogar bis weit ins 20. Jahrhundert verbreitet und verschwand erst nach der Entstehung des Staates Israel 1948 nach und nach, meist durch politisch-ökonomischen Druck.
756 zerbrach das arabisch-muslimische Großreich in einen östlichen und einen westlichen Teil. 761–800 fiel das westliche Nordafrika (Maghreb) (zu arabisch Maghreb = Westen, nämlich von Arabien aus gesehen) vom Kalifat ab und zerbrach in einzelne Reiche, die die Keimzellen für die modernen Staaten Marokko, Algerien und Tunesien bildeten. In Algerien bildete sich unter den Rustamiden eine Theokratie. Marokko kam unter die Herrschaft der Idrisiden, die aber schon bald ausstarben, was das Land zum Zankapfel zwischen dem Emirat von Córdoba und den übrigen nordafrikanischen Staaten werden ließ. Die Aghlabiden, die in Tunesien herrschten, expandierten ab 827 nach Sizilien, das sie in langwierigen Kriegen von den Byzantinern eroberten. Damit kontrollierten sie eine strategisch wichtige Position zwischen dem westlichen und östlichen Mittelmeer. 1250 gelangten die Mamluken in Ägypten an die Macht und unterwarfen 10 Jahre später die gesamte Levante.
Nach wechselnden Dynastien wie etwa den maurisch-berberischen, extrem orthodox-fundamentalistischen Almoraviden etablierten sich nach dem Sturz des ebenfalls religiös rigiden, aber mahdistisch ausgerichteten Almohadenreiches 1269 stabilere Herrschaftsstrukturen im Maghreb. Ab diesem Zeitpunkt regierten die Hafsiden in Tunesien, die Abdalwadiden in Algerien und die Meriniden in Marokko. Algerien blieb eher bäuerlich-agrarisch strukturiert, Marokko eher abgeschlossen und unzugänglich. Im 14. Jahrhundert begannen die Hafsiden mit der staatlich organisierten Piraterie. 1270 richtete sich der 7. Kreuzzug, beeinflusst von Karl von Anjou unter Ludwig d. Heiligen gegen Tunis, das belagert wurde. 1415 eroberten die Portugiesen Ceuta und griffen bei ihrer Eroberung Tangers 1471 in innermuslimische Zwistigkeiten ein.
Obwohl sich in Nordafrika sehr bald massive machtpolitische, dazu immer wieder auch innerreligiöse Zersplitterungen und Kontroversen zeigten, blieb die Basis doch stets die der muslimisch-arabischen Kultur und Sprache, die sich bis heute relativ einheitlich darstellt und damals der christlichen weit überlegen war. Die in der nebenstehenden Tabelle aufgelisteten Dynastien regierten oft neben- und durcheinander, mitunter nur lokal; zeitlich Lücken erklären sich durch jeweilige Fremdherrschaften anderer muslimischer Dynastien. Sie wurden dann nach Ende des Mittelalters (ca. 1450 nach moderner Konvention) weitgehend vom Osmanischen Reich (1516–1918) absorbiert, dessen Restmasse dann nach dem Ersten Weltkrieg zur modernen Türkei sowie einigen europäisch dominierten nahöstlichen und arabischen Königreichen wurde (vgl. Lawrence von Arabien und Sykes-Picot-Abkommen).

Seit den Umayyaden regierten verschiedene Dynastien auch im alsbald von Bagdad unabhängigen Spanien mit den Zentren in Andalusien (Córdoba, Granada, Sevilla, Toledo) das erst ein Emirat war, später ein unabhängiges Kalifat (Umayyaden, Almoraviden, Almohaden, Nasriden).

### Die frühen Reiche im Süden (Übersicht)

Übersicht über die vorkolonialen Staaten und Herrschaftsbereiche Afrikas.

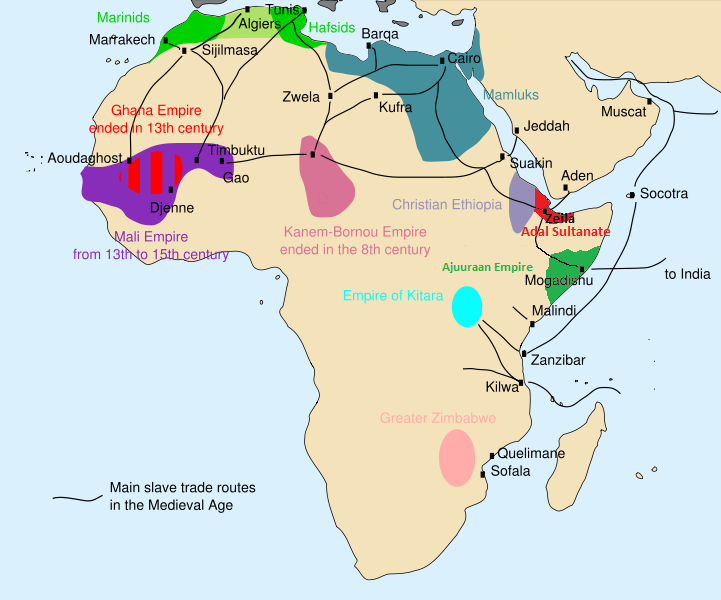
Die hauptsächlichen Karawanenrouten im Mittelalter und die daran beteiligten Reiche, vor allem für den Sklavenhandel. Man erkennt, dass es außerhalb Ägyptens nur 3–6 (je nachdem, ob man die nördlichen Abzweigungen mitzählt oder nicht) nord-südliche und eine ost-westliche gab. Die Nord-Süd-Routen orientieren sich außerdem an geologischen und geographischen Gegebenheiten, also am Vorhandensein von Wasserstellen und meiden die völlig trockenen Ebenen und Hochländer.

Gegen Ende des ersten christlichen Jahrtausends entstanden auch im Süden Nordafrikans im Übergang zur Subsahara politische Gebilde, die man durchaus, wenn auch mit erheblichen Einschränkungen, als Reiche bezeichnen kann und die fast durchweg ihren Ursprung darin haben, dass transsaharische Karawanenrouten hier endeten, sich kreuzten oder die Gebiete passierten und vor oder nach der Wüstenpassage auf die Dienste von großen Karawansereien angewiesen waren. (Dass die von Ägypten aus entlang des Niles weiter südlich entstandenen Reiche Kusch, Meroe und Aksum wesentlich früher entstanden, ist kein Zufall, denn hier gab es mit dem Nil und der Küste des Roten Meeres natürliche Verbindungswege, die Kontakte und damit einen kulturellen Austausch ermöglichten.) Diese Reiche sind allerdings mitunter nur noch bedingt zu Nordafrika zu rechnen, zumal sie im Westen teilweise im Niger-Benue-Becken oder am Senegal lagen oder dort hinein reichten, im Osten im Bereich des Tschad-Sees, also im Grunde dort entstanden, wo heute in etwa der Sahel verläuft und in die Savannen des subsaharischen Afrika übergeht. Für die Macht- und Raumstruktur dieser Reiche gilt als Grundlage die Priorität des Besitzes von Menschen vor dem Besitz von Land (vgl. Nordafrika). Ihre Geschichte reicht zudem weit über das Mittelalter hinaus teilweise bis ins 19. Jahrhundert. Sie sind überdies alle früher oder später islamisiert worden.
Im Folgenden sind nur die hinsichtlich Größe, Bedeutung und Dauer wichtigsten Reiche angeführt. Kleinere „Reiche“ wie Sosso (von den Almoraviden aus Ghana vertriebene Ethnien), Tekruri (am Senegal), Mossi (Oberlauf des Volta) oder Bambara (am Niger), die relativ oft lokal entstanden, als Satelliten der großen Reiche existierten, sich an deren Untergang gelegentlich gütlich taten oder irgendwann selbst untergingen sind hier nicht berücksichtigt, zumal sie selten archäologisch verwertbare Spuren hinterlassen haben, mitunter wie die Wolof auch keine historisch halbwegs fassbaren Reiche ausgebildet haben und nur als Ethnien zu interpretieren sind. Auch liegen sie zumindest teilweise oder wie das Königreich Benin oder das Verbreitungsgebiet der rätselhaften Nok-Kultur sogar ganz südlich der Sahel-Zone und sind damit auch im weitesten Sinne nicht mehr Teil Nordafrikas. Auch der Nachfolgestaat von Meroe, einer von dreien, das kuschitisch-christliche Reich von Dongola, das nach 800-jährigem Bestehen 1317 von den Muslimen zerstört wurde, ist hier nicht berücksichtigt, ebenso wenig wie die im Darfur zwischen dem 900 und 1200 dort lokalisierten christlichen Reiche, aus denen nach der Islamisierung verschiedene kleinere Sultanate hervorgingen.
Terminologische Anmerkung: Man beachte, dass die im Folgenden verwendeten Begriffe (zentral- oder west-)„sudanesisch“ sich nicht auf den Staat Sudan beziehen, sondern als alte Bezeichnung auf die Sudanzone (arabisch Bilad es-Sudan = Land der Schwarzen), einen etwa 900 km breiten und 5500 km langen west-östlich quer durch Afrika verlaufenden Landschaftsraum zwischen Wüste und Regenwald, der sich in etwa mit der Sahelzone deckt, aber auch noch die Baumsavannen südlich davon umfasst und sich durch die Staaten Senegal, Guinea, Mali, Burkina Faso, Nigeria, Niger, Tschad und Republik Sudan zieht, deren Name daraus abgeleitet wurde, da es sonst kein gemeinsames Kriterium für die dort lebenden unterschiedlichen Ethnien mit ihren vielen Sprachen (über 100, davon 20 mit über 100.000 Sprechern, vgl. Liste der Sprachen im Sudan, und Religionen) gab. Die offenbar von arabischen Reisenden des Mittelalters kreierte Bezeichnung ist ein zusätzlicher Hinweis, dass man die Sudanzone schon früh als zum nordafrikanischen Bereich gehörig betrachtete, obwohl dort dunkelhäutige Menschen lebten. Ohne diesen geographischen Bezug wäre die Bezeichnung unsinnig, da das subsaharische Afrika damals fast komplett von diesem menschlichen Phänotyp bewohnt wurde (mögliche Ausnahmen: San, Äthiopier).

#### Zentralsudanesische Staaten
Kanem-Bornu
Kanem-Bornu war neben Mali und Songhai, die ganz ähnliche politische Verfassungen hatten, eines der ausgedehnten Reiche des Mittelalters der südlichen Randzone, dessen Vorläufer als Saokultur bekannt ist. Sein Einfluss reichte bis nach Tripolitanien und Ägypten, nach Kamerun und vom Niger bis zum Nil. Entstanden ist der Staat um den Tschad-See in der Mitte des 9. Jahrhunderts als Resultat des Karawanenhandels am Südende der „Straße der 40 Tage“ (Darb el Arbein). Regiert wurde er bis ins 19. Jahrhundert von der Sayf-Dynastie in einer Art dezentralisierten Feudalmonarchie mit einem fast gottähnlichen Sultan an der Spitze. Er umfasste zu unterschiedlichen Zeiten Bereiche auch im südlichen Tschad, nördlichen Kamerun, Nordost- und Süd-Nigeria sowie im südlichen Libyen. Gegen Ende des 11. Jahrhunderts nahm König Umme den Islam an, und von da an war der Staat islamisch. Seine Hauptfunktion war es, die Handelskontakte zwischen Nordafrika, dem Niltal und der Subsahara zu ermöglichen. Im 14. Jahrhundert spaltete sich das Volk der Bulala für zwei Jahrhunderte ab und verlegte seine eigene Hauptstadt nach Bornu westlich des Tschad-Sees. Diese zweite Hauptstadt blieb auch nach der Wiedervereinigung Residenz, so dass die Herrscher abwechselnd in der einen und der andere regierten. Das Reich blieb bis in ins 19. Jahrhundert trotz der ständigen Angriffe der Berber, Tuareg und Tubu stabil und wirtschaftlich erfolgreich. Nach dem Aussterben der Herrscherdynastie zerfiel es jedoch, nicht zuletzt unter dem Druck der Haussa-Staaten und aufgrund der Unterbrechung des Sklavenhandels durch die europäischen Kolonialstaaten, unter denen es später aufgeteilt wurde.
Hausastaaten

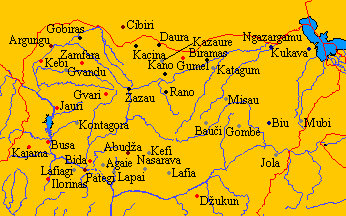
Die wichtigsten Städte der Hausa (heutige Staatsgrenze rot).

Dabei handelt es sich um mehrere Stadtstaaten zwischen dem Niger und dem Tschad, die allerdings nie im Laufe ihrer Geschichte zu einer Einigung fanden. Diese Stadtstaaten hatten sich im 12. Jahrhundert um die Karawanenstraßen herum gegründet, die im Osten Tripolitanien und Ägypten mit dem Süden verbanden, im Westen den Niger über den Darfur mit dem oberen Niltal. Die Bezeichnung Hausa ist sprachlich, nicht ethnisch, und Hausa wird von mehreren Völkern gesprochen, so dass schon daher eine Einigung unwahrscheinlich war. Über die einzelnen Staaten, deren Ursprung teils legendär ist, weiß man wenig. Es gab insgesamt sieben dieser Hausa-Stadtstaaten: Daura, Kano, Biram, Katsena, Gobir, Rano und Zaria, dazu sieben Satelliten: Zamfara, Kebbi, Yuri, Gwari, Nuoe, Djukun/Kororofa, Yoruba. Ursprünglich von Zauberpriestern und Königinnen beherrscht nahmen sie im 14. Jahrhundert von Missionaren aus Mali den Islam an, den sie jedoch stark mit Elementen der traditionellen Religion vermengten, und einige gerieten vorübergehend unter die Herrschaft von Bornu und Songhai. Die „Haupthandelsware“ waren unter anderem die von Arabern wegen ihrer Stärke und Intelligenz sehr begehrten Sklaven, die teils bis nach Konstantinopel verkauft wurden und dort oft hohe Positionen einnahmen. Die ständigen Bürgerkriege zwischen den einzelnen Hausastaaten hinderten diese daran, eine politisch beherrschende Rolle zu spielen, auch waren sie vorwiegend landwirtschaftlich orientiert. Zu Beginn des 19. Jahrhunderts gerieten die Hausastaaten unter die Herrschaft der Fulani und wurden zu Emiraten, die wiederum zu Beginn des 20. Jahrhunderts zusammen mit Bornu unter britische Herrschaft fielen, die sie ihrem Protektorat Nigeria zuschlugen.

#### Westsudanesische Staaten
Mali
Das Reich von Mali ist wohl das größte der Sahel-Reiche gewesen. Es erstreckte sich über das Gebiet der südlichen Mande-Völker, der Malinke, und bestand vom 13. bis ins 16. Jahrhundert. Seine Ursprünge scheinen im 11. Jahrhundert zu liegen, als sich der kleine lokale Fürst von Kangaba wegen einer Hungersnot um Hilfe an die Almoraviden wandte und sich aus Dank für die Hilfe zum Islam bekehrte. Aus diesen kleinen Anfängen entstand im Laufe des 13. Jahrhunderts ein gewaltiges Reich, das sich von der Sahara im Norden bis zum tropischen Urwald im Süden und vom Atlantik bis zum östlichen Nigerbogen erstreckte und das seine Bedeutung nicht zuletzt aus der Tatsache schöpfte, dass es den westlichen und östlichen Transsaharahandel mit den Wasserwegen des Niger verband, wobei der Handel mit Gold eine zentrale Rolle spielte. Diese Bedeutung und der daraus resultierende Reichtum machte es allerdings auch anfällig für interne Machtwechsel und externe Eroberungsgelüste. 1325 unterwarf Mali sogar für kurze Zeit Songhai, besetzte Gao und Timbuktu. Ägyptische Gelehrte kamen nun bis nach Mali, politische Verbindungen gab es nach Marokko und Ägypten. Doch bereits ab 1360 begann mit einer Reihe schwacher Herrscher der Niedergang des Reiches. Von Norden her drangen Tuareg bis Timbuktu vor, im Süden Mossi. Die Völker von Takrur und Wolof rebellierten. Mali nahm schließlich mit den Portugiesen Kontakt auf, ohne dass dies den Niedergang verhindert hätte, denn gleichzeitig war ein anderes Reich aufgestiegen: Songhai. Ab 1550 ist Mali dann bedeutungslos.
Songhai

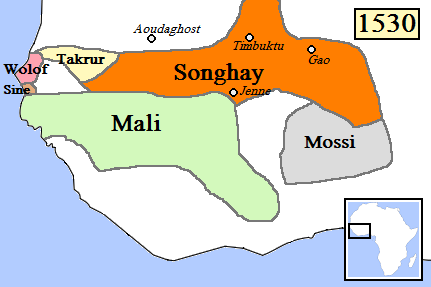
Karte Westafrikas um 1530 mit den wichtigsten Reichen.

Dieser Handelsstaat im Westen Afrikas lag am mittleren Niger, reichte möglicherweise aber bis zur Atlantikküste, im Osten bis nach Niger und Nigeria. Selbständig bestand es aber nur gut zweihundert Jahre. Sein Aufstieg fällt mit dem Niedergang des Imperiums von Mali zusammen. Auch seine Ursprünge liegen im Dunkel der Legenden. Berber oder Araber sollen an seinem Anfang gestanden haben, sein Aufstieg war zunächst langsam und unspektakulär. Gao wurde erst zu Beginn des 11. Jahrhunderts Hauptstadt und Sitz ihrer Dia genannten Könige. Zu dieser Zeit konvertierte der Dia Kossoi zum Islam. Gao wurde während der nächsten Jahre so reich, dass es die Könige von Mali von 1325 bis 1375 in ihr Reich integrierten. Es folgte ein unruhiges Jahrhundert. Ein Angriff auf Timbuktu, der zweitwichtigsten Stadt, die die Tuareg besetzt hielten, und die Unterwerfung der Fulani und Dogon beseitigte 1468 die unmittelbare Gefahr für das Reich, das nun zwar klein, aber wohlhabender Mittelpunkt des Goldhandels aus Ghana geworden war, und es zog nun auch viel arabische Gelehrte an, die sich in Timbuktu, Gao und Djenné niederließen. Im Osten reichte Songhai jetzt bis ins Gebiet der Hausa-Staaten, im Norden bis tief in die Wüste, wo zeitweise sogar die Salzminen Südmarokkos kontrolliert wurden. Doch kam das Land zunächst wegen Thronfolgestreitigkeiten nicht zur Ruhe, stabilisierte sich danach jedoch und prosperierte am Saharahandel, dessen ungestörte Abwicklung es mit seinen Truppen sicherte. 1591 unterlag es aber schließlich marokkanischen Truppen, die von ihrem nach Gold verlangenden Sultan Mulai Achmed al Mansur ausgesandt worden waren und deren Feuerwaffen die Songhai nichts Gleichwertiges entgegenzusetzen hatten, so dass das einstige Reich nun im Sultanat von Marokko aufging.

#### Westafrikanische Sahelzone und Nigerbecken
Reich von Ghana

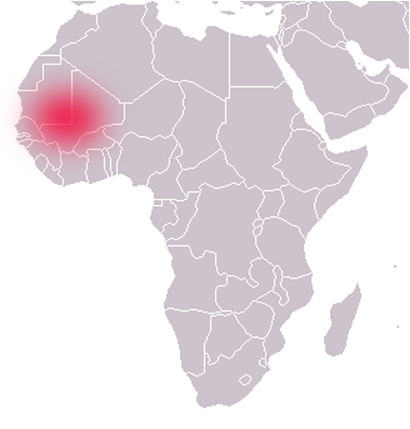
Die etwas diffuse Situation der Einflusszone des Ghana-Reichs.

Afrikanische Geographen beschrieben den ersten schwarzafrikanischen Staat, der genauer bekannt ist, bereits im 9. Jahrhundert. Er lag im Norden der zwei auseinanderlaufenden Bögen des Senegal und des Niger. Auch Ghana war ein Handelsstaat mit den aus den südlicheren Regenwaldgebieten und Savannen bezogenen Hauptexportprodukten Gold, Kupfer, Elfenbein und Sklaven, die quer durch die Wüsten nach Norden gehandelt wurden. Außerdem war es ein Zentrum des Salzhandels; die Salzbergwerke von Taoudenni etwa wurden von Sklaven ausgebeutet. Man nutzte vor allem Pferde für die Sklavenjagd. Der Staat war allerdings nicht straff geführt und war auch nicht dauerhaft genug, so dass der Begriff Reich hier nicht eigentlich passt. Von arabischen Autoren gibt es recht genaue Schilderungen der Handelsstädte wie Tegdaoust oder der mutmaßlichen Hauptstadt Koumbi Saleh im südlichen Mauretanien. Die Herrscher (Tunka) selbst waren weniger Könige als vielmehr kommerzielle Mittelsmänner, die durch die Kontrolle der Märkte reich wurden, nicht indem sie selbst handelten – das war Sache der Wüstennomaden – oder produzierten. Ghana erlangte sehr bald den Ruf eines schwarzen Eldorados. Seine Herrscher, die wie die Kaufleute damals häufig nach dem Kontakt mit dem Islam konvertiert waren, umgaben sich mit Luxusgütern und waren darin durchaus mit europäischen Herrschern jener Epoche vergleichbar. Im 9. bis 11. Jahrhundert erreichte Ghana seine größte Ausdehnung und den Gipfel von Reichtum und Macht, die auch durch ein großes stehendes Heer gesichert wurde, das für die Überwachung der Karawanenstraßen unerlässlich war. Im Norden allerdings hatte es dieselben Probleme wie die anderen Reiche später, denn Auseinandersetzungen mit den Nomadenvölkern, vor allem der Berber, die um die profitable Kontrolle der Karawanenstraßen geführt wurden, gab es ständig. Im 11. Jahrhundert kam es zu Unruhen, die mit der Islamisierung durch die fanatischen Almoraviden in Verbindung stehen, die mit ihren Heiligen Kriegen bis weit in den Süden vordrangen und nach und nach das letzte Gebiet der ethnischen Religionen, das Ghana noch war, zu islamisieren trachteten. Die dadurch verursachte Verunsicherung der Karawanenwege samt den Flüchtlingsströmen, die durch eine weitere Austrocknung des Sahel zwischen 900 und 1000 zusätzlich ausgelöst worden waren, brachten Ghana bald in große Schwierigkeiten und reduzierten es schließlich bis zur Bedeutungslosigkeit, zumal die Karawanen sich nun ihre Wege nach Gao, Timbuktu und Dschenne suchten. Schließlich wurde Ghana nach 1235 vom Reich Mali aufgesogen.

## Neuzeit

### Übersicht

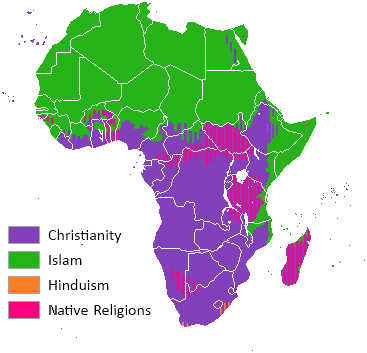
Neuzeitliche Verteilung des Islam in Afrika.

Die Neuzeit als historische Epoche sieht in Nordafrika sowohl inhaltlich wie strukturell ganz anders aus als die vergleichbare europäische Geschichtsepoche. Während deren Beginn dort durch Renaissance, Entdeckung Amerikas, Buchdruck, Reformation und die sie begleitenden philosophischen Strömungen wie den Humanismus gekennzeichnet ist und ihre entscheidenden Impulse aus ihnen erfährt, später mit Empirismus, Rationalismus und Aufklärung sowie der Französischen, Industriellen und Russischen Revolution wichtige Zäsuren und Impulse aufweist, die auch den modernen Naturwissenschaften den entscheidenden Schub gaben, findet sich in Nordafrika, aber auch den übrigen Teilen der islamischen Welt nichts dergleichen. Auffallend sind hier hingegen folgende Merkmale:
- Die kulturelle Erstarrung des Islam und der ihn tragenden staatlichen Strukturen bis hin zu den Zerfallserscheinungen des späten Osmanischen Reiches. Effektiv haben die islamischen Länder in der Neuzeit keine einzige bedeutende philosophische oder wissenschaftliche Theorie oder Erfindung hervorgebracht. Es gibt dort nichts, was etwa mit den Theorien von Kopernikus, Galilei, Newton und Kepler, von Leibniz, Darwin, Freud und Jung, Einstein, Planck, Marx und den Nationalökonomen vergleichbar wäre oder mit der Entwicklung der modernen Chemie, Biologie und Medizin. Dampfmaschine, Asepsis, Kunstdünger, Auto, Elektrizität, Flugzeug, Atomkraft, Transistor, Mikrochip, Computer, Weltraumfahrt, Gentechnik, Nanotechnik etc. wurden (und werden) nicht im islamischen Bereich erfunden oder entdeckt. Selbst der Fundamentalismus ist eine christliche Erfindung Nordamerikas, und die Waffen der Terroristen oder der Taliban sind ausschließlich Erfindungen und Produkte des Westens.[36]
- Die Wehrlosigkeit, ja das Desinteresse, mit dem man der europäischen Eroberungs- und Kolonialisierungsdynamik begegnete, sich ihr mitunter regelrecht unterwarf wie das Beispiel Ägyptens und des Suezkanals aber auch etwa Marokkos zeigt, als es sich den Drohgebärden der amerikanischen Kanonenbooten vor der Küste ergab.
- Zuletzt die angesichts der einstigen kulturellen Überlegenheit im Mittelalter heute erstaunlich wehleidige Nabelschau der islamischen Länder, die sich oft mit einer verhängnisvollen Rückwärtsgewandtheit paart und die nach Enzensberger zu den Hauptantriebskräften der „radikalen Verlierer“ gehört, aus denen sich die Selbstmordattentäter rekrutieren.[37]
- Dass diese Haltung gleichzeitig durchaus berechtigt auch Aggressionen hervorruft angesichts der daraus entstanden enormen Benachteiligung nicht nur der islamischen Welt, sondern der Dritten Welt insgesamt, darauf haben zahlreiche Autoren hingewiesen, am stärksten zuletzt bei aller Kritik an einzelnen seiner Argumente der ehemalige Schweizer Nationalrat und Sonderberichterstatter der Vereinten Nationen Jean Ziegler.[38]

### Die Osmanen

Osmanisches Reich in seiner größten Ausdehnung 1683.

Das Osmanische Reich war das bedeutendste und langlebigste aller drei in den islamischen Zentralländern entstandenen Imperien des 16. und 17. Jahrhunderts (die anderen beiden sind die Moguln in Indien und die Safawiden im Iran gewesen). Auf dem Höhepunkt ihrer Macht beherrschten die Osmanen (nach ihrem Gründer Uthman, daher im englischen Sprachraum Ottoman Empire), ein ursprünglich unbedeutendes Turkvolk aus dem Kreise der sog. Rum-Seldschuken (Rum zu Rom), das in Anatolien einen kleineren Staat gegründet hatte, ein Gebiet, das ähnlich groß war wie das des Byzantinischen Reiches während seiner größten Ausdehnung und das den Balkan, Kleinasien, Griechenland und weite Teile Nordafrikas umfasste. Tatsächlich sahen sich die osmanischen Sultane auch als Nachfolger der byzantinischen Kaiser, so wie diese sich als Nachfolger Roms gesehen hatten, obwohl sie nur über den östlichen Teil des einstigen Römischen Reiches herrschten, dessen westlicher Teil längst gegen Ende des fünften Jahrhunderts in den Germanenstürmen untergegangen war, so dass Rom mit seinen Einwohnern nur noch dem Papst als jetzt bedeutungslose Residenz von der Größe einer Mittel-, ja schließlich Kleinstadt diente, während die politische Macht längst in Ravenna saß. Die Ausstrahlung dieses Großreiches war gewaltig, seine Expansionsgelüste und seinen Herrschaftsdrang waren es nicht minder, und zweimal haben die Osmanen sogar Wien bedroht. Ihr Zentrum in Konstantinopel war die Hohe Pforte, ihr bedeutendster und mächtigster Herrscher hieß nicht umsonst Suleiman der Prächtige (er gab etwa der Altstadt von Jerusalem weitgehend ihre heutige Gestalt). Die Macht der Osmanen ruhte auf zwei Pfeilern:
- einer effektiven, allerdings zur Aufblähung neigenden Verwaltung auf der Grundlage des sog. Militär-Patronats-Systems mit dem Sultan als absolutem Herrscher. Die kleine Gruppe der herrschenden Militärs war der Masse der übrigen Bevölkerung, die die Reichtümer für ihren Unterhalt erwirtschafteten, strikt übergeordnet, wobei selbst diese Klasse gegenüber dem Sultan nur den Status von Sklaven hatte.[40]
- und einer gewaltigen Militärmaschine, die allerdings ebenfalls vor allem dadurch, dass sie mit der Verwaltungsstruktur eng verbunden und auf ständige Expansion ausgerichtet war, von Historikern mit als Grund für den späteren Niedergang angesehen wird.[41]

Nach der ersten Eroberung des mamlukischen Ägypten durch das Osmanische Reich 1517 geriet denn alsbald auch Nordafrika unter osmanischen Einfluss. In den Provinzen Tripolitanien, Tunis und Algerien wurden türkische Paschas eingesetzt. Marokko hingegen kam nie unter türkisch-osmanische Oberhoheit, sondern begann eine expansive Politik Richtung Süden, in den Raum des Nigergebietes. Im Laufe des 17. und 18. Jahrhunderts wurde die Oberhoheit der osmanischen Sultane über den Maghreb allerdings immer mehr nominell, nicht überraschend, denn seit Jahrhunderten hatten die Sultane ihre Autorität an der sogenannten Barbareskenküste an die Gouverneure Tripolitaniens, Tunesiens und Algeriens delegiert, wobei diese Paschas, Beys und Deys zudem nur wenig mehr als einen schmalen Küstenstreifen kontrollierten. In der Provinz Tripolitanien etablierte sich Anfang des 18. Jahrhunderts die ursprünglich griechische Familie der Qaramanli, die dort mehr oder weniger souverän die Staatsgewalt ausübte. Auch die Husainiden, die ab 1705 in Tunesien herrschten, waren ursprünglich griechischer Herkunft. In Algerien wurde der letzte osmanische Statthalter durch das „Piratenparlament“ abgesetzt und eine Wahlmonarchie etabliert, die 1711 offiziell aus dem Osmanischen Reich ausschied. Durch die verstärkte Flottenpräsenz europäischer Mächte waren die nordafrikanischen Staaten, die von den Europäern „Barbareskenstaaten“ genannt wurden, gezwungen die Piraterie nach und nach aufzugeben. Marokko suchte im Laufe des 18. Jahrhunderts Kontakt mit dem französischen Hof. Man erhoffte sich durch europäische Experten eine Modernisierung von Staat und Armee. 1774 ließ Marokko alle christlichen Sklaven frei. Ob Mozarts Oper „Die Entführung aus dem Serail“ und Lessings „Nathan der Weise“, die beide kurz danach entstanden und hochherzige muslimische Herrscher im Zentrum des Geschehens zeigen, davon beeinflusst wurden, ist eine offene Frage.
- Siehe auch: Amerikanisch-Tripolitanischer Krieg und Zweiter Barbareskenkrieg

### Europäische Expansion im Kolonialismus

#### Übersicht und wichtige Daten
| Historische Fixmarken des europäischen Kolonialismus in Afrika 1800–1918 - 1798/99: Napoleon Bonaparte überfällt Ägypten (Ägyptische Expedition bis 1801). - 1803: US-Flotte greift den Piratenhafen Tripolis an (Amerikanisch-Tripolitanischer Krieg). - 1805: Ägypten sichert sich durch Mehmed Ali Pascha Selbständigkeit von Konstantinopel. - 1811: Ausschaltung der Mamluken in Ägypten. - 1815: Amerikanische Kanonenboote beenden in Algier die Piraterie und erzwingen Tributzahlungen (Zweiter Barbareskenkrieg). - 1830: Beginn der Besetzung Algeriens durch Frankreich. - 1833: Abschaffung der Sklaverei im Britischen Weltreich. - 1835: Das Osmanische Reich stellt die Herrschaft über Tripolitanien wieder her. - 1847: Der algerische Freiheitskämpfer Abd el-Kader wird nach Frankreich ausgeliefert und interniert. - 1848: Gründung des Massina-Reiches auf dem Gebiet von Mali. - 1868: Die Briten beenden in einer Militärexpedition nach Äthiopien die Herrschaft Kaiser Towodros II. - 1869: Eröffnung des Suezkanals. - 1871: In Algerien Bauernaufstand gegen die Franzosen. Militär schlägt ihn nieder. - 1876: Frankreich und Großbritannien übernehmen die Schuldenverwaltung für Ägypten. - 1879: Die Herrschaft des Sultans in Libyen erstreckt sich nun bis tief in den Fessan, das Tibesti und damit die Sahara. - 1881: Frankreich errichtet ein Protektorat in Tunesien, keine Gegenwehr. – Aufstand in Algerien (Massaker) – Mahdi-Aufstand im Sudan – Frankreich erobert Französisch-Sudan (heute Mali). - 1882: Großbritannien besetzt Ägypten. – Frankreich besetzt die algerischen Gebiete der Mozabiten und richtet ein Blutbad an. - 1883: Tunesien wird französisches Protektorat. - 1884/85: Berliner Kongokonferenz über die Aufteilung Afrikas. - 1885: Khartoum ergibt sich dem Mahdi. General Gordon (gen. Gordon Pascha) wird getötet. - 1890: Brüsseler Konvention verbietet Export europäischer Waffen nach Afrika. - 1891: Deutsch-Ostafrika. - 1896: Beginn der britischen Rückeroberung des Sudan. - 1896: Niederlage der Italiener in der Schlacht von Adua (Nordäthiopien) gegen die Truppen von Kaiser Menelik II. - 1897: Frankreich annektiert das Massina-Reich. - 1898: Faschoda-Krise. Britische und französische Truppen stehen sich am Weißen Nil gegenüber. - 1898: Schlacht von Omdurman (Sudan). Niederschlagung des Mahdi-Aufstandes. - 1899: Aufstand der Senussi im Tschad und in Mali wird von Franzosen niedergeschlagen. Massenmorde. - 1900: Der Tschad wird unter Großbritannien, Frankreich und Deutschland aufgeteilt. - 1905: Erste Marokkokrise. - 1907: Frankreich besetzt danach Casablanca. - 1911: Zweite Marokkokrise. Sogenannter Panthersprung nach Agadir der Deutschen. - 1911: Italien annektiert Tripolis und die Kyrenaika. - 1912: Marokko wird französisches Protektorat. - 1914: Das bisher osmanische Ägypten wird britisches Protektorat. - 1914: Beginn des Ersten Weltkrieges, an dessen Ende Deutschland alle Kolonien verliert, die zu Völkerbund-Mandaten werden. - 1918 Tripolitanische Republik. |

Übersicht
In der frühen Neuzeit kam der Großteil Nordafrikas mit Ausnahme von Marokko und dem Innern der Sahara unter die lockere Kontrolle des Osmanischen Reichs. Allerdings zeigten auch die europäischen Mächte schon relativ früh Interesse an Afrika und unterhielten an den Küsten Handelsstützpunkte. Als das Osmanische Reich allerdings immer schwächer wurde, die modernen europäischen Staaten hingegen vor dem Hintergrund der Industrialisierung (Industrielle Revolution) immer stärker, wurden seine afrikanischen Herrschaftsbereiche nach und nach im 19. und 20. Jahrhundert von Frankreich, Belgien, Großbritannien, Spanien, Portugal, Deutschland und Italien okkupiert. Nur sehr wenige Gebiete wie Äthiopien, Liberia und Nyassaland waren davon nicht betroffen. Teile Äthiopiens und Somalias kamen allerdings dann kurzzeitig im 20. Jahrhundert während der faschistischen Epoche von Benito Mussolinis Italien, der so das alte römische Reich wiederherstellen wollte, unter italienische Herrschaft. Die Hauptmotive der Kolonialisierung waren zunächst aber vor allem wirtschaftlicher Natur, die Herrschaft über die Rohstoffquellen (Gold, Gewürze, Exotika) und Handelswege vor allem, die Erschließung neuere Absatzmärkte, dazu zunächst vor dem Hintergrund eines christlich rassistischen Menschenbildes auch Sklaven, insbesondere für die Versorgung der amerikanischen Südstaaten mit Arbeitskräften. Direkt europäisch beherrscht wurden in Afrika bis 1880 aber nur relativ wenige Gebiete. Dann dauerte es allerdings nur noch drei Jahrzehnte, bis Afrika komplett erobert und aufgeteilt war, und 1913 waren von den insgesamt 40 politischen Regionen dort 36 unter europäischer Herrschaft. Dabei zogen die Kolonialmächte eine regelrechte Blutspur über Nordafrika, hier vor allem Frankreich. Hauptmotiv für die geradezu explosionsartige Ausbreitung des Kolonialismus war nicht zuletzt die steigende, immer nationalistischer gefärbte Konkurrenz der europäischen Länder, die immer wieder auch in Afrika zu direkten Konfrontationen Anlass gab und letztlich auch mit zum Ausbruch des Ersten Weltkrieges führte. Der damalige Reichskanzler Otto von Bismarck stand dem Erwerb von Kolonien daher skeptisch gegenüber, da er im Zusammenhang mit Kolonialerwerb nur geringe wirtschaftliche Vorteile, jedoch erhebliche politische Störungen erwartete.

#### Einzelne Länder: Maghreb, Ägypten, Sudan
Algerien
Der Beginn der direkten europäischen Festsetzung in Nordafrika lässt sich auf das Jahr 1830 festlegen. Die sogenannte „Bacri-Busnach-Affaire“, in deren Verlauf der französische Geschäftsträger beim Dey von Algier angeblich geschlagen worden war, lieferte Karl X. den Vorwand, Algier zu besetzen. Ob der Grund vor allem darin lag, bessere Handelsbedingungen für Frankreich zu erreichen und inwieweit er dadurch – ein probates Mittel in der Politik überhaupt – von innenpolitischen Schwierigkeiten ablenken wollte, ist strittig. Dieser Schritt war in Frankreich allerdings lange Zeit sehr unpopulär. Die Franzosen blieben zunächst auch nur auf die Küstenplätze beschränkt. Im Landesinneren Algeriens erklärte sich Abd el-Kader als Emir für unabhängig. Erst 1840 ging König Louis Philippe daran, das Land vollständig zu erobern. Die Kolonisierung Algeriens durch französische Siedler war ebenfalls keineswegs von Anfang an geplant, und die ersten „colons“ bis 1871 kamen größtenteils als Verbannte der jeweiligen französischen Regimes. Nach 1871 siedelten jedoch viele Franzosen aus dem ans Deutsche Reich 1871 zwangsweise abgetretene Elsass nach Algerien über. Eine weitere Einwanderungswelle nach Algerien und generell in den Maghreb fand in den 1880er Jahren statt, als eine Reblausinvasion große Teile der französischen, aber auch der italienischen und spanischen Weinproduktion ruinierte. Napoleon III. schwebte eine französisch-algerische Personalunion vor. Diese Vision wurde allerdings nicht in die Tat umgesetzt, stattdessen wurde 1848 Algerien mit seinen Departements Algier, Constantine und Oran zum Teil des französischen Mutterlandes erklärt. In den 1860er Jahren bekamen alle Bewohner Algeriens die französische Staatsbürgerschaft, und die auf Stammeseinheiten und Clans beruhenden Sozialstrukturen der Stämme wurden abgeschafft. Die Muslime sollten von nun an unter dem modernen europäischen Recht des Code civil leben und ihren jahrhundertealten Traditionen abschwören. Diese Maßnahme war mit einer breiten Enteignungswelle verbunden. Prompt brach 1871 in Algerien ein landesweiter Aufstand aus, der von der französischen Fremdenlegion niedergeschlagen wurde. Überdies wurde, wie später in allen übrigen französischen Kolonien, 1881 noch der diskriminierende Code de l’indigénat eingeführt, der die einheimische Bevölkerung unter eine „besondere Gerichtsbarkeit“ stellte, so dass sie in einem permanenten Ausnahmezustand lebte. Der Code war bis 1946 gültig, wurde aber für die Algerier erst 1962 mit dem Ende des Algerienkrieges außer Kraft gesetzt.

Der Aufstand von 1871 war die letzte größere Erhebung der algerischen Bevölkerung bis 1954. Viele entwurzelte Algerier verließen danach die ländlichen Gebiete, wo die fruchtbarsten Böden jetzt den französischen Großgrundbesitzern gehörten und wanderten in die Städte ab, wo sie sich als Tagelöhner und Hafenarbeiter durchschlugen und mit der Zeit ein Proletariat bildeten. S. auch Pied-noir.
Ägypten und Tunesien
Beide Länder kamen im Laufe der 1880er Jahre unter europäische Kontrolle. Ägypten, das seit Anfang des 19. Jahrhunderts unter Muhammad Ali und seinen Nachfolger faktisch unabhängig vom Osmanischen Reich regiert wurde, kam seit dem Bau des Suezkanals mehr und mehr in finanzpolitische Zwangslagen und wurde durch innere Unruhen erschüttert. Als Reaktion auf Unruhen der Urabi-Bewegung besetzte Großbritannien um „Sicherheit und Ordnung“ wiederherzustellen 1882 Ägypten.

Tunesien wurde, nachdem am Berliner Kongress 1878 die Einflusssphären der Mächte in Südosteuropa und im Mittelmeerbecken abgesteckt wurden, 1881 zum französischen Protektorat.
Sudan
Im frühen 19. Jahrhundert begannen die Khediven, die osmanischen Vizekönige von Ägypten, den Sudan zu erobern. 1820 wurde die heutige Hauptstadt Khartum von ihnen als Militärlager gegründet. 1821 wurde das Sultanat von Sannar von türkisch-ägyptischen Truppen erobert. Nach den Konvulsionen des Mahdi-Aufstandes 1898/99 mit der endgültigen Niederschlagung der Mahdisten durch Horatio Herbert Kitchener sowie nach Auseinandersetzungen mit Frankreich (Faschoda-Krise, Omdurman) kam der Sudan dann endgültig unter britische Herrschaft und wurde mit Ägypten zu einem anglo-ägyptischen Kondominium zusammengelegt.
Marokko
Marokko geriet im Laufe des 19. Jahrhunderts immer mehr unter den Druck Frankreichs, Großbritanniens und Spaniens. Unterstützung der algerischen Aufständischen gegen die Franzosen und ein Krieg mit Spanien 1860 hatten das Land an den Rand des wirtschaftlichen Ruins gebracht. Schließlich war das Land gezwungen, seine Zolleinnahmen zu verpfänden. Anfang des 20. Jahrhunderts wurde Marokko zum Objekt der Zwistigkeiten zwischen Deutschland und Frankreich, was die Dauer seiner bisherigen Unabhängigkeit jedoch nur um wenige Jahre verlängerte. 1905 besuchte Kaiser Wilhelm II. Tanger, um den deutschen Anspruch zu bekräftigen, auch in Nordafrika mitzureden. Deutschland konnte den französischen Machtzuwachs in Marokko aber nur für ein paar Jahre aufschieben. 1911 besetzte Frankreich trotz deutscher Drohgebärden Fès und erklärte 1912 Marokko zum Protektorat, wobei Spanien der Rif zugesprochen wurde.
Libyen (Tripolitanien)
Tripolitanien, das spätere Libyen (die Bezeichnung Libyen für das gesamte heutige Staatsgebiet stammt erst von den Italienern), geriet wie alle anderen Staaten Nordafrikas wegen der staatlich sanktionierten Piraterie in Konflikt mit europäischen Staaten und den USA. 1830 verbot Tripolitanien schließlich die Piraterie, was zu einem Krieg innerhalb der herrschenden Familie der Qaramanli führte, in den das Osmanische Reich eingriff. Die Provinz, die einzige, die je zum Osmanischen Reich zurückkehrte, konnte allerdings erst 1858 „pazifiziert“ werden. Im Landesinneren entwickelte sich die Senussi-Bruderschaft, die sich gegen die europäische Einflussnahme wehrte. 1911–1912 besetzte Italien das Land und traf nur auf geringen osmanischen, dafür aber in den folgenden Jahren auf umso heftigeren einheimischen Widerstand.

#### Die Sahelstaaten: Tschad, Mali, Niger, Mauretanien, Westsahara
Tschad

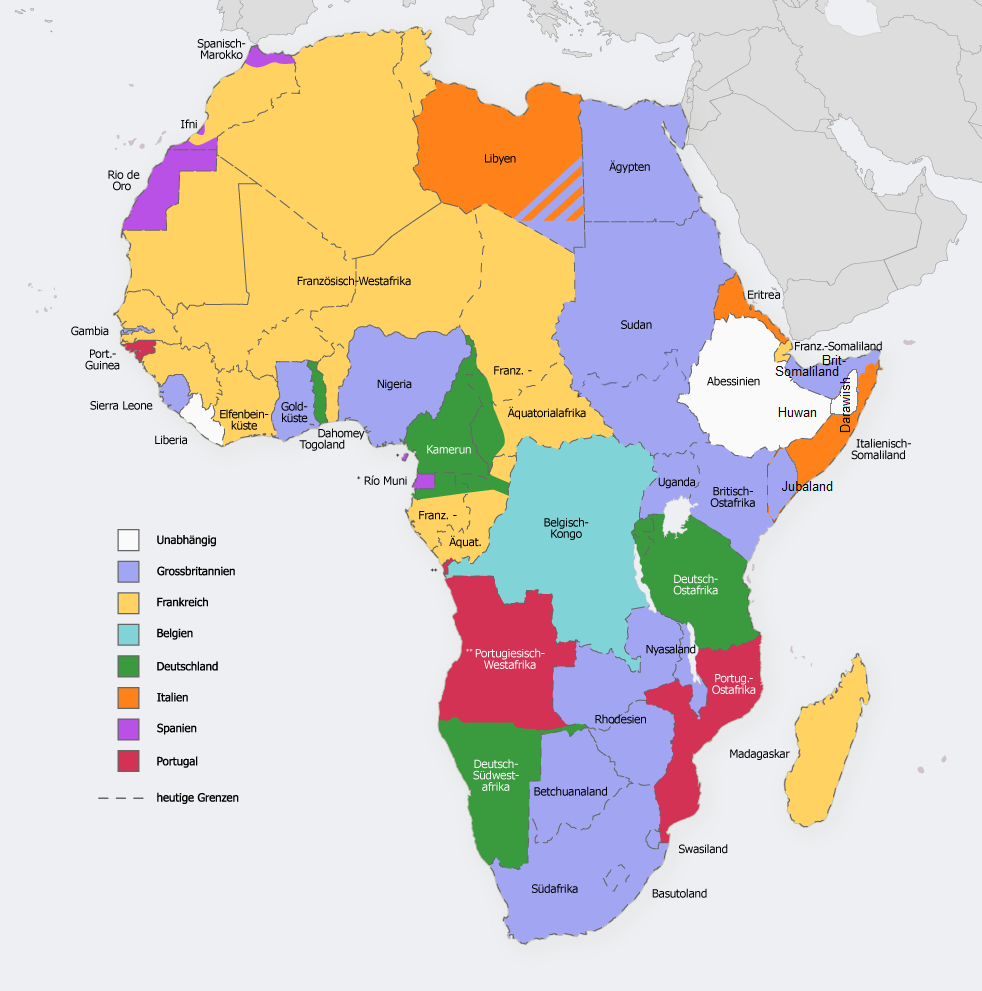
Kolonialstatus Afrikas um 1913.

1900 errichtete Frankreich nach schweren militärischen Auseinandersetzungen mit lokalen Kräften das Militärterritorium der Länder und Protektorate des Tschad. 1908 ging dieses im Verwaltungsgebiet Französisch-Äquatorialafrika mit der Kolonie Tschad auf. 1911 wurde die Kolonie durch den deutsch-französischen Marokko-Kongo-Vertrag rechtlich und politisch mit Hilfe von Gebietsabtretungen (Neukamerun) gegen Deutschland abgesichert. Zwischen den Weltkriegen erhielt die Kolonie Tschad dann ihre heutigen Grenzen.
Mali
1883 drangen französische Kolonialtruppen auf das Gebiet des heutigen Mali bis tief ins Landesinnere vor und unterwarfen 1894 Timbuktu. 1904 gliederte Frankreich es der Kolonie Französisch-Sudan an und unterwarf es strikt den eigenen, auf landwirtschaftliche Produktion ausgerichteten Interessen. Bereits 1893 setzte Frankreich einen zivilen Gouverneur ein. Der Widerstand gegen die Besetzung endete aber erst etwa 1898. Mali war danach bis zur Unabhängigkeit Teil von Französisch-Westafrika.
Niger
Das wegen seiner zentralen Wüstenlage ökonomisch nicht allzu interessante Gebiet des Niger stand verschiedentlich unter dem Einfluss benachbarter schwarzafrikanischer Staaten wie dem Mali- und Songhaireich, Kanem-Bornu und von Hausastaaten. Zuletzt hatte dort ein Fulani-Scheich 1804 den Heiligen Krieg gegen die Hausa erklärt und das Reich Sokoto errichtet. Ab 1904 war die Nigerkolonie Bestandteil Französisch-Westafrikas.
Mauretanien
Wegen seiner geographischen Situation als fast reines Wüstenland ohne gute Häfen zeigte bis Ende des 19. Jahrhunderts kaum ein europäisches Land Interesse an Mauretanien. An der Wende zum 20. Jahrhundert begannen die Franzosen von Süden her mit seiner Unterwerfung, da es vor allem strategische Bedeutung als Bindeglied zwischen west- und nordafrikanischen Besitzungen hatte. 1904 wurde das Gebiet französisches Territorium im Rahmen Französisch-Westafrikas (AOF), 1920 französische Kolonie.
Westsahara
1884 errichteten die Spanier auf der Halbinsel des Rio de Oro einen Stützpunkt. Auf der Kongokonferenz 1884–1885 in Berlin erhielt Spanien die Westsahara. Der Widerstand gegen die französischen und spanischen Kolonialarmeen in Nordwestafrika flammte aber auch hier ständig auf. Nach jahrzehntelangem Widerstand der Sahrauis wurde das Gebiet der Westsahara schließlich durch spanische Truppen okkupiert. Seither tobten dort Aufstände, erst gegen die Spanier, dann gegen Marokko, das ebenfalls versucht, das Gebiet zu besetzen. Dieser Konflikt dauert bis heute an. Die Befreiungsfront Frente Polisario ist dabei der Hauptakteur.

### Widerstand und Entkolonialisierung im 20. Jahrhundert
| Historische Fixmarken der Entkolonialisierung in Afrika 1918–1970 - 1919–1922: Rebellion in Ägypten. Höhepunkt der Unabhängigkeitsbewegung. - 1921–1926: Rif-Republik in Nordmarokko. - 1922–1923: Proklamation des Königreichs Ägypten. Unabhängigkeit. - 1926: Unabhängigkeitsbewegung Étoile Nord Africaine von Messali Hadj in Algerien gegründet. - 1928: Muslimbruderschaft in Ägypten gegründet. - 1931: Gesetzliche Trennung zwischen Berbern und Arabern durch französische Kolonialbehörden. - 1931: In Libyen unterliegt der Widerstand gegen das italienische Militär. - 1934: In Marokko beginnt die Nationalbewegung. - 1936/37: Eingeschränkte Souveränität Ägyptens. - 1945: Arabische Liga gegründet. - 1947–1957: „Liberale Dekade“ der arabischen Welt. - 1951: Königreich Libyen gegründet. - 1952/53: Nationalistischer Putsch in Ägypten durch die Generäle Mohamed Nagib und Gamal Abdel Nasser. Republik wird ausgerufen. Beide werden nacheinander Präsident. Nassers sozialistisches Regime unterhält enge wirtschaftliche und militärische Beziehungen zur Sowjetunion. - 1954–1962: Algerien-Krieg. - 1956: Suezkrise. 2. Nahostkrieg. - 1958–1964: Autoritäre Herrschaft im Sudan. - 1960–1971: Bau des Assuan-Staudamms mit sowjetischer Hilfe in Ägypten.–Unabhängigkeit der meisten islamischen Länder der Südsahara und des Sahel. - 1962: Islamische Weltliga gegründet. - 1967: 3. Nahostkrieg (Sechstagekrieg). - 1969: Putsch durch Muammar al-Gaddafi in Libyen. Libyen wird ein basisdemokratischer Staat auf der Grundlage des Islam. - 1970: Organisation der Islamischen Konferenz gegründet. |

#### Erste Jahrhunderthälfte: Der Erste und Zweite Weltkrieg
Nach dem bis heute rätselhaften Eintritt des ohnehin moribunden, von inneren Konflikten und äußeren Bedrohungen geschwächten Osmanischen Reiches – man nannte das osmanische Sultanat den „kranken Mann Europas“ – auf Seiten der Mittelmächte in den Ersten Weltkrieg im Herbst 1914 annektierte Großbritannien sowohl Zypern als auch Ägypten. Damit waren sämtliche theoretischen Souveränitätsansprüche Konstantinopels auf diese Territorien schon rein machtpolitisch endgültig bedeutungslos geworden, und die gesamte nordafrikanische Mittelmeerküste vom Suezkanal bis zur Straße von Gibraltar stand nun unter europäischer, vor allem britischer und französischer Herrschaft.
Die vom Krieg nicht direkt betroffenen Staaten der Südzone Sudan, Tschad, Mali, Niger und Mauretanien blieben unterdessen während der beiden Kriege in ihrem kolonialen Status und waren lediglich als Lieferanten von Rohstoffen und Agrarprodukten nützlich (zum Beispiel Baumwolle aus dem Sudan), soweit es die unsicheren Seewege erlaubten. Hie und da entwickelten sich Widerstandsbewegungen, und es gab wie in Mauretanien und der Westsahara lokale Aufstände, doch waren diese Länder aufgrund der Willkürlichkeit ihrer kolonialen Grenzziehungen und multisprachlichen wie multiethnischen, ja sogar multireligiösen Zusammensetzung praktisch nie nationale Einheiten mit einem Nationalbewusstsein und wurden so nach ihrer Selbständigkeit sowohl Opfer von Bürgerkriegen wie im Sudan und/oder leichte Beute von autoritären Regimes mit meist militärischem Hintergrund.
1921 kam es mit der Ausrufung der Rifrepublik im Norden Marokkos unter Abd al-Karim zu einer ersten bewaffneten Unabhängigkeitsbewegung. Dieser Staat bestand über fünf Jahre, bevor er 1926 von französischen und spanischen Truppen besiegt wurde.
1922 wurde Ägypten von Großbritannien in die Unabhängigkeit entlassen.
In der Zwischenkriegszeit entstanden in allen Ländern Nordafrikas, vor allem in Tunesien und Algerien, nationalistische Gruppierungen, deren Wirkung jedoch durch den Ausbruch des Zweiten Weltkrieges zunächst stark gebremst wurde.

Zwischen 1940 und 1943 wurden Tunesien und die damalige italienische Kolonie Libyen im Afrikafeldzug zu einer Nebenfront des Zweiten Weltkrieges. Der französische Teil Nordafrikas gehörte zum von den Nazis geduldeten und kontrollierten Vichy-Regime, das bis 1944 den nicht-besetzten Teil Frankreichs regierte und von Marschall Pétain geführt wurde.

Der westliche Teil Nordafrikas wiederum wurde zu einem Aufmarschgebiet der Alliierten, die im November 1942 an der marokkanischen und algerischen Küste landeten (Operation Torch).

1922 wurde Ägypten unter Fu'ād I. ein schon weitgehend selbständiges Königreich und erhielt nach dessen Tod 1936 die Souveränität. Ägypten, Tunesien und Libyen waren im Zweiten Weltkrieg Hauptkampfgebiete der deutschen und italienischen Armeen unter Erwin Rommel und den Briten unter Bernard Montgomery (El-Alamein, Tobruk, Bengasi, Tunis, Bizerte). Die Deutschen kapitulierten im Mai 1943 in Tunis. Britische Truppen blieben allerdings bis 1946 im Land.

#### Die zweite Jahrhunderthälfte: Entkolonialisierung
Die meisten nördlichen wie südlichen Staaten Nordafrikas wurden in den Jahren nach dem Zweiten Weltkrieg „in die Unabhängigkeit entlassen“: 1951 Libyen, 1956 Sudan, Marokko, Tunesien, 1960 (sogenanntes „Afrikanisches Jahr“) Mauretanien, Mali, Niger, Tschad, 1962 Algerien.
Der Maghreb und Ägypten
Die ersten beiden Jahrzehnte nach dem Zweiten Weltkrieg standen in Nordafrika im Zeichen der Befreiungsfronten, der Entkolonialisierung und Zurückdrängung des europäischen Einflusses sowie der Suche nach nationalen Identitäten, was in den klassischen Staaten des Maghreb und in Ägypten mit ihren relativ einheitlichen Traditionen wesentlich einfacher gewesen ist als in den ethnisch heterogenen und als rein kolonialen Macht- und Einflussregionen entstandenen Staaten südlich davon. Dennoch oder auch deshalb verlief diese Entwicklung hier zum Teil gewalttätig.

Bereits 1945 kam es zu einer Aufstandsbewegung in Algerien, die vom französischen Militär mit aller Härte niedergeschlagen wurde.

Italien verzichtete 1947 auf seine Besitzungen in Libyen, das zu einem unabhängigen Königreich unter Idris I., dem religiösen Oberhaupt des Senussi-Ordens, wurde.

In Ägypten putschten General Muhammad Nagib und Oberst Gamal Abdel Nasser 1951 gegen den ägyptischen König Faruq. Zwei Jahre später wurde die Republik Ägypten ausgerufen. Nasser, zunächst Innenminister, bald darauf nach der Entmachtung Nagibs selbst Staatspräsident, vertrat nun vehement den Panarabismus und versuchte die Armut in seinem Land zu bekämpfen. Sein Bestreben, den Suezkanal zu verstaatlichen, führte 1956 zur Suezkrise, in deren Verlauf Ägypten von Großbritannien, Frankreich und Israel angegriffen wurde und erst der Druck des amerikanischen Präsidenten Dwight D. Eisenhower zur Einstellung der Kampfhandlungen und zum Rückzug führte.

1956 erlangten Tunesien unter Führung von Habib Bourguiba und Marokko unter König Mohammed V. ihre staatliche Unabhängigkeit. Sofort begann Marokko, Ansprüche auf Mauretanien und die Westsahara zu erheben.
In Algerien verweigerte Frankreich unterdessen hartnäckig den Rückzug. Dass es deswegen zu bewaffneten Auseinandersetzungen kommen würde, war früh klar. Auf Seiten der Algerier wurde die französische Niederlage in Indochina im Frühjahr 1954 jedoch zum Schlüsselerlebnis, da sie zeigte, dass Frankreich von Aufständischen (den Việt Minh) durchaus besiegt werden konnte. Im Herbst des gleichen Jahres brach daher der Algerienkrieg aus, der auf beiden Seiten mit äußerster Härte geführt wurde. Die Front de Libération Nationale, die algerische Befreiungsbewegung, hatte 30.000 Kämpfer unter Waffen und versuchte die Kolonialmacht mit den Mitteln des Guerillakrieges auf im Land und Terroranschlägen in den Städten in die Knie zu zwingen. Die Franzosen setzten hingegen in der  Französischen Doktrin auf Mittel des Staatsterrorismus wie Folter und Verschwindenlassen von Menschen. Militärhistoriker sprechen daher von einem der ersten Fälle einer sogenannten „Asymmetrischen Kriegführung“. Zunehmende Spannungen innerhalb Frankreichs, massive Kritik an der Art der so gar nicht den französischen Idealen der Menschenrechte folgenden Kriegsführung und eine große Sympathiewelle in der ganzen Welt für die algerischen Kämpfer führten schließlich zu einer Wende. Viele Gefallene und der massive Wertverlust des Franc trugen ein Übriges dazu bei, dass sich die öffentliche Meinung in Frankreich änderte. Der aus dem Ruhestand zu Hilfe gerufene Charles de Gaulle beendete schließlich die Staatskrise, in welche Frankreich mittlerweile geraten war, indem er seinem Land 1958 eine neue Verfassung gab, die der V. Republik, und er leitete 1962 gegen den erbitterten Widerstand von Teilen des französischen Militärs, die sich in Algerien zu der terroristischen Geheimorganisation OAS zusammenschlossen, sowie der sog. Pied-noirs Friedensgespräche ein.

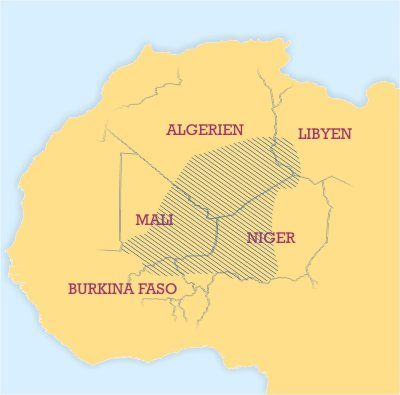
Das Gebiet der Tuareg verteilt sich auf mehrere Staaten.

Algerien ist allerdings bis heute eine der größten Unruhezonen des Maghreb, wo nicht nur die Tuareg sich gegen ihre staatlich verordnete Sesshaftigkeit und nationale Einschränkung auf ein Staatsgebiet wehren, sondern auch die salafistische Spielart des fundamentalistischen Islam aktiv ist und immer wieder durch Entführungen auf sich aufmerksam macht.
Sudan und die Sahelstaaten
Die vom Krieg nicht direkt betroffenen Staaten der Südzone Sudan, Tschad, Mali, Niger und Mauretanien waren unterdessen während der beiden Kriege in ihrem kolonialen Status geblieben. Hie und da entwickelten sich Widerstandsbewegungen, doch waren diese Länder aufgrund der Willkürlichkeit ihrer kolonialen Grenzziehungen und multisprachlichen wie multiethnischen, ja sogar multireligiösen (vor allem im Sudan und im Tschad) Zusammensetzung praktisch nie nationale Einheiten und wurden so nach ihrer Selbständigkeit sowohl Opfer von Bürgerkriegen wie im Sudan und/oder leichte Beute von autoritären Regimes mit meist militärischem Hintergrund. Auch die nomadisierende Lebensweise vieler dortiger Völker war im Verein mit ihrer oft kriegerischen Mentalität, etwa bei den Tuareg, ein massiver Hinderungsgrund bei der Gewinnung einer nationalen Identität. Hinzu sind in den letzten Jahrzehnten vor allem islamistische fundamentalistische Bewegungen gekommen, die den Islam zur Staatsreligion erklären und Koran und Scharia zum Grundgesetz.

### 20. und 21. Jahrhundert: Im Zentrum der Weltpolitik
| Historische Fixmarken: Panarabismus, Nationalismus, Sozialismus, Nahostkonflikt, Islamismus und Terrorismus in Nordafrika 1970–2010 - 1969–1985: Militärherrschaft im Sudan. - 1972: Beginn der wirtschaftlichen Öffnung in Ägypten. - 1973: 4. Nahostkrieg (Jom-Kippur-Krieg). - 1976: Spanien entlässt die Westsahara in die Unabhängigkeit. Marokkanisch-mauretanischer Vertrag über die Aufteilung der Westsahara. – Libyen besetzt den Aouzou-Streifen im Nord-Tschad wegen potentieller Uran-Vorkommen. 1994 erhält der Tschad nach längeren kriegerischen Auseinandersetzungen das Gebiet zugesprochen. - 1978/79: Israelisch-ägyptische Friedensverhandlungen (Camp-David-Abkommen). - 1979–1991: Höhepunkt der islamischen Parteien. - 1980er und 1990er Jahre: Libyen unterstützt mit seinen Erdöleinnahmen den internationalen Terrorismus und droht mit dem Bau einer Atombombe. - 1981: Ägyptischer Präsident Anwar as-Sadat ermordet. - 1982ff: Für mehrere Jahre befindet sich das PLO-Hauptquartier im Exil in Tunis. - 1983–1985: Islamisierung des Sudan, Sturz von Präsident Dschafar an-Numairi. - 1983–2005: Ununterbrochen Bürgerkrieg im Sudan als Konflikt zwischen Nord- und Südsudan. - 1984–1988: Unruhen in Nordafrika wegen staatlicher Sparbemühungen. – Libyen startet mit dem Great-Man-Made-River-Projekt das bisher größte Süßwasserprojekt der Welt. - 1986: US-Luftwaffe bombardiert in einer Strafaktion Tripolis und Bengasi. - 1988: Politische Liberalisierung in Algerien. - 1989: Islamische Heilsfront FIS in Algerien gegründet. – Maghreb-Union gegründet. - 1992: Putsch des Militärs gegen den Wahlsieg der islamischen Heilsfront, der Wahlsieg wird annulliert. - 1993: UN-Sanktionen gegen Libyen. - 1994: Ägypten. Unterzeichnung des Gaza-Jericho-Abkommens unter Schirmherrschaft Präsident Husni Mubaraks. - 1996: Republik Niger. Militärputsch des Generalstabschefs Ibrahim Baré Maïnassara. - 1996: Der Arabische Gipfel in Kairo bestätigt den arabischen Willen zum Frieden mit Israel. - 1997: 3 Terroranschläge auf Touristen in Kairo (Ägypten). - 1998: 4 Bombenanschläge in Algerien. – US-Vergeltungsangriffe im Sudan. – Beginn des Bürgerkriegs im Tschad. – Sudan wird islamische Republik. - 1999: Republik Niger. Ermordung von Staatspräsident Baré. - 2002: Anschlag auf eine Synagoge in Tunesien. - 2003: Der Konflikt im Darfur beginnt. – 6 Touristengruppen in algerischer Sahara entführt. - 2005: Friedensabkommen im Südsudan. – 3 Sprengstoffattentate in Ägypten. – Neuer Tschad-Konflikt wegen Darfur. – Tschad-Konflikt eskaliert. - 2006: Sudan und Sudanesische Befreiungsarmee (SLA) unterzeichnen ein Friedensabkommen in Abuja (Darfur-Krise). – Mauretanien wird islamische Republik. - 2007: Attentat von Al-Qaida in Algerien. - 2008: Touristen in Algerien entführt. - 2009: US-Präsident Barack Obama hält an der Universität Kairo seine programmatische Rede an die islamische Welt. - 2010: Libyens Muammar al-Gaddafi erklärt der Schweiz den Heiligen Krieg. – Die demokratische Verfassung des Niger wird vom Militär suspendiert. – Dem Sudan droht nach Wahlen endgültig die Teilung. Streitpunkt sind die Ölvorkommen im Süden. - 2011: Blutige Unruhen und Proteste gegen Arbeitslosigkeit und steigende Lebensmittelpreise in Algerien und Tunesien führen zum Rücktritt von Tunesiens Präsident Zine el-Abidine Ben Ali. - 2011: Nach schweren Unruhen Sturz von Präsident Mubarak in Ägypten. Er wird vor Gericht gestellt. Schwere Unruhen in Libyen mit drohendem Sturz Gaddafis. - 9. bis 15. Januar 2011: Unabhängigkeitsreferendum im Südsudan. 99 % der Wähler votieren für die Unabhängigkeit. Das Referendum wird von Präsident Umar al-Baschir anerkannt und soll voraussichtlich am 9. Juli 2011 in Kraft treten. - Mai 2011: Kurz vor der staatlichen Teilung 2011 des Sudan Ausbruch eines militärisch geführten Grenzkonfliktes um Ölfelder in der Region Abyei. - Sommer/Herbst 2011: Entmachtung Muammar al-Gaddafis in Libyen durch Nato-gestützte Revolution. Tod Gaddafis im Oktober. |

Das letzte Drittel des 20. Jahrhunderts und der Beginn des 21. lässt sich hinsichtlich der Geschichte Nordafrikas mit den Schlagworten Panarabismus, Nationalismus, Sozialismus, Nahostkonflikt, Islamismus und Terrorismus umschreiben, die nun gleichzeitig bzw. nacheinander die gesamte arabische und islamische Welt kennzeichnen und Historiker wie Samuel P. Huntington sogar dazu verführt haben, von einem Clash of Civilizations zu reden. Andere wiederum, die wie Fukuyama vom Ende der Geschichte fabulierten, sahen sich alsbald gezwungen, die islamischen Gesellschaften ausdrücklich von diesem Ende auszunehmen. Als neuere Entwicklung im nordafrikanischen Raum ist eine verstärkte Einflussnahme der Volksrepublik China zu beobachten, wie sie im Sudan schon länger besteht. Seit Januar 2011 kam es in verschiedenen nordafrikanischen Ländern zu Revolutionen, die in Ägypten und Tunesien zum Sturze des Regimes führten, in Libyen zu einem Bürgerkrieg gegen das Regime Gaddafis, der mit Hilfe eines von der NATO durchgesetzten Flugverbotes ebenfalls im Herbst stürzte und den Tod fand.

#### Panarabismus, Nationalismus und Sozialismus
Historisch an erster Stelle steht hier der Panarabismus, der zusammen mit der arabischen Nationalbewegung, deren erste öffentliche Bekundung durch die Balfour-Deklaration bereits 1918 ausgelöst wurde, noch in der Kolonialzeit wurzelt. Begleitet wurden beide Bewegungen von meist wenig erfolgreichen Demokratisierungsbemühungen und Abgrenzungen gegenüber den alten Kolonialmächten, die man für moralisch, politisch und historisch delegitimiert ansah und deren politische Systeme daher wenig nachahmenswert schienen. Nach und nach zeichnete sich allerdings trotz zahlreicher organisatorischer Suprastrukturen wie der Liga arabischer Staaten mit den Arabischen Gipfelkonferenzen die relative Erfolglosigkeit besonders des Panarabismus ab, die nicht zuletzt auch in den gescheiterten Vereinigungsbemühungen verschiedener arabischer Länder ihren Ausdruck fand. Das Scheitern hatte verschiedene Ursachen. Vor allem jedoch sind historische Egoismen und für junge Nationen nach einer als heroisch empfundenen nationalen Befreiung keineswegs ungewöhnliche nationalistische Eifersüchteleien ursächlich gewesen, die den Islam als Kultur der nationalen Befreiung schließlich durch eine islamische Nationalpolitik ersetzten. Einige Staaten begannen zudem, teilweise sogar parallel zu den panarabischen Bemühungen, mit sozialistischen Experimenten. Unterdessen spaltete sich der arabische Nationalismus schon bald nach 1948 in eine panarabische, die Einheit der arabischen Welt betonende Grundrichtung und in eine mehr regionale, die einzelstaatliche Besonderheiten an die erste Stelle setzte. Das Ägypten Nassers (Nasserismus) und das Libyen Gaddafis sowie der Sudan Numeiris und das Algerien Ahmed Ben Bella und Houari Boumediennes sind hierfür in Nordafrika besonders markante Beispiele (im Nahen Osten war es die Gründung der Baath-Partei), wobei Gaddafi sogar versuchte, mit seiner Dritten Universaltheorie einen dritten Weg zwischen westlichem Kapitalismus und östlichem Sozialismus nicht nur theoretisch zu entwerfen, sondern auch praktisch zu realisieren, ein Weg, der seiner Meinung nach für die Bedürfnisse seiner islamisch-beduinischen Heimat besser geeignet schien. Solche Bestrebungen bedeuteten allerdings zunächst in den 1950ern noch keineswegs eine Moskau-Orientierung, wie im Westen damals vielfach unterstellt wurde.

Ein weiterer, von den arabisch-islamischen Staaten nicht nur Nordafrikas allerdings selten laut angesprochener Faktor solcher Diskrepanzen ist natürlich aber auch das teils extreme wirtschaftliche Ungleichgewicht dieser Länder untereinander. Dabei reicht die Spanne von einem jährlichen Bruttoinlandsprodukt pro Kopf von 738 US-$ im Falle von Niger über 1126 für Mali und 5898 für Ägypten bis zu 14.533 bei Libyen und 39.850 für Kuweit. Dazu kommen dann noch die teils desaströsen Folgen der modernen westlichen Dumpingpolitik, welche die Landwirtschaften auch Nordafrikas massiv beeinträchtigen, ebenso wie „die gegenwärtige kannibalische Weltordnung des globalisierten Finanzkapitals“. Auch der islamische Sozialismus scheiterte denn auch an der praktischen Durchführung und den unterschiedlichen Rahmenbedingungen, und es kam ab 1979 zu einer Entideologisierung sowohl des Islam wie seiner sozialistischen Interpretation. Als offizielles Ende des mit sozialistischen Ideen angereicherten Panarabismus wird der Schwarze September von 1970 angesehen.

Seit 1989 besteht die Union des Arabischen Maghreb, ein Zusammenschluss der Maghreb-Staaten Algerien, Libyen, Marokko und Tunesien sowie Mauretaniens, der schon seit 1964 geplant, aber wegen ständiger Konflikte zwischen diesen Staaten immer wieder aufgeschoben worden war.

#### Nahostkonflikt, Islamismus und Terrorismus
Nun gab es aber im geostrategischen politischen Umfeld des Nahen Ostens bereits kurz nach dem Ende des Zweiten Weltkrieges eine Situation, die all diese Bemühungen und Tendenzen von Anfang an massiv beeinflusst und regelrecht militarisiert und radikalisiert hat: die Existenz des Staates Israel in Palästina seit 1948. Diese geopolitische Situation im Nahen Osten war für sich genommen schon für die das jüdische Land rundum einschließende moslemische Welt ein kaum zu verwindender Affront, zumal dieses im Verhältnis zur arabischen Welt geradezu winzige Gebiet mit nur wenigen Millionen Einwohnern (heute 7,5 Mio., damals 1948 650.000) es vermocht hatte, nicht nur zu überleben, sondern die arabischen Armeen im Verlaufe des Nahostkonfliktes nach und nach in mittlerweile über einem halben Dutzend Kriegen auf teils demütigende Weise zu besiegen (der letzte in Gaza, die Operation Gegossenes Blei, liegt erst kurze Zeit zurück). Vor allem der Schock von 1967 wirkte lange nach. Da sich zudem die U.S.A. als Schutzmacht Israels verstanden, das überdies schon in den 1960ern zur Atommacht wurde, war bereits in den 1950ern und 1960ern die generelle politische Tendenz der arabisch-islamischen Staaten in sozialistische, nationalistische und antisemitisch-islamische Richtung nicht nur in Palästina praktisch vorgegeben, mit dem Ostblock und hier vor allem der Sowjetunion als zunächst bevorzugten Partnern (und Waffenlieferanten, da der Westen keine Waffen lieferte). Die Bedeutung des sowjetischen Bündnispartners, die zunächst nach der Suezkrise von 1956 stark zugenommen und ab 1967 in Ägypten auch wirtschaftlich (Assuan-Staudamm) einen Höhepunkt erreichte, nahm allerdings relativ rasch ab angesichts der wirtschaftlichen Verlockungen, die der Westen zu bieten hatte, aber auch angesichts der Tatsache, dass die Sowjetunion seit 1967 keine diplomatischen Beziehungen zu Israel unterhielt, als Vermittler im Gegensatz zu den USA daher nicht in Frage kam, denn Nassers Nachfolger Anwar as-Sadat benötigte diesen Vermittler USA dringend, um durch einen auch territorialen Ausgleich mit Israel (Rückgabe des Sinai) seine Position, aber auch die wirtschaftliche Situation Ägyptens zu stabilisieren und scheute sich daher nicht einmal, 1972 alle 21.000 sowjetischen Experten des Landes zu verweisen. Auch haben später russische Kriege in islamischen Ländern Tschetschenien und Afghanistan eher ernüchternd gewirkt, und der Zusammenbruch der Sowjetunion und ihres ideologischen Modells desgleichen, zumal dieses in seiner atheistischen Struktur in krassem Gegensatz zum Islam stand. (Was andererseits den extrem orthodoxen Sudan heute nicht hindert, vor allem mit der Volksrepublik China enge Beziehungen zu unterhalten.)

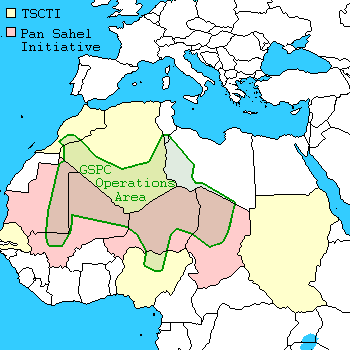
Hauptoperationsgebiet der salafistischen Terrororganisation GSPC und der beiden internationalen Abwehrinitiativen Trans-Saharan Counterterrorism Initiative (TSCTI) und Pan-Sahel-Initiative.

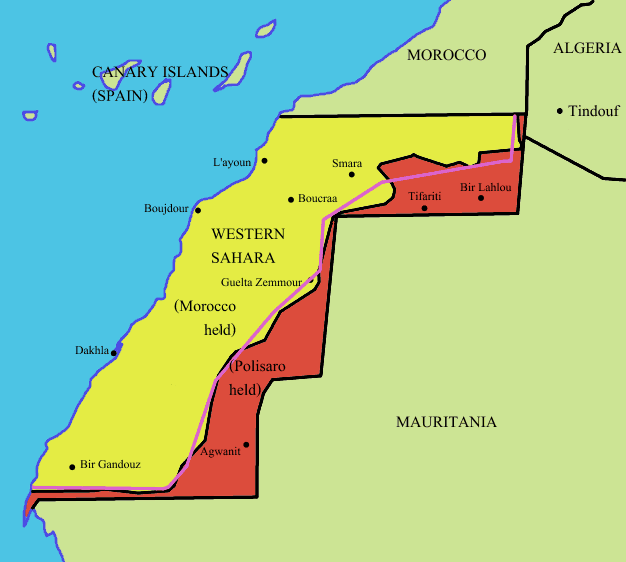
Die gegenwärtigen Machtbereiche der Westsahara: gelb: Marokko, rot: Frente Polisario. Violette Linie: marokkanischer Grenzwall.

Dass sich auf dieser instabilen Grundlage schließlich ein von westlichen Bündnispartnern nicht nur unabhängiger, sondern gegen sie als sogenannte Kreuzfahrernationen gerichteter terroristischer islamischer Fundamentalismus ausbreiten konnte, kann so gesehen nicht verwundern, zumal er auf einer breiten Massenbasis ruhte, denn den Ländern nicht nur Nordafrikas war es mit Ausnahme der Ölstaaten nicht gelungen, die soziale Situation ihrer sich zudem ständig massiv vermehrenden Bevölkerungen (Zunahme in Ägypten ca. 1 Mio. pro Jahr) hinreichend zu verbessern. Und viele der heutigen Terrororganisationen wie die Hamas in Gaza, die Hisbollah im Libanon, die Islamische Heilsfront (FIS) und die Groupe Islamique Armé (GIA) in Algerien oder die Muslimbrüder in Ägypten haben denn auch als Sozialorganisationen und/oder politische Parteien begonnen und üben diese Funktion bis heute aus. Al-Qaida, ein Gewächs des extrem orthodoxen saudischen Wahabismus, nutzt diesen massenpsychologisch auf einem massiven Minderwertigkeitskomplex ruhenden Sachverhalt denn auch bis hin zu den fast ausschließlich von ihr eingesetzten Selbstmordattentätern.
Dabei lässt sich, was den arabisch-islamischen Antizionismus angeht, eine gewisse Abhängigkeit der Entfernung einzelner Staaten von Palästina von der Radikalität ihrer politischen Haltung beobachten. Tunesien, Algerien, Marokko, Mauretanien, Mali, Niger und trotz allen islamischen Extremismus auch der Sudan nehmen die Vorgänge eher aus der Distanz war und widmen sich relativ ungestört ihren muslimischen oder schlicht militärisch induzierten lokalen Machtinteressen, sind durchweg wie die übrigen Staaten Nordafrikas trotz aller demokratischen Einsprengsel autoritär geführt.
Es gibt zudem in Nordafrika wesentliche Faktoren, welche die  religiöse Rezeption des Antizionismus entscheidend beeinflussen. Dabei wirkt sich zum Beispiel die Tatsache aus, dass durchaus nicht alle Staaten Nordafrikas arabisch sind, sondern vor allem im westlichen und südlichen Bereich berberisch und maurisch mit weiteren ethnischen Minderheiten dazu, so dass als einziges einigendes Band nur der Islam bleibt (wiederum mit der Ausnahme des Südsudan, dessen Bewohner mehrheitlich dem Christentum und ethnischen Religionen anhängen), der aber in den Ländern oft ganz unterschiedlich interpretiert und praktiziert wird von streng religiös bis liberal und mit teils höchst unterschiedlichen Traditionen. Vor allem in den Maghrebstaaten hat der nordafrikanische Islam eine eigene Entwicklung durchgemacht und hat Sonderformen und Rechtsschulen entwickelt, die von orthodoxen Muslimen der arabischen Welt teils als häretisch angesehen werden, etwa was die ausgeprägte Heiligenverehrung angeht oder Sekten wie die Ibaditen, auch gibt es massive soziologische Unterschiede etwa bei der Stellung der Frau (etwa bei den Tuareg). Zudem wirkt sich hier die Prägung vor allem der Eliten durch die Kultur der französischen Kolonialmacht bis heute aus. (In den Staaten des Kleinen Maghreb ist französisch bis heute zweite, inoffizielle, Landessprache.) Auch wirkt die Erfahrung nach, die ein praktisch über tausendjähriger friedlicher Kontakt mit dem einheimischen Judentum mit sich brachte, das erst etwa ab den 1960ern nach und nach und gewöhnlich auf Druck von außen aus den jeweiligen Ländern vertrieben wurde, und in Ägypten ist auch das koptische Element noch stark vertreten (5–8 Millionen, zwischen 6 und 10 % der Gesamtbevölkerung). Andererseits hatte der gemeinsame Kampf gegen die Kolonialmächte es zumindest zeitweise vermocht, diese teils sehr erheblichen Unterschiede zu überbrücken und die Entwicklung des nordafrikanischen Islam in die allgemeine Entwicklung auch des politischen Islam und seiner Ziele einzubinden. An Stelle dieser Klammer ist allerdings längst die Feindschaft gegen Israel und damit häufig gegen den Westen insgesamt getreten, wie ihn der Fundamentalismus propagiert. Doch ist die Haltung der nordafrikanischen Staaten zum Nahostkonflikt uneinheitlich. Selbst Libyen, das seine einstigen italienischen Kolonialherren nach dem Sturz des Königs Idris 1969 rüde des Landes verwies (und heute beste Beziehungen mit Italien pflegt), hat sich im Kampf gegen Israel materiell nicht sonderlich engagiert (und personell überhaupt nicht) und sich auf Veranlassung des allmächtigen Revolutionsführers Gaddafi vor allem dem internationalen Terrorismus sowie gelegentlich auch militärischen Auseinandersetzungen mit seinen Nachbarn Tschad, Ägypten, Sudan, Tunesien, Algerien und Niger zugewandt. Die staatsterroristischen Aktivitäten, etwa der Anschlag in Berlin auf die Diskothek La Belle 1986 oder der Lockerbie-Anschlag 1988, hatten denn auch international ein massives politisches, technologisches und wirtschaftliches Embargo zur Folge.
Ägypten, das zudem über eine längere Tradition muslimischer Extremisten wie den Muslimbrüdern, der al-Dschamāʿa al-islāmiyya oder der inzwischen in Al-Qaida aufgegangenen Al-Dschihad (sie ermordeten Sadat) nebst einer ganzen Reihe kleinerer Gruppen verfügt, ist auch hier ein Sonderfall: Einerseits hat es mit Israel eine Grenze am Sinai und wurde von dem Land mehrmals militärisch gedemütigt (1956, 1967 und auch 1973, als General Ariel Scharon, den Suez-Kanal überquerte, die Stadt Suez und große Gebiete westlich davon besetzte und 100 km vor Kairo stand), andererseits ist es darauf angewiesen, sein massiven inneren, vor allem wirtschaftlichen, sozialen und religiösen Probleme nicht durch militärische Abenteuer noch zu verschlimmern. Das Beispiel Nassers, den nur sein Charisma vor dem Sturz bewahrte, als er seine Kriege gegen Israel schmählich verlor (und die Sinai-Halbinsel obendrein), wirkte hier eher abschreckend und hat seinen Nachfolger im Amt Sadat veranlasst, nach dem verlorenen Jom-Kippur-Krieg, den er wegen der israelischen Beinahe-Niederlage propagandistisch in einen politischen Erfolg umzuwerten verstand, mit Israel jenen oben geschilderten Ausgleich zu suchen, was dessen Nachfolger Husni Mubarak bis heute praktiziert, trotz der Komplikationen im Gazastreifen, der ja von Ägypten bis 1967 verwaltet wurde und nun von der Hamas dominiert wird. Tatsächlich hat man es auch in Ägypten wie in den anderen nahöstlichen Staaten verstanden, das palästinensische Flüchtlingsproblem, das nach der Nakba genannten Niederlage der arabischen Staaten 1948 entstanden war, für die eigenen Zwecke zu instrumentalisieren, indem man die Flüchtlinge nicht aufnahm und so integrierte, sie vielmehr jahrzehntelang in ihren Lagern ließ, damit das Problem politisch am Köcheln hielt, ohne allerdings zu ahnen, welcher fundamentalistische Sprengstoff sich dadurch an diesen Orten anhäufen würde.

#### Aktuelle politische Situation Nordafrikas

##### Allgemeine Entwicklungen
Es ist somit kein Wunder, dass etwa die Maghreb-Staaten, die ohnehin mit unruhigen Berberstämmen zu kämpfen haben und wie Marokko ihr Hauptaugenmerk auf die Westsahara richten, oder die Staaten des Sahara-Südrandes es vermieden, abgesehen von rhetorischen Bemühungen und symbolischen Aktionen allzu sehr in diese nahöstliche Gemengelage involviert zu werden und viel lieber ihre eigenen Machtinteressen verfolgten und noch verfolgen. Das gilt aber nicht nur für den Maghreb, sondern zum Beispiel auch für den Sudan, wie man gegenwärtig im Darfur beobachten kann und bei den Problemen, die die Sezessionsbemühungen des erdölreichen Südsudan aufwerfen. In Mali, wo zwar demokratische Zustände herrschen, die innere Situation aber wie im Tschad kaum unter Kontrolle ist im Niger, das erst 2010 wieder einen Militärputsch erlebte, und in Mauretanien, wo dasselbe Ende 2008 geschah, ist die Situation überdies traditionell instabil. Aber auch in Antiterrormaßnahmen Algeriens und Marokkos und anderer, auch angesichts verschiedener Entführungen von Touristen um ihre Einnahmen aus dem Tourismus fürchtenden Staaten Nordafrikas einschließlich Ägyptens orientieren sich kaum an dem doch eher fernliegenden Schicksal der Palästinenser.

Es ist somit insgesamt bis heute eine verstärkte Interessendivergenz der islamisch-arabischen Länder Nordafrikas zu beobachten, vor allem wenn bei ihnen die einigende Klammer des Kampfes gegen Israel fehlt und andere, fast stets innenpolitische Probleme wichtiger sind, auch wenn es Bemühungen gibt, diesen Stillstand zu überwinden. Das gilt vor allem, wenn die Furcht vieler islamischer Länder vor terroristischen Anschlägen in ihren Gebieten die Oberhand gewinnt, die nicht zuletzt von Al-Qaida initiiert werden und etwa im Irak die Form eines veritablen sunnitisch-schiitischen Religionskrieges angenommen haben, so dass sich hinsichtlich der Vision von einer womöglich gar panarabischen islamischen Souveränität und Solidarität, sei sie nun herbeigebombt oder nicht, eher Resignation breitmacht. Dasselbe gilt für die Hoffnung auf Demokratie und die Hoffnung auf Verbesserung der wirtschaftlichen Situation in der Bevölkerung.

##### Revolutionäre Umbrüche seit 2010
Seit 2010/2011 erschüttern nun relativ unerwartet und wie in Tunesien durch einen singulären tragischen Fall mit sozialem Hintergrund ausgelöst (eine Selbstverbrennung), vor allem sozial orientierte Revolutionen Nordafrika, die zu bürgerkriegsähnlichen Zuständen geführt und Husni Mubarak in Ägypten, wo sich der Aufstand am zentralen Tahrir-Platz in Kairo konzentrierte, und Ben Ali in Tunesien (sog. Jasmin-Revolution) bereits ihre Ämter gekostet haben. Oberst Gaddafi wiederum sah sich in Libyen ebenfalls einem Volksaufstand zunächst vor allem im Osten des Landes um Bengasi gegenüber, der durch das Eingreifen der NATO-Luftstreitkräfte aufgrund eines UN-Beschlusses zum Schutz der Zivilbevölkerung zusätzliche Brisanz erhielt und im Herbst zum Erfolg der Revolutionäre und zum Tod des Diktators führte. Wie in allen anderen, von Volksaufständen erschütterten Staaten Nordafrikas war die innenpolitische Situation nach deren Erfolg instabil. Nicht zuletzt das Verhalten muslimischer Bewegungen sowie ethnische Egoismen von Stämmen (etwa in Libyen) und die Haltung des Militärs bzw. der alten Eliten sind dabei zusammen mit fehlenden demokratischen Strukturen und Erfahrungen die entscheidenden Unsicherheitsfaktoren.
Auslöser dieser Revolutionen waren allerdings nie primär islamistische Tendenzen, die hier überhaupt keine Rolle gespielt und den einschlägigen Organisationen wie der Muslimbrüderschaft in Ägypten oder al-Qaida, wenn überhaupt, nur eine Nebenrolle zugewiesen haben, sondern die Unzufriedenheit der Bevölkerung, vor allem auch der gebildeten bürgerlichen Jugend, über Arbeitslosigkeit, Chancenungleichheit (extrem hohe Arbeitslosigkeit) und soziale Verzerrungen sowie die ungeheure Raffgier der herrschenden Kreise, wobei demografisch erschwerend hinzu kommt, dass die Mehrzahl der jeweiligen Bevölkerung noch sehr jung, unter 30 ist. Gefördert wurden die Revolutionen, die inzwischen auch außerhalb Nordafrikas auf die Golfstaaten (Bahrein), den Yemen sowie auf Syrien übergegriffen haben, vor allem auch durch das Internet und die Vertrautheit der Jugend mit den Möglichkeiten dieser Technik, die eine schnelle Koordination der Aufständischen ermöglichen und eine Zensur der Vorgänge durch Regierungsstellen immer weniger zulassen.
Auch in den anderen Staaten des nordafrikanischen Maghreb, in Marokko und vor allem in Algerien, hat es 2011 Unruhen gegeben bei ganz ähnlicher soziopolitischer Tendenz. Im Iran hatte es bereits 2009 nach den iranischen Präsidentschaftswahlen ähnliche Proteste gegeben, bei denen erstmals wirkungsvoll Internettechnologien zur Verbreitung und Dokumentation der Aufstände eingesetzt worden waren. Diese Aufstände flammten dann am 14. Februar 2011 erneut auf. Die Idee, das Internet auf diese Weise breitenwirksam zu nutzen, etwa mit Handys, scheint von dort vom arabisch-nordafrikanischen Raum (und später auch von China) übernommen worden zu sein.
Einige der aktuellen politischen Hot spots in Nordafrika

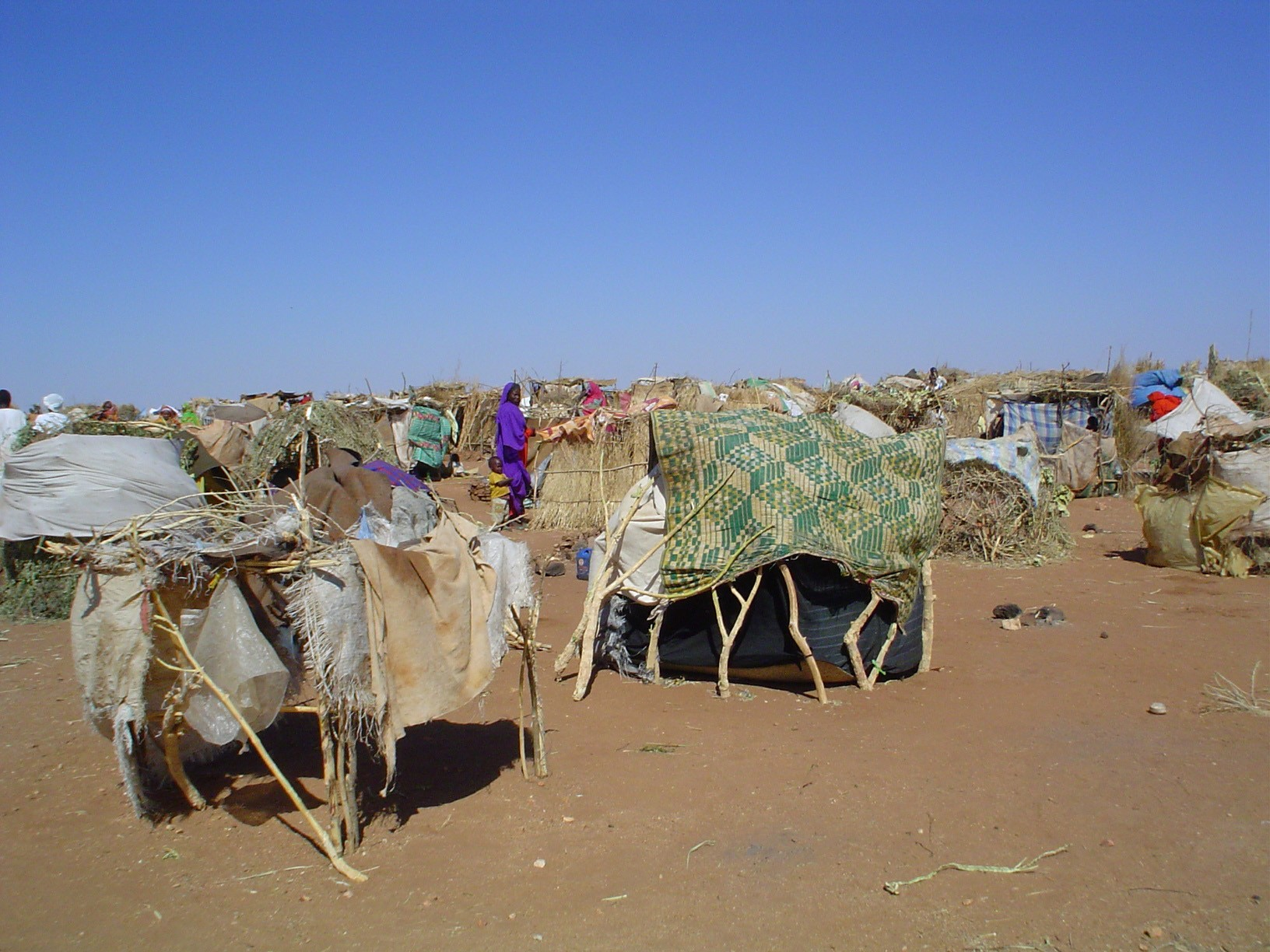
Flüchtlingslager im Darfur, wo in einem ethnischen Konflikt arabische Muslime dunkelhäutige Muslime terrorisieren. 2009.
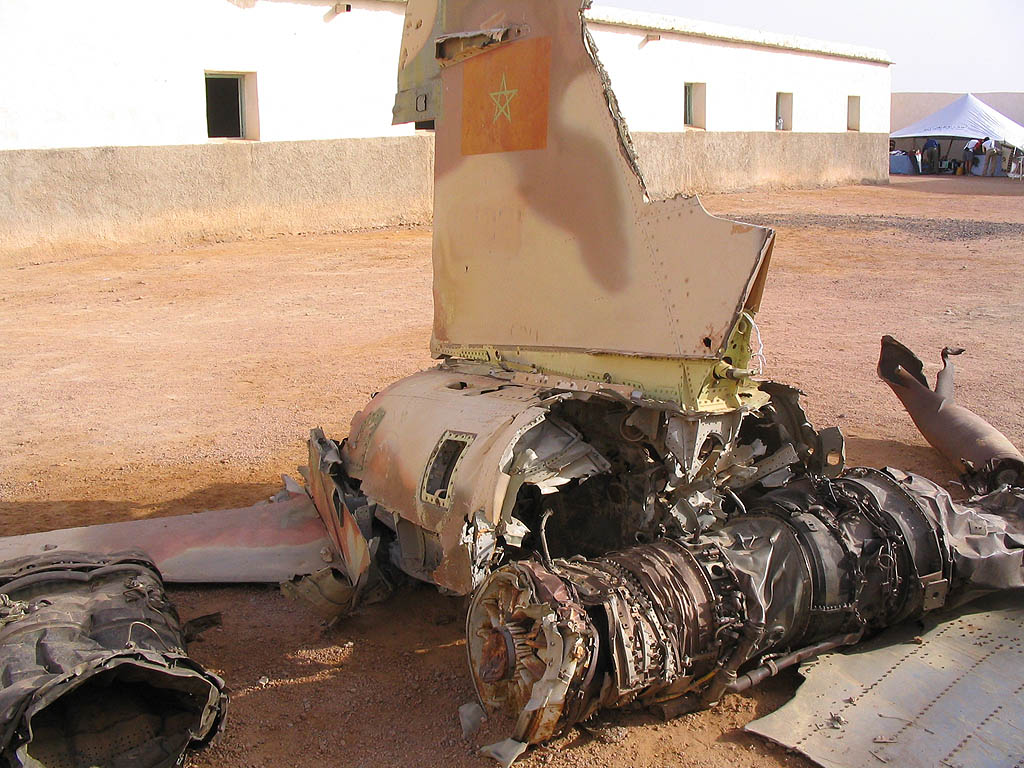
Von der Polisario abgeschossener marokkanischer Bomber bei Tifarit, Westsahara, 1990er Jahre.
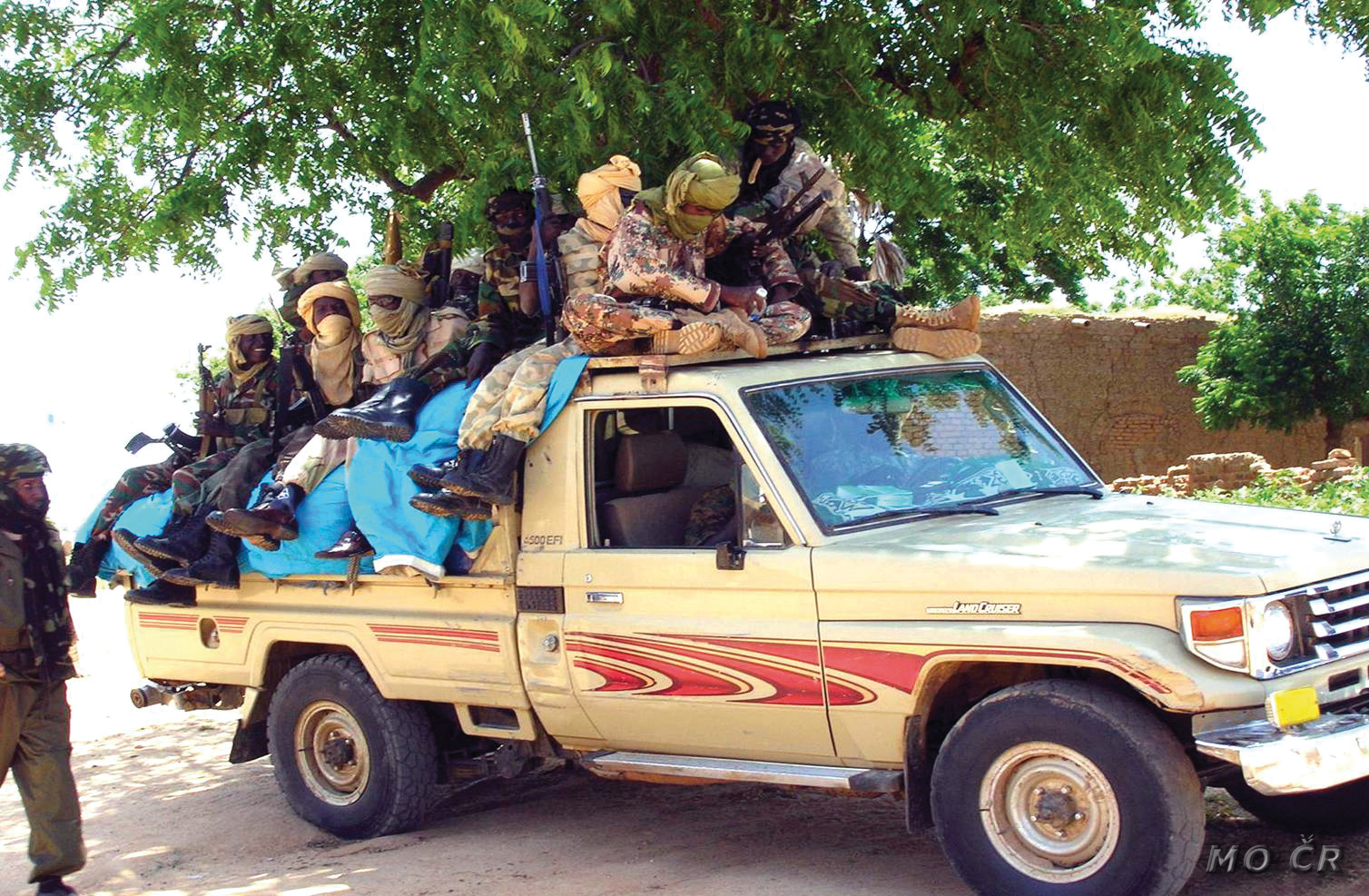
EUFOR-Einsatz zur Sicherung des Tschad 2008/09.
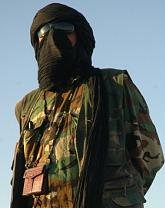
Tuareg-Rebell aus dem Nord-Niger, 2008.
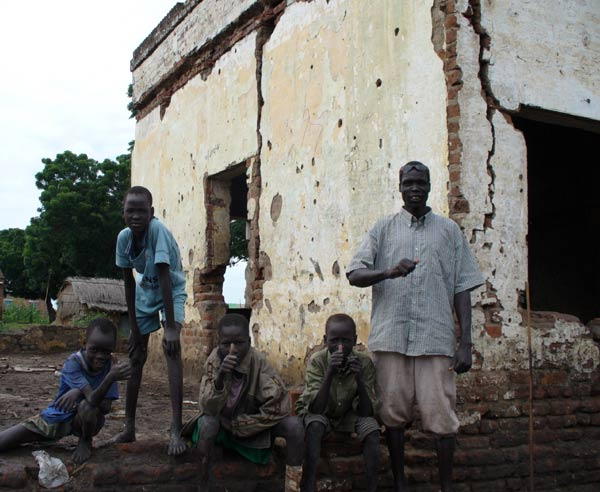
Vom Bürgerkrieg zerstörtes Gebäude in Nasir, Südsudan. 2005.

… und einige der wichtigsten Akteure

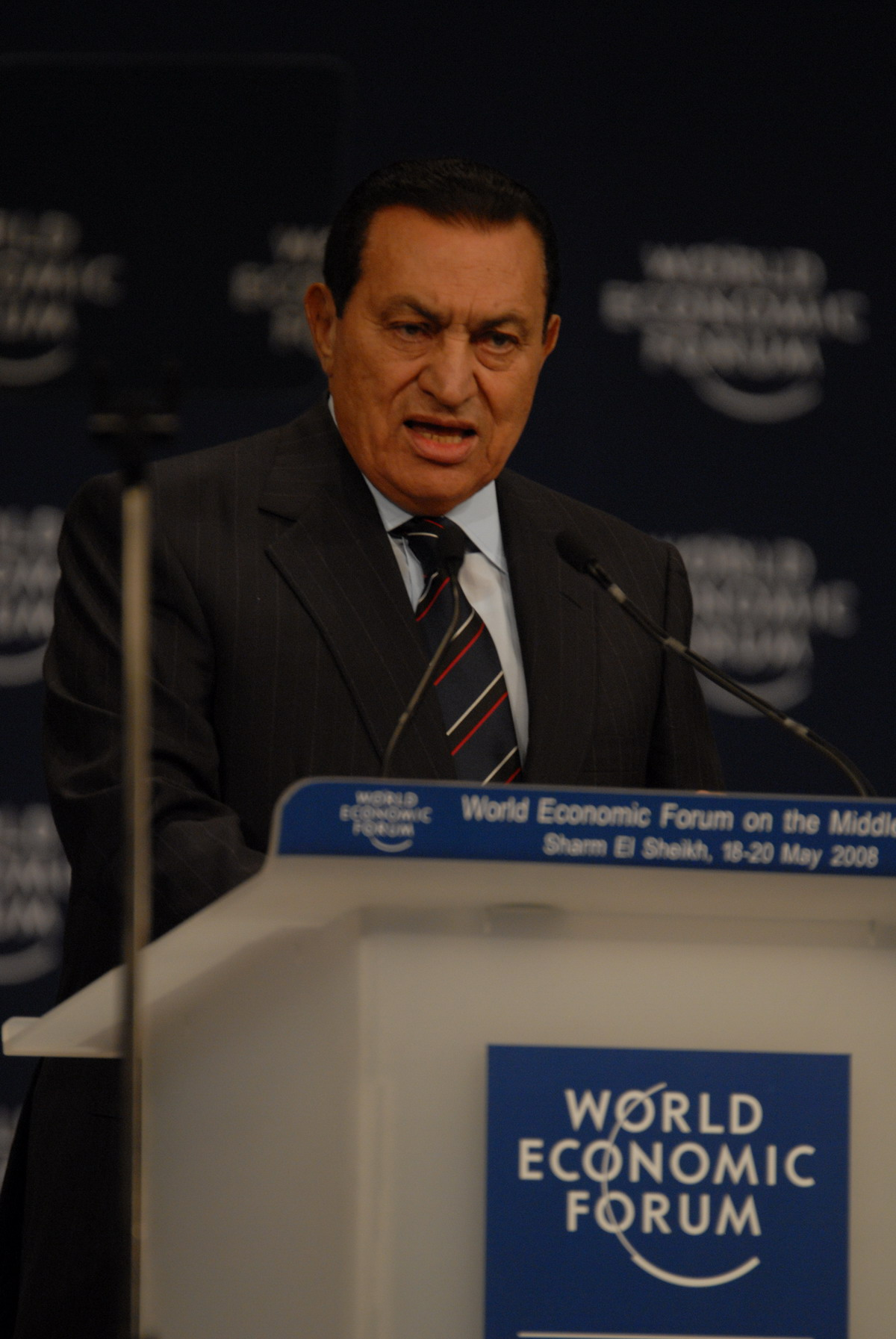
Der 2011 gestürzte ägyptische Präsident Husni Mubarak bei der Eröffnung des World Economic Forum on the Middle East 2008 in Scharm asch-Schaich, Ägypten.
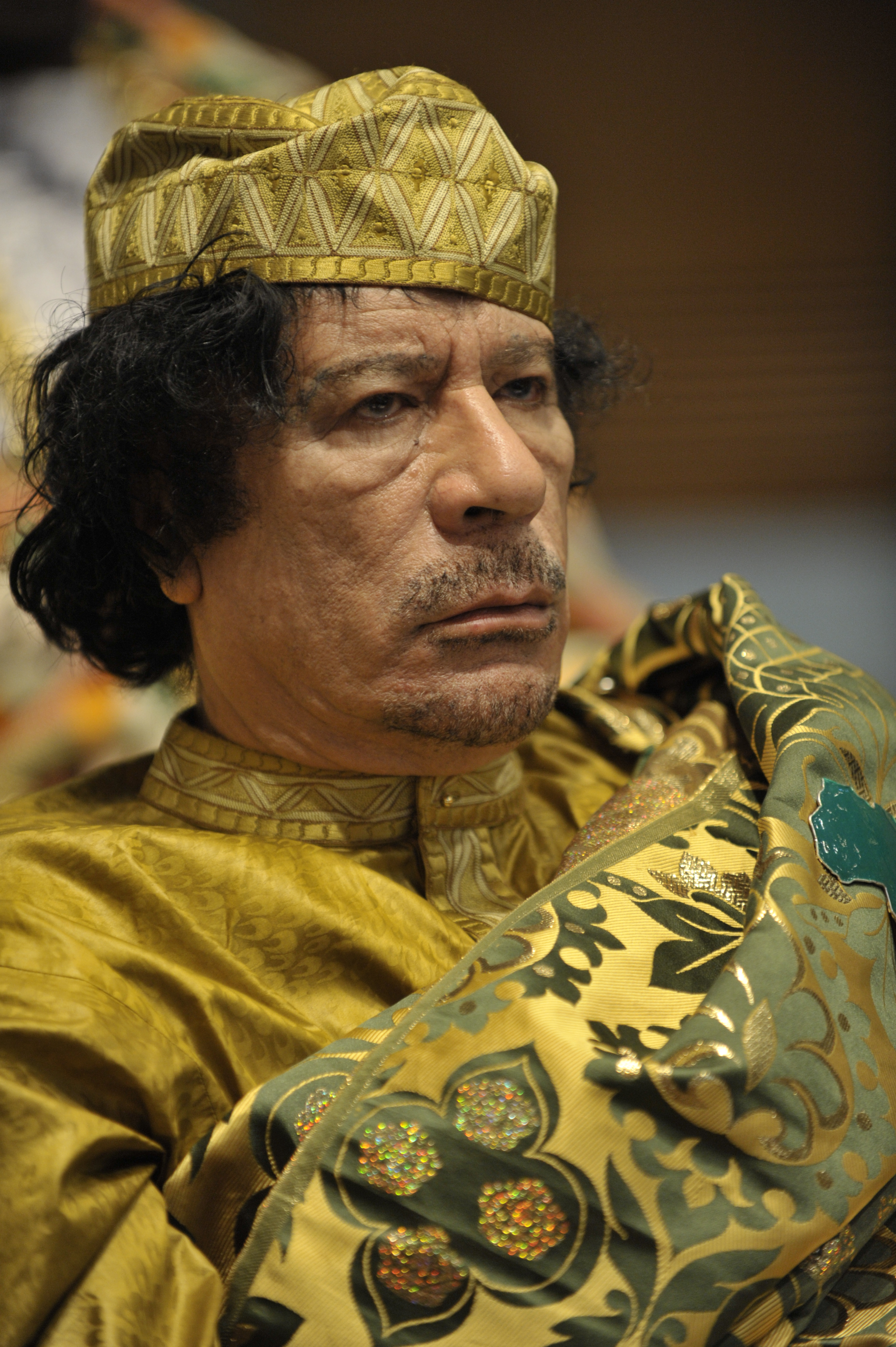
Der libysche Revolutionsführer Muammar al-Gaddafi beim 12. Gipfel der Afrikanischen Union, Februar 2009 in Addis Abeba. Er wurde 2011 von der Bevölkerung mit Nato-Luftunterstützung gestürzt.
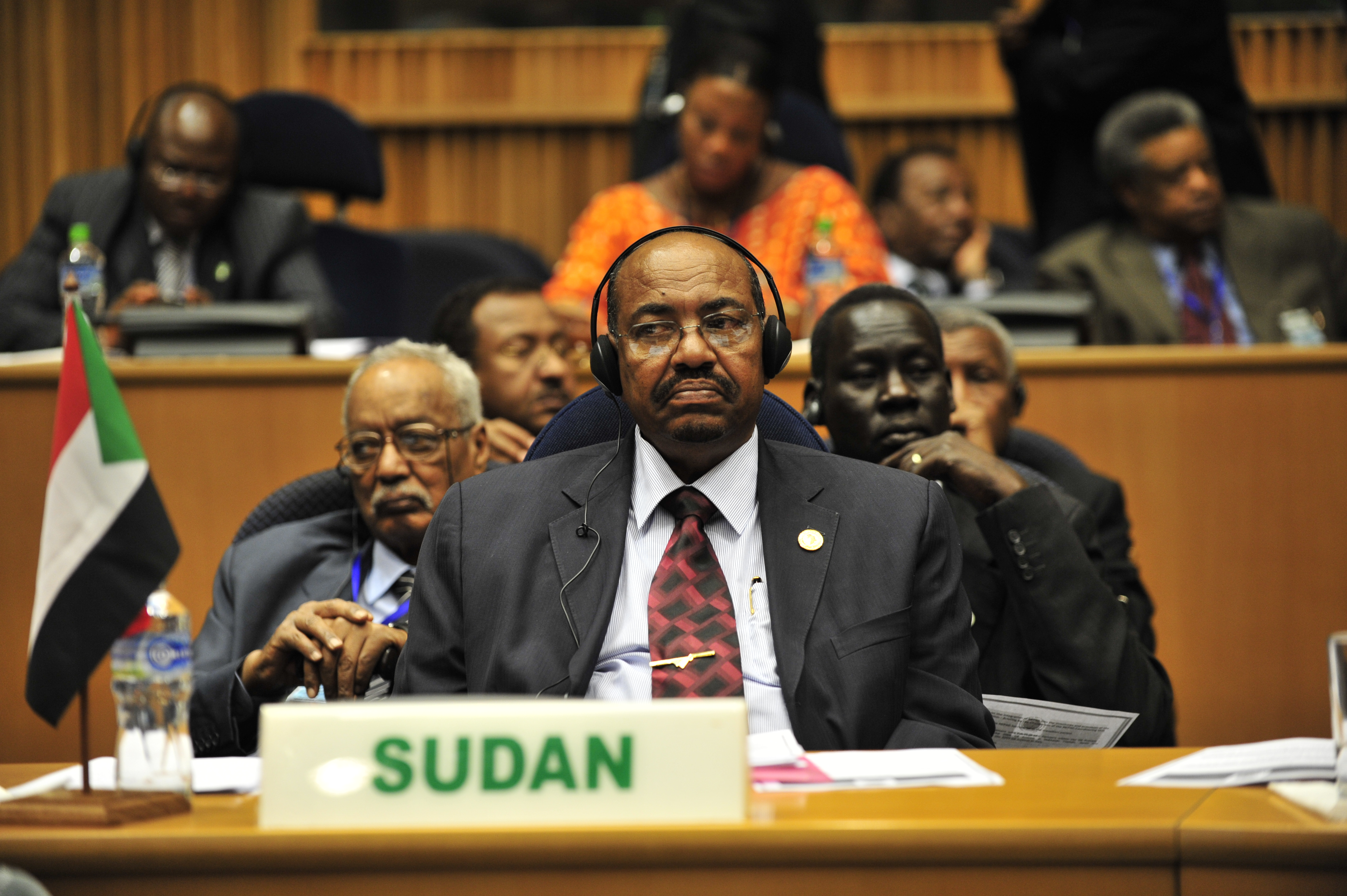
Der Präsident Sudans Umar al-Baschir während derselben Konferenz. Am 12. Juli 2010 stellte der Internationale Strafgerichtshof (IStGH) gegen al-Baschir einen Haftbefehl wegen Völkermords aus.
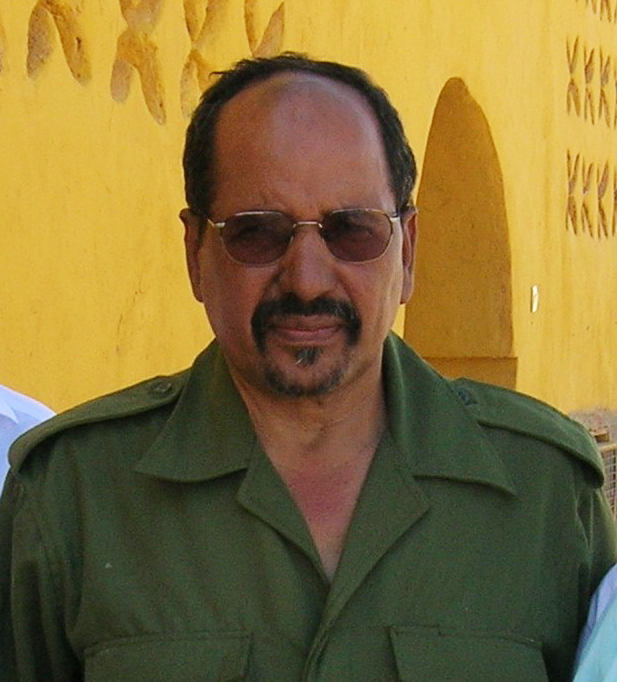
Der Polisario-Führer Mohamed Abdelaziz, Präsident der Demokratischen Arabischen Republik Sahara 2006.
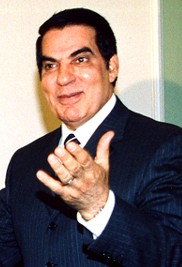
Der 2011 gestürzte und geflohene Präsident Tunesiens Zine el-Abidine Ben Ali (Aufnahme aus dem Jahre 2006).